# Одесса
Это Чёрное море, теплые ветры с Босфора, бывшие греческие контрабандисты и негоцианты из Пирея. Итальянцы-гарибальдийцы, капитаны и портовые грузчики-банабаки. Богатства всех стран, влияние Франции, гетто на Молдаванке, бандиты, ценившие больше всего остроумие, седоусые рабочие с Пересыпи, итальянская опера, воспоминания о Пушкине, акации, желтый камень, цветы, любовь к анекдоту и страшное любопытство к каждой мелочи. Все это – Одесса...
Оде́сса (укр. Одеса [ɔˈdɛsɐ], пол. Odessa, рум. Odesa, идиш אָדעס‎, греч. Οδησσός) — город на юге Украины в Северном Причерноморье, административный центр Одесской области и Одесского района. Главная военно-морская база Военно-морских сил Украины. Город-герой.
Третий по населению город Украины. Численность населения на 1 января 2022 года составила 1 010 537 человек, в пределах агломерации проживает свыше 1,2 млн человек. Расположена на берегу Одесского залива.
Крупный морской торговый порт. Развиты туризм и торговля, промышленность (металлообработка и машиностроение, производство лекарств и продуктов питания). Крупный научно-образовательный центр.
В 2023 году Исторический центр города (в частности, ансамбль Приморского бульвара, площади Дюка де Ришельё и Потёмкинской лестницы) был внесён в список Всемирного наследия ЮНЕСКО.
По версии наиболее упоминаемого ежегодного рейтинга журнала «Фокус», в 2011 году Одесса стала лучшим по качеству жизни городом Украины.

## Название
Впервые название Одесса (в варианте Odessus) встречается на французской карте Чёрного моря античных времён издания 1740 года, в текстовом описании — 10 (21) января 1795 года.
Существует несколько версий происхождения названия города. По наиболее распространённой версии, название связано с древнегреческой колонией Одессос (др.-греч. Ὀδησσός). В конце XVIII столетия была традиция называть города на завоёванных у турок территориях греческими именами (к примеру, Мелитополь, Севастополь, Тирасполь и так далее, в том числе с воспроизведением античных названий, не обязательно на том же месте — Херсон). Предполагается, что античный Одессос существовал неподалёку от Одесского залива, на берегу нынешнего Тилигульского лимана (также археологи нашли колонию с похожим названием Одиссос недалеко от болгарского города Варны, что традиционно вносит путаницу в данный вопрос).
Другой вариант — пример народной этимологии. По одной из легенд, результатом царских дебатов об отсутствии пресной воды поблизости от выбранного для строительства места названием города волею императрицы Екатерины II стало прочитанное наоборот в русской транскрипции французское выражение «assez d’eau» («асседо» — воды достаточно). Данная версия научной историографией отвергается.
Ещё есть версия, что топоним непроизвольно заимствован из названия ранее существовавшей на этих землях исторической территории Едисан. Переселенцы, отправляясь в новые завоёванные у турок земли, могли из-за незнания искажать название местности, говоря, что едут «в Едессу».

## Физико-географическая характеристика
Город расположен на берегу Одесского залива Чёрного моря. Большая часть города, включая исторический центр, располагается на равнине, возвышающейся над морем примерно на 50 м. Минимальная высота Одессы составляет 4,2 м ниже уровня моря (Куяльницкий лиман), максимальная — 65 м. Площадь территории города 236,9 км² [уточнить], плотность населения 4251,3 чел./км² (по другому источнику: площадь — 163 км²; соответственно, плотность населения — 6178,7 чел./км²). Источники питьевой воды на территории города в настоящее время — бюветные комплексы, основное снабжение водой Одессы и близлежащих окрестностей осуществляется из реки Днестр по 40-километровому водопроводу через водозабор в районе Беляевки.
Вблизи города находятся семь крупных лиманов. Расстояние до Киева 443 км (655 — по железной дороге, 466 — по автомобильной E95).
Расстояние до ближайших городов:
- На север:
  - Кропивницкий — 253 км.
  - Полтава — 447 км.
  - Сумы — 576 км.
- На юг:
  - Тулча (Румыния) — 209 км.
  - Измаил — 234 км.
  - Констанца (Румыния) — 306 км.
  - Добрич (Болгария) — 396 км.
- На восток:
  - Николаев — 111 км.
  - Херсон — 146 км.
  - Запорожье — 366 км.
- На запад:
  - Кагул (Молдова) — 206 км.
  - Галац (Румыния) — 240 км.
  - Фокшани (Румыния) — 287 км.

### Климат
Климат Одессы умеренно-морской с чертами субтропического, с мягкой зимой (с декабря по февраль), относительно затяжной весной и тёплым долгим (с мая по сентябрь), нередко очень знойным, летом и долгой тёплой осенью. По классификации Кёппена — влажный континентальный (Dfb), близок к субтропическому (Cfa). Выпадение осадков распределяется равномерно. Климат города отличается от климата других городов Украины мягкой зимой и жарким летом.
Среднегодовая температура составляет +10,7 °C, среднегодовое количество осадков — 451 мм.
| Показатель                    | Янв.  | Фев. | Март | Апр. | Май  | Июнь | Июль | Авг. | Сен. | Окт.  | Нояб. | Дек.  | Год  |
| ----------------------------- | ----- | ---- | ---- | ---- | ---- | ---- | ---- | ---- | ---- | ----- | ----- | ----- | ---- |
| Абсолютный максимум, °C       | 15,1  | 19,2 | 24,1 | 29,4 | 33,3 | 37,4 | 39,3 | 38   | 35,4 | 30,5  | 26    | 17    | 39,3 |
| Средний суточный максимум, °C | 2,2   | 2,7  | 6,6  | 13   | 19,5 | 24   | 27   | 26,5 | 21   | 15    | 8,4   | 3,7   | 14,1 |
| Средняя температура, °C       | −0,5  | −0,2 | 3,5  | 9,4  | 15,6 | 20   | 22,6 | 22,3 | 17,2 | 11,6  | 5,7   | 1,1   | 10,7 |
| Средний суточный минимум, °C  | −2,8  | −2,6 | 1    | 6,6  | 12,1 | 16,3 | 18,5 | 18,2 | 13,5 | 8,6   | 3,2   | −1,2  | 7,6  |
| Абсолютный минимум, °C        | −26,2 | −28  | −16  | −5,9 | 0,3  | 5,2  | 7,5  | 7,9  | −0,8 | −13,3 | −14,6 | −19,6 | −28  |
| Норма осадков, мм             | 34    | 37   | 32   | 27   | 36   | 49   | 45   | 38   | 43   | 34    | 41    | 35    | 451  |
| Источник: Погода и климат     |       |      |      |      |      |      |      |      |      |       |       |       |      |

| Показатель              | Янв. | Фев. | Март | Апр. | Май  | Июнь | Июль | Авг. | Сен. | Окт. | Нояб. | Дек. | Год  |
| ----------------------- | ---- | ---- | ---- | ---- | ---- | ---- | ---- | ---- | ---- | ---- | ----- | ---- | ---- |
| Абсолютный максимум, °C | 7,4  | 4,5  | 7,5  | 15,1 | 21   | 25,8 | 26,5 | 26,6 | 25,2 | 21   | 15,7  | 10,6 | 26,6 |
| Средняя температура, °C | 4    | 2,7  | 3,9  | 8,6  | 16,3 | 21,5 | 23,8 | 24,2 | 21   | 15,7 | 11    | 6,8  | 13,3 |
| Абсолютный минимум, °C  | 1,1  | 0,8  | 1,4  | 4,2  | 10,3 | 18   | 19,1 | 20,9 | 15,2 | 11,4 | 7,1   | 3,9  | 0,8  |

### Пляжи

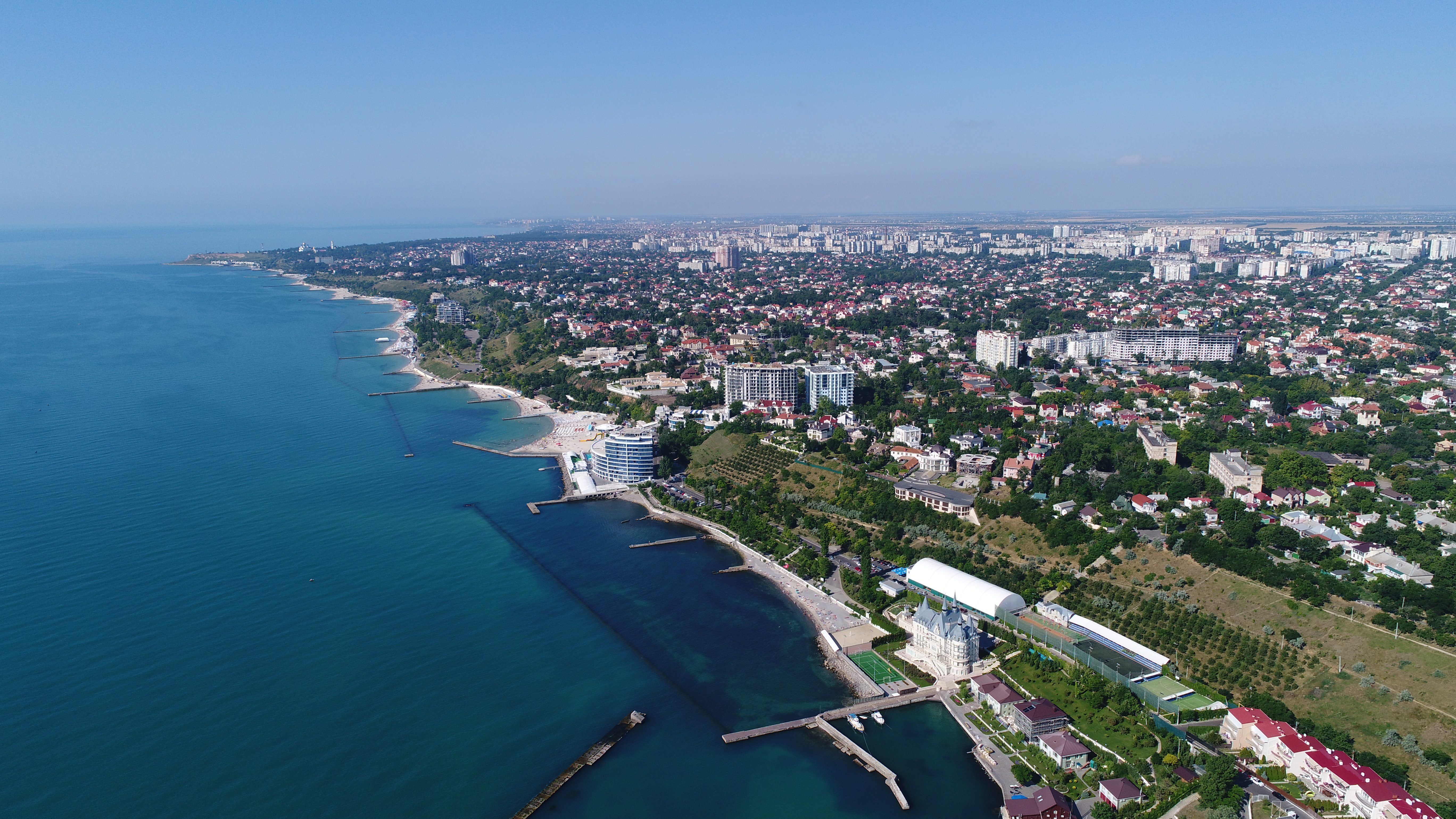
Одесские пляжи с воздуха

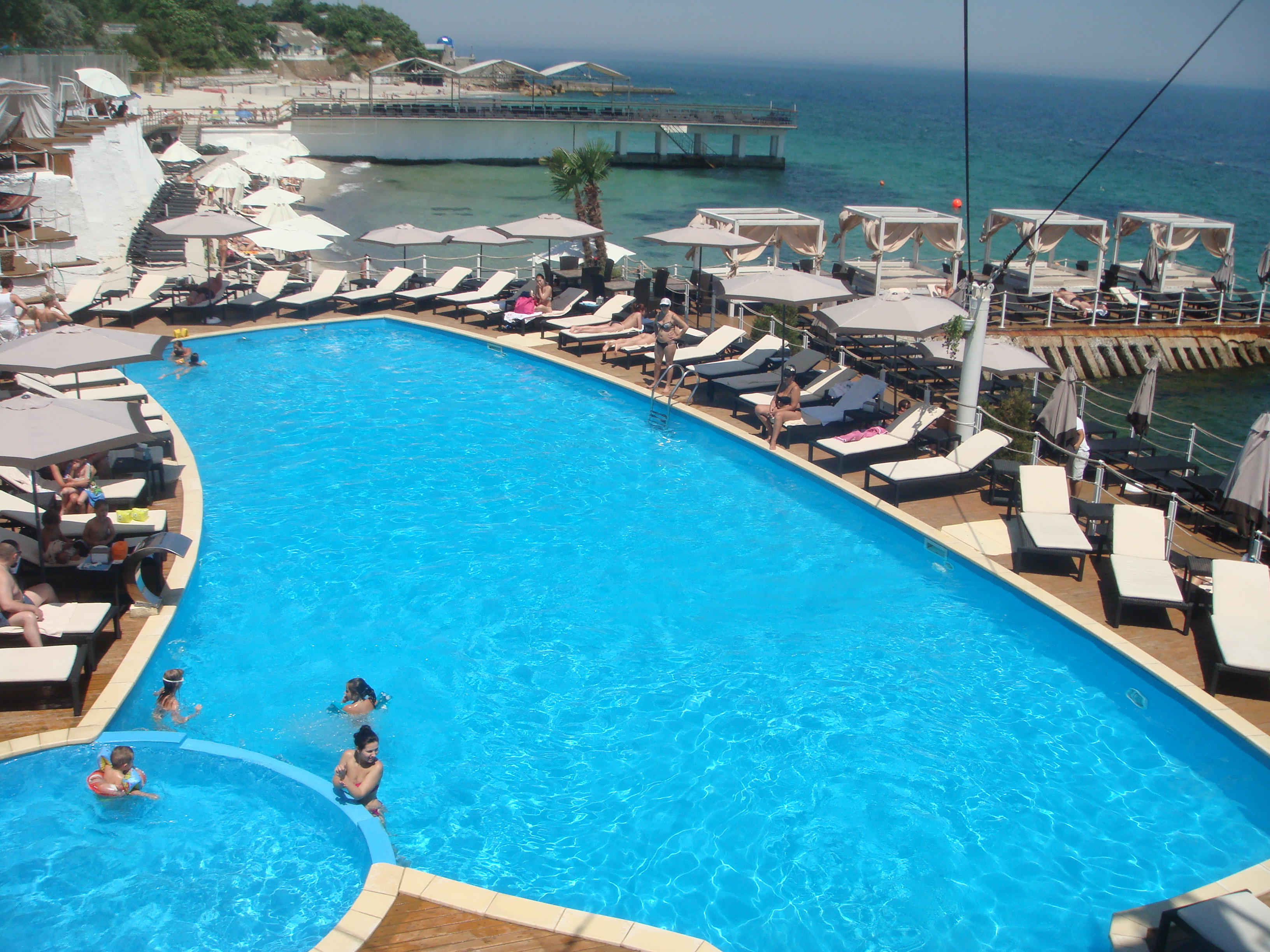
Курортная зона Аркадия

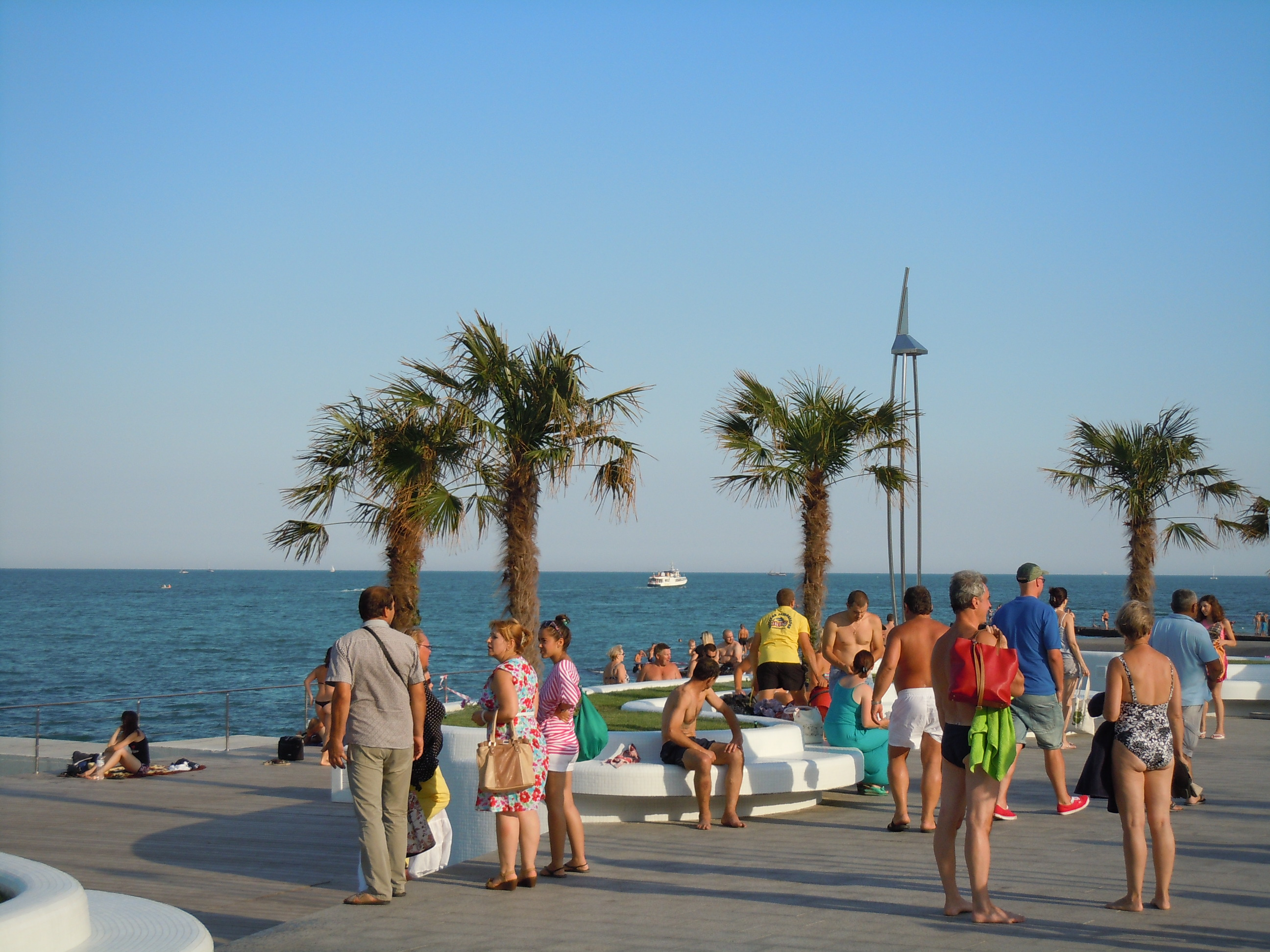
Набережная пляжа Ланжерон

На десятки километров протянулись одесские пляжи. Одесские пляжи простираются от Коблева (Николаевской области) до Днестровского лимана. Большинство пляжей — песчаные, песок привозной.
Пляжи в черте города, за исключением «Лузановки» и Черноморки, укреплены берегозащитными сооружениями. От района пляжа Ланжерон до района мыса Аркадия, чуть выше пляжей и соединяя их, проходит 6-километровая прибрежная асфальтированная дорога «Трасса Здоровья», закрытая для автомобильного движения и предназначенная для пешеходных и велопрогулок.
Среди пляжей можно выделить следующие:
- «Лузановка» в жилмассиве им. Котовского;
- пляжи вдоль «Трассы Здоровья»:
- «Ланжерон» в районе парка имени Т. Г. Шевченко, с 2005 года рядом с ним работает самый большой на Украине круглогодичный дельфинарий и океанариум «Немо»;
- «Отрада» в районе Пироговской улицы;
- «Дельфин» в районе Шампанского переулка;
- «Аркадия» — одна из визитных карточек города. В отличие от большинства других пляжей, в Аркадию ведёт пологий и удобный спуск;
- пляжи вдоль Фонтанской дороги, простирающиеся от 8-й до 16-й станции Большого Фонтана — от пляжа «Чайка» до пляжа «Золотой берег»;
- пляж «Черноморка», расположенный в посёлке Черноморка, в настоящее время опять Люстдорф, входящем в состав Киевского района Одессы. Этот пляж находится за пределами Одесского залива.

## История

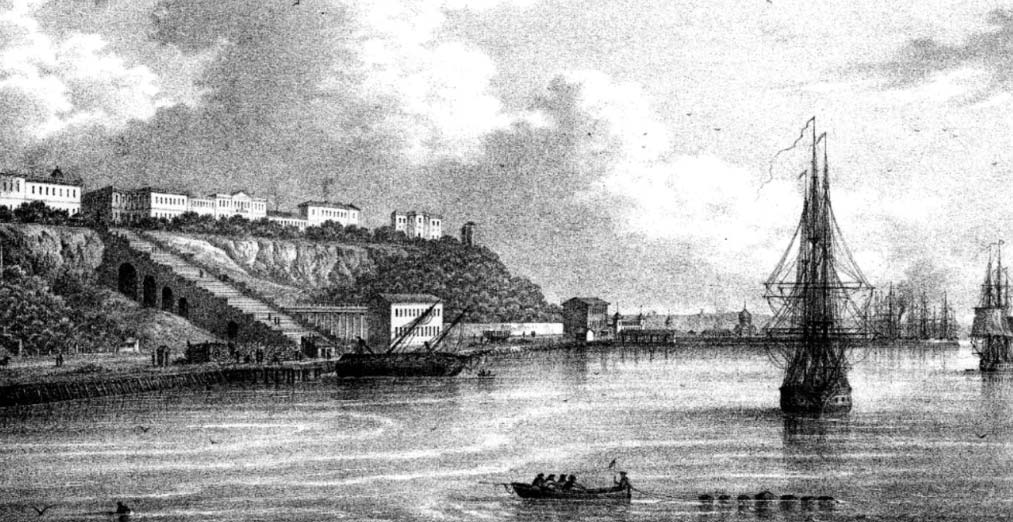
Вид с Чёрного моря на Приморский бульвар в Одесском морском порту, 1850-е годы

Территория современной Одессы была населена с древнейших времён. В Артиллерийском парке найден курганный могильник эпохи бронзы II тыс. до н. э.
С V века до н. э. на будущей территории современной Одессы и Одесского залива находились античные поселения в гавани Истриян и Исиак, остатки одного из которых были обнаружены прямо под нынешним Приморским бульваром. Уровень воды был иным, более низким, и береговая линия проходила намного дальше, чем сейчас находится Одесский маяк. Именно недалеко от маяка и за ним до сих пор иногда находят древнегреческие артефакты. Из-за более низкого уровня воды Тендровская коса продолжалась значительно дальше, чем сейчас, и поселение в районе маяка фактически контролировало выход из устья Буга и Днепра в Чёрное море, и, таким образом, имело стратегическое значение. Археологические артефакты подтверждают существование связей между Одесским регионом и восточным Средиземноморьем. Уничтожены поселения предположительно в IV—III веках до н. э. кочевыми племенами из Азии.
С конца IV века территория будущей Одессы находилась во владении различных кочевых племён (печенегов, половцев). В середине 13 ст. попала во владение Золотой Орды, затем Крымского ханства, Великого княжества Литовского, Османской империи.

### Хаджибей
В 1362 году после битвы на Синих Водах побережье захватило Великое княжество Литовское. В начале XV века литовцы основывают здесь свой замок под названием Качибей или Коцюбеев, в более поздней записи — Хаджибей — и портовую пристань (первое упоминание — 1415 год). Вместе с тем, историк Одессы Александр Третьяк полагает версию о расположении на месте Хаджибея упомянутого в хронике Яна Длугоша польского порта Kaczubyeiow, давшего название Хаджибею, недостаточно обоснованной, а других летописных сведений на этот счёт нет. Какие-либо археологические подтверждения данной гипотезы не обнаружены. Указание такового объекта в прижизненных изданиях карт Боплана также отсутствует и является уже позднейшей вставкой, в самой работе Боплана «Описание Украины 1651 года» Коцюбиев не упомянут. Работу Третьяка критиковали историки Ольга Билецкая, Игорь Сапожников и другие.
В 1484 году эти земли завоевала Османская империя, а местное население составляли преимущественно татары. К концу XV столетия Качибей-Хаджибей был значительной крепостью, портом и торговым городом. В 1583—1585 годах укрепления и гавань Хаджибея были реконструированы и усилены. Строительство и перестройка продолжались и в XVIII веке.
В 1764 году турецкие власти отстроили на берегу Одесского залива рядом с поселением Хаджибей старую крепость, назвав её Ени-Дунья (Новый свет).
14 (25) сентября 1789 года, в ходе русско-турецкой войны (1787—1791), крепость была взята штурмом силами сводного отряда регулярной армии и черноморских казаков под командованием Хосе де Рибаса из состава отдельного корпуса русской армии под командованием И. В. Гудовича.
В 1791 году по Ясскому мирному договору территории, на которых располагалась крепость, отошли к Российской империи. 10 (21) июня 1793 года состоялась закладка новой Хаджибейской крепости, руководителем строительства которой был назначен генерал-аншеф Александр Васильевич Суворов.

### XVIII век — начало XX века
27 мая (7 июня) 1794 года российская императрица Екатерина II издала рескрипт вице-адмиралу Осипу Дериба́су (Хосе де Ри́басу) об устроении в Гаджибее военной гавани с купеческой пристанью. До издания императрицей рескрипта Осипу Дериба́су (Хосе де Ри́басу), он представил Екатеринославскому и Таврическому генерал-губернатору князю Платону Зубову доклад, вместе с ходатайством о построении порта и города Гаджибея, а также планы, составленные инженером-полковником русской армии Францем де Волланом. Де Рибасу в конце концов удалось убедить Екатерину II, и таким образом был утверждён его проект основания порта и города. Строился город по плану, составленному де Волланом.

"Уважая выгодное положение Гаджибея при Чёрном море и сопряжённые с оным пользы, признали Мы нужным устроить тамо военную гавань, купно с купеческою пристанью. … На первый раз употребите на сие те 26.000 рублей, … — Императрица Всероссийская Екатерина II, из рескрипта вице-адмиралу де Рибасу от 27 мая (7 июня) 1794 года.

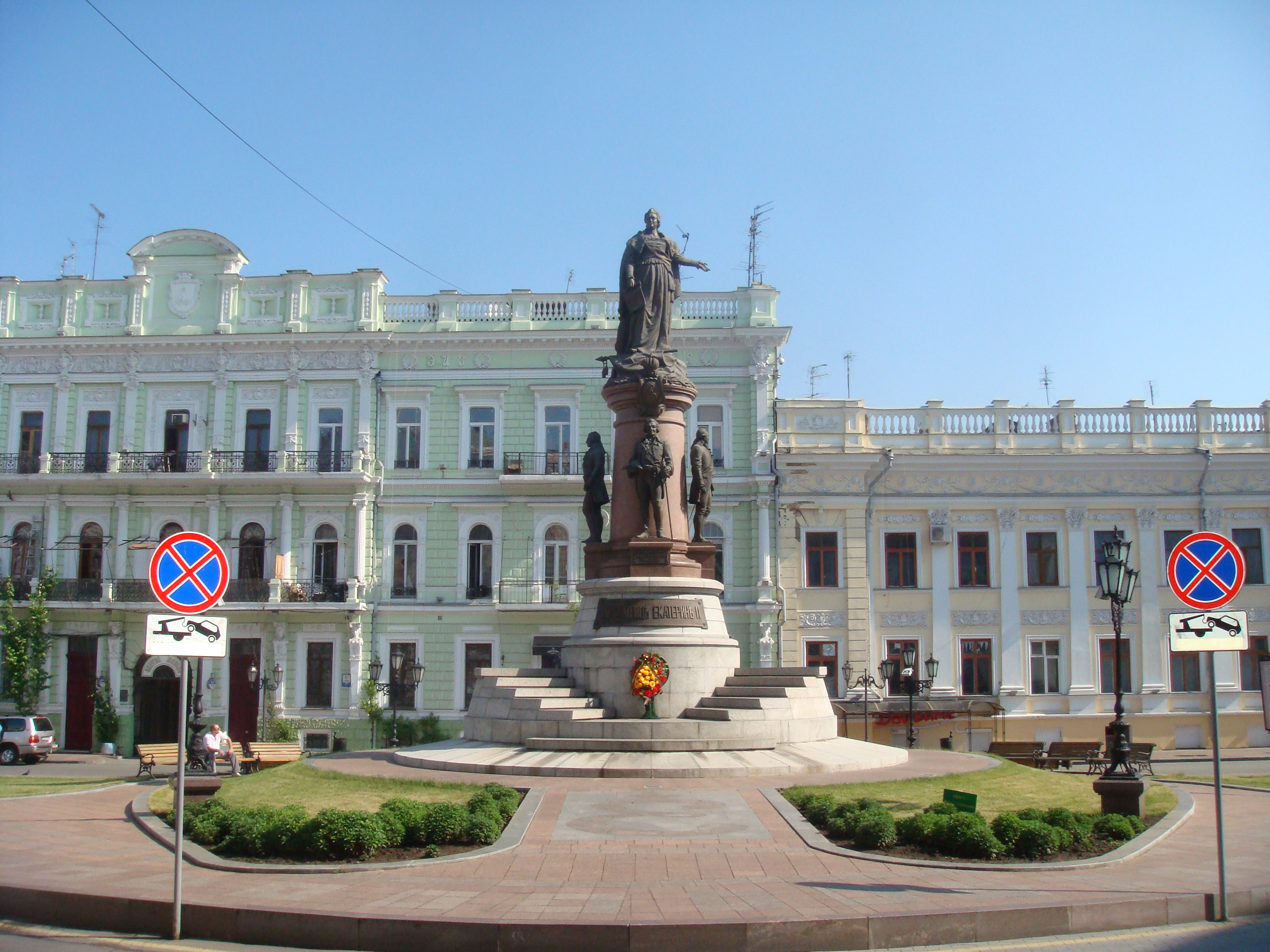
Памятник Екатерине II и её сподвижникам Хосе де Рибасу, Францу де Воллану, Григорию Потёмкину и Платону Зубову, восстановленный в 2007 году на Екатерининской площади в Одессе и демонтированный после полномасштабного нападения России в 2022 году

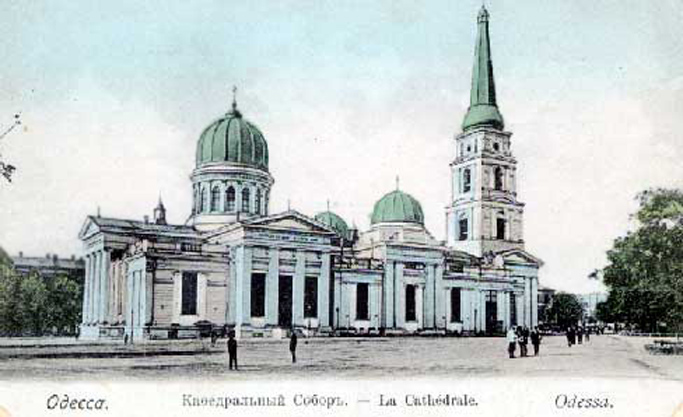
Спасо-Преображенский кафедральный собор в Одессе. 1869 год

В конце лета 1794 года началось распределение участков под застройку. Город с 1794 года делился на два форштадта — Военный и Греческий. Военный форштадт включал в себя 52 квартала, поделённых на 560 участков. Греческий форштадт состоял из 65 кварталов, включавших в себя 720 участков. 22 августа (2 сентября) 1794 года была завершена заготовка материалов и начаты строительные работы в порту. Первыми поселенцами были греки, итальянцы, албанцы-арнауты.
До января 1795 года город назывался Хаджибей. Новое название города Одесса впервые встречается 10 (21) января 1795 года, но официального указа о переименовании не найдено.
Первые православные храмы — Святой Троицы, святителя Николая и святой Екатерины — Екатеринославский митрополит Гавриил (Бэнулеску-Бодони) освятил в 1795 году.
Высочайшим указом 26 января (6 февраля) 1798 года российский магистрат упразднён и русские купцы и мещане причислены в ведомство иностранного магистрата; но через три года вместо иностранного магистрата стал действовать городовой магистрат, на основании общих российских узаконений.
Как рост населения, так и развитие торговли пошли вперёд быстрее с 1800 года, когда Павел I, кроме денежных субсидий, даровал городу несколько важных льгот. В 1802 году в Одессе было 9000 жителей, 39 промышленных заведений, 1564 дома, а в 1813 году — 35 000 жителей и 2600 домов. Доходы с торгово-промышленных оборотов возросли в десять и более раз, хотя город существенно пострадал во время русско-турецкой войны (1806—1812) и Отечественной войны 1812 года, а также из-за эпидемии чумы в 1812 году, унёсшей жизни каждого девятого жителя города.
При градоначальнике Ришельё Одесса превратилась в главный порт Российской империи на Чёрном море. После назначения Ришельё в 1805 году генерал-губернатором Новороссийского края Одесса стала административным центром Новороссийского генерал-губернаторства. При Ланжероне Одесса получила уникальный статус свободного порта, порто-франко (просуществовал в период 1817—1849), — экспорт и импорт товаров в город осуществлялись без всяких пошлин. Это придало дополнительное ускорение развитию города и его промышленности. При этом Одесса развивалась столь стремительно, что всего за одно столетие превратилась из небольшого посёлка в крупнейший морской порт России на Чёрном море и четвёртый по величине город Российской империи после Санкт-Петербурга, Москвы и Варшавы.
В 1836 году, с учреждением особой Херсонско-Таврической епархии, Одесса сделалась местопребыванием архиерея.
В первой половине XIX века Одесса была настолько не благоустроена, что русский поэт Александр Сергеевич Пушкин, живший в ней в начале 1820-х годов, охарактеризовал её в следующих словах:

Лишь на ходулях пешеход

При генерал-губернаторе графе А. Г. Строганове введено новое городское положение, по образцу петербургского и московского/
В 1865 году была введена в эксплуатацию железная дорога Одесса — Балта. В 1880 году здесь была открыта конно-железная дорога.
В 1891 году в Одессе появился первый в Российской империи автомобиль: привезённый из Франции «Бенц», принадлежавший весьма популярному в городе издателю газеты «Одесский листок» В. В. Навроцкому.
К концу XIX века Одесса являлась четвёртым по численности населения городом (согласно Первой всеобщей переписи населения Российской империи 1897 года) и вторым по грузообороту морским портом Российской империи.
13—14 июня 1905 года в Одессе проходили забастовки, митинги и демонстрации, закончившиеся столкновением рабочих с полицией; были воздвигнуты баррикады. В ночь с 15 на 16 июня в порту, подожжённом полицией, было расстреляно до 2000 рабочих. Стачка охватила почти всех рабочих, и город превратился в военный лагерь.
11 (24) марта 1908 года в Одессе был основан первый в России аэроклуб, а 8 (21) марта 1910 года прошли первые в России показательные полёты первого русского лётчика М. Н. Ефимова.

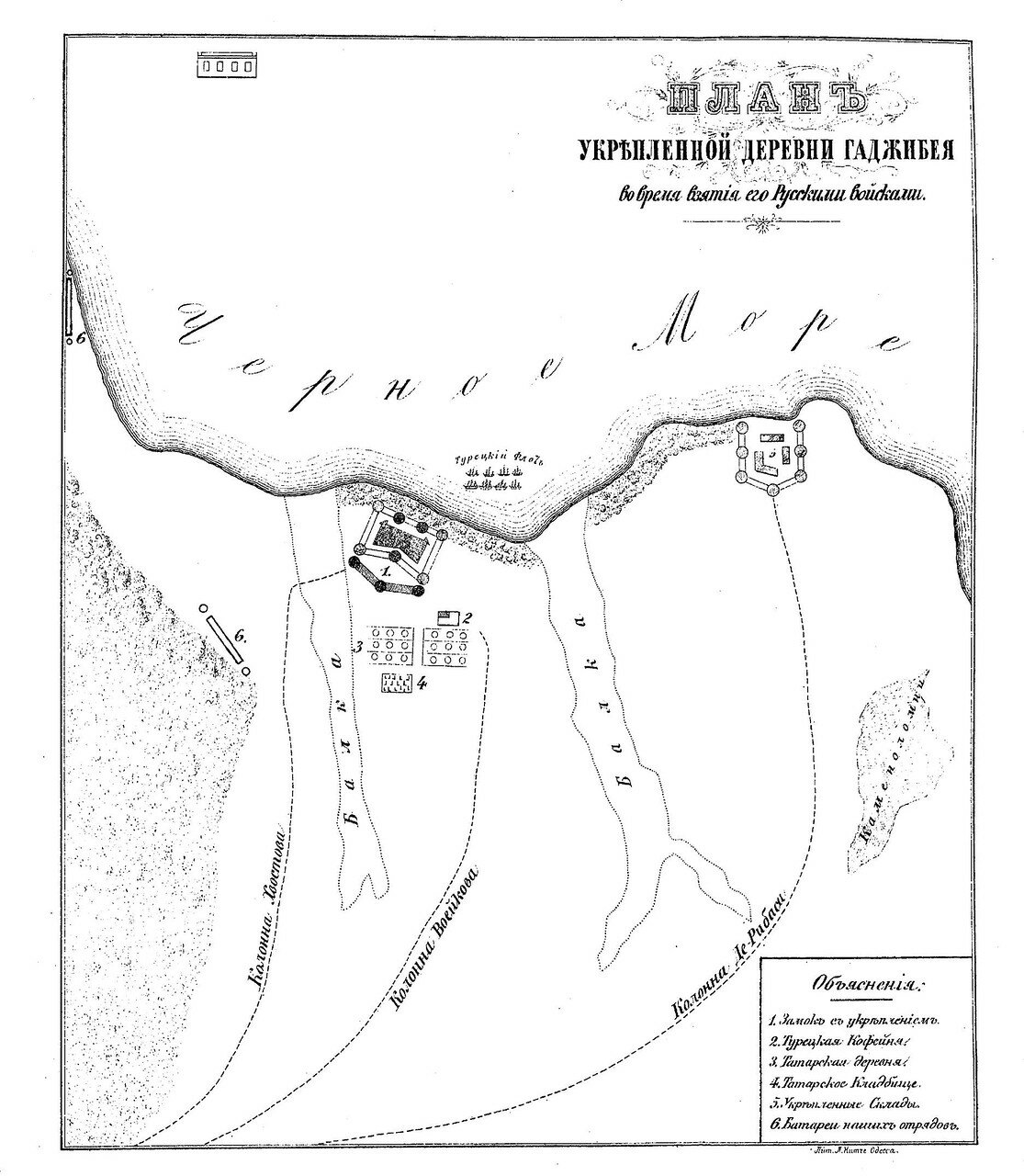
1789. План деревни Гаджибей
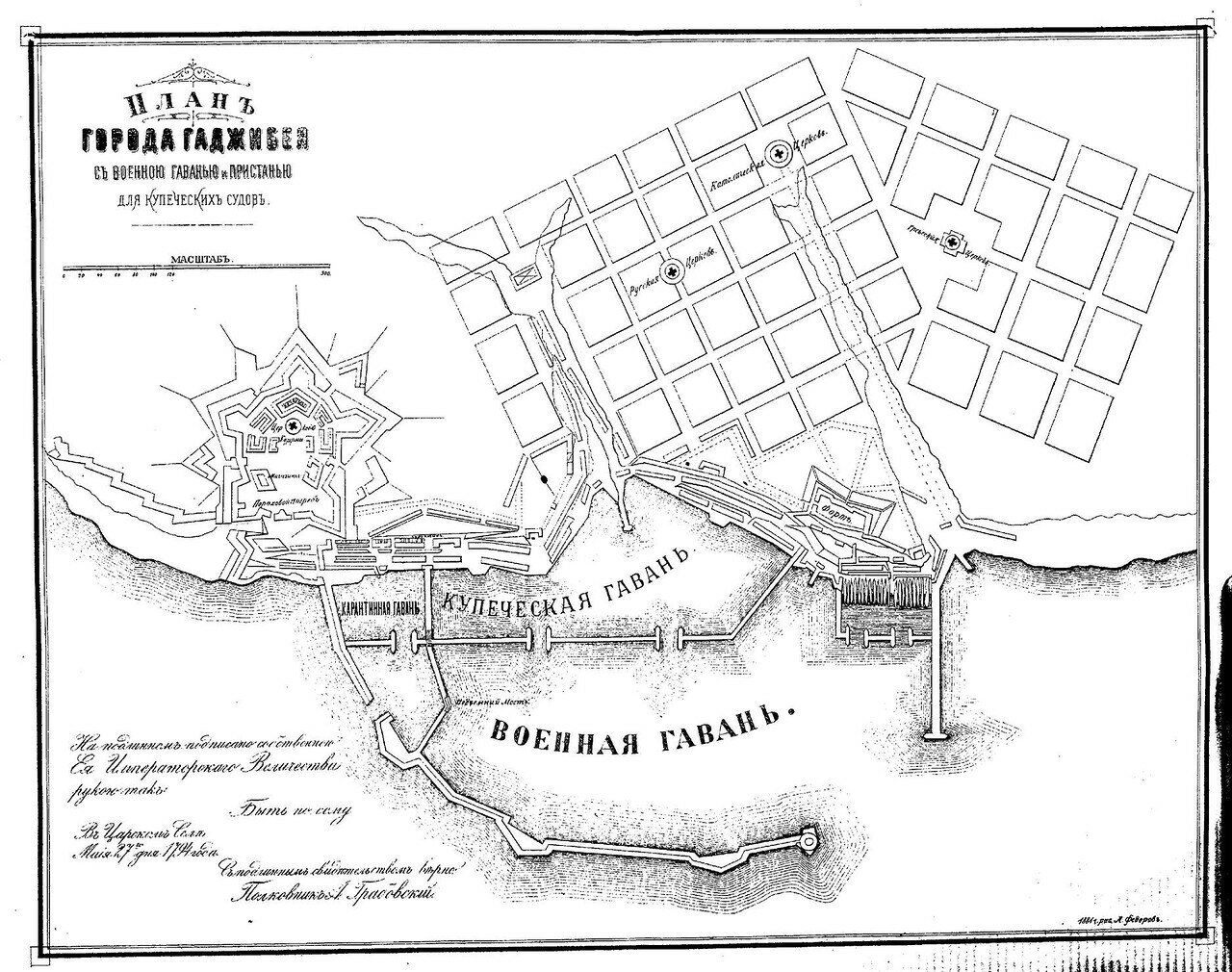
План города Гаджибея (утверждённый проект), 1794 год
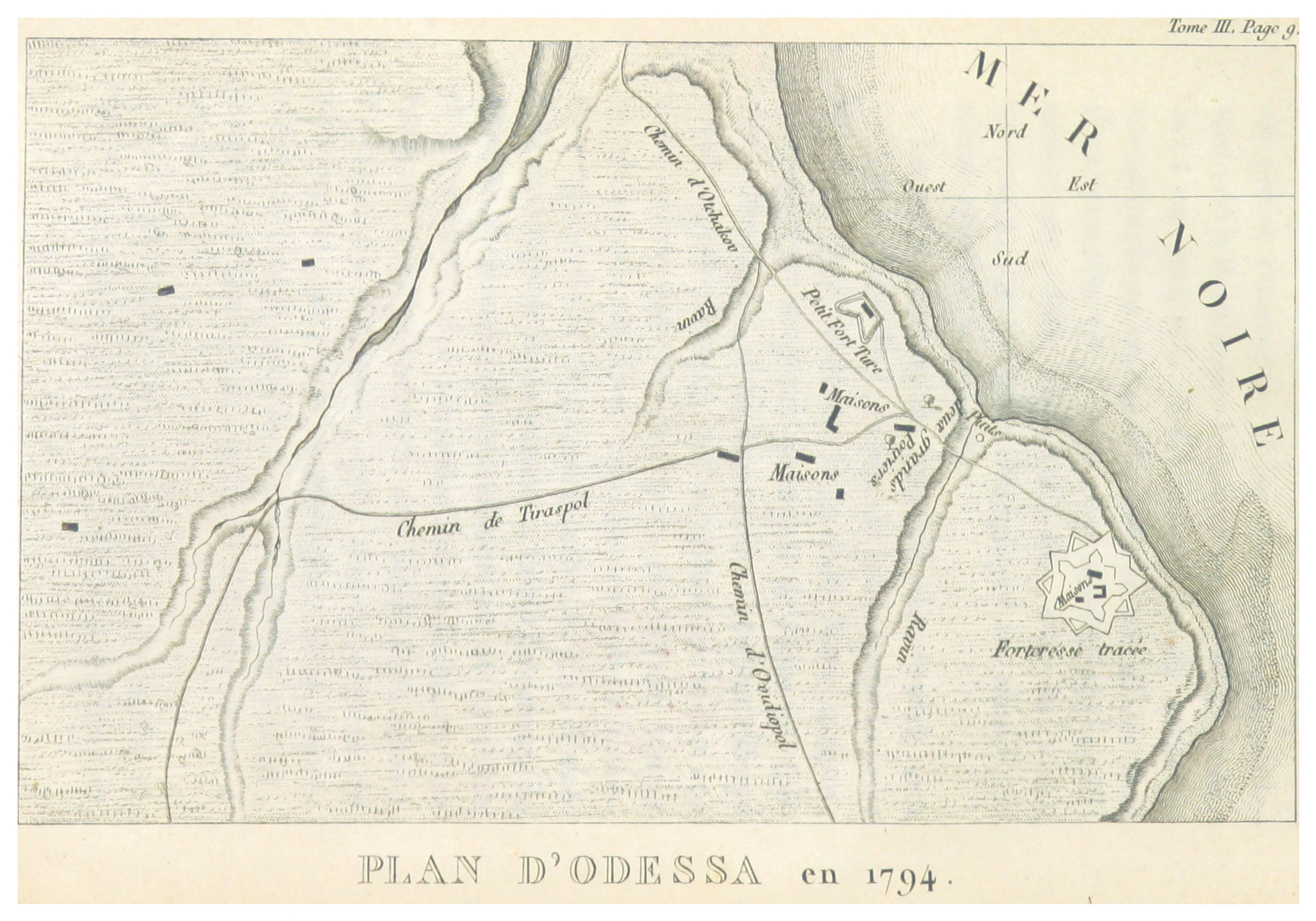
План Одессы в 1794 году
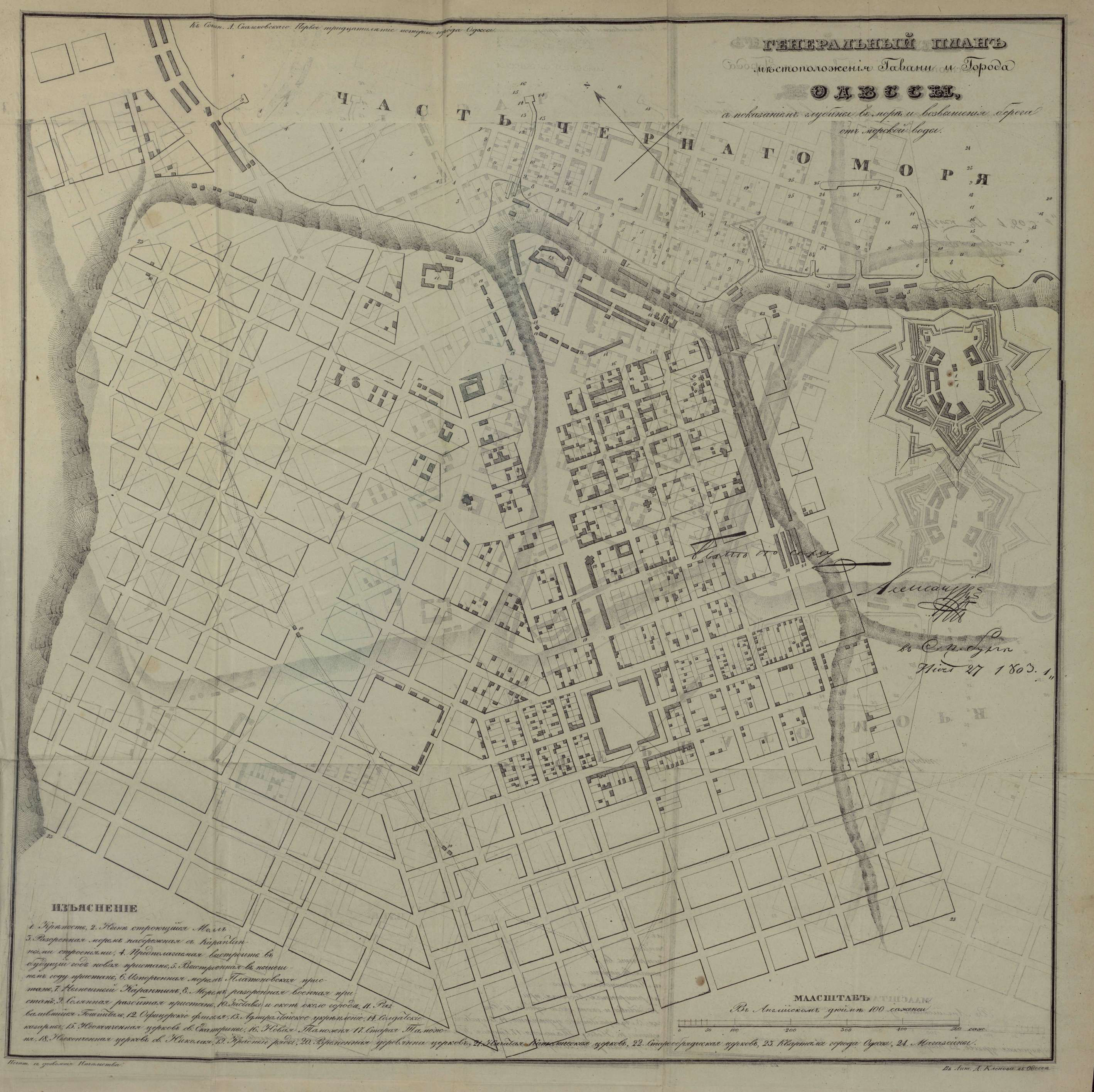
Генеральный план Одессы, утверждённый в 1803 году
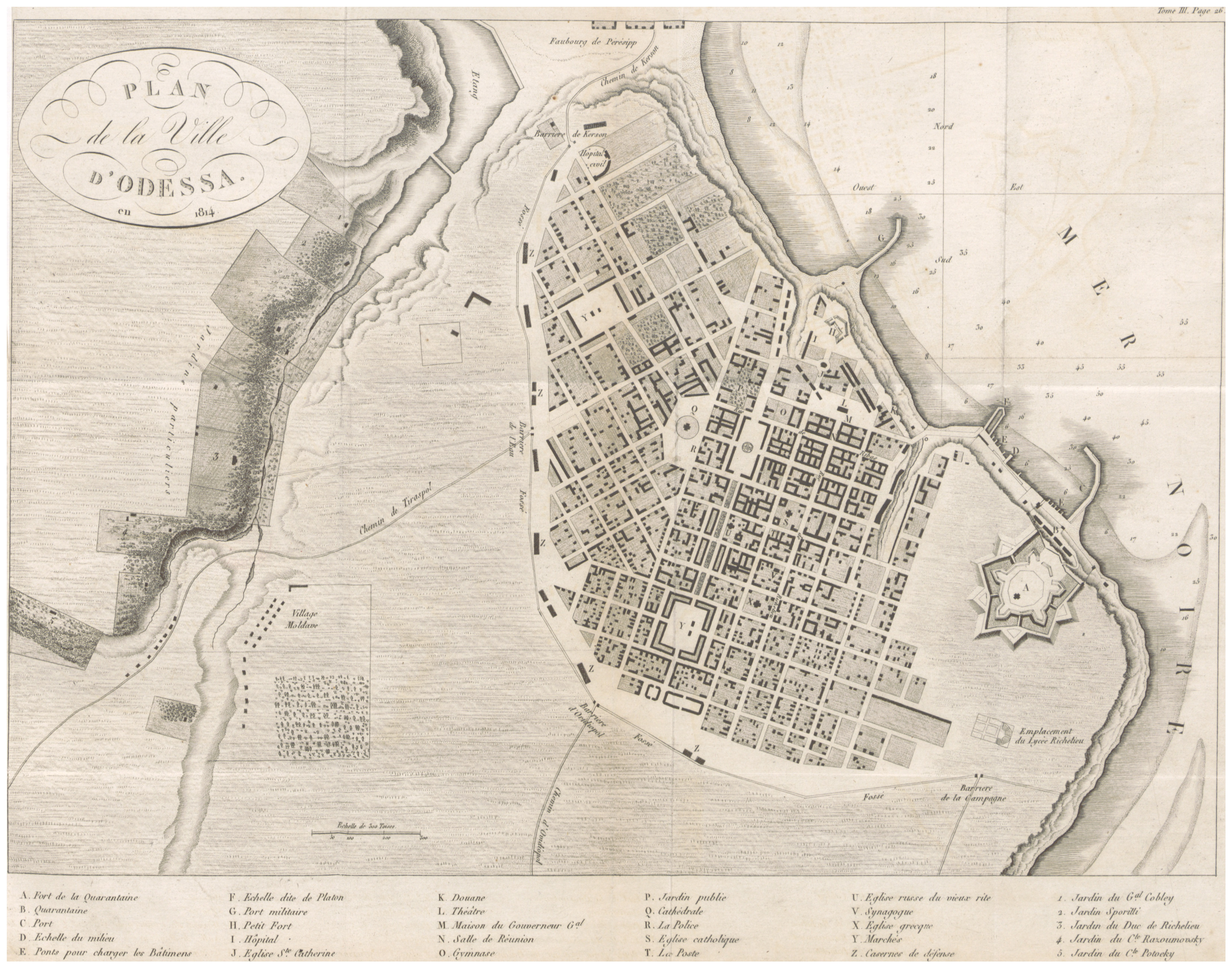
План Одессы в 1814 году
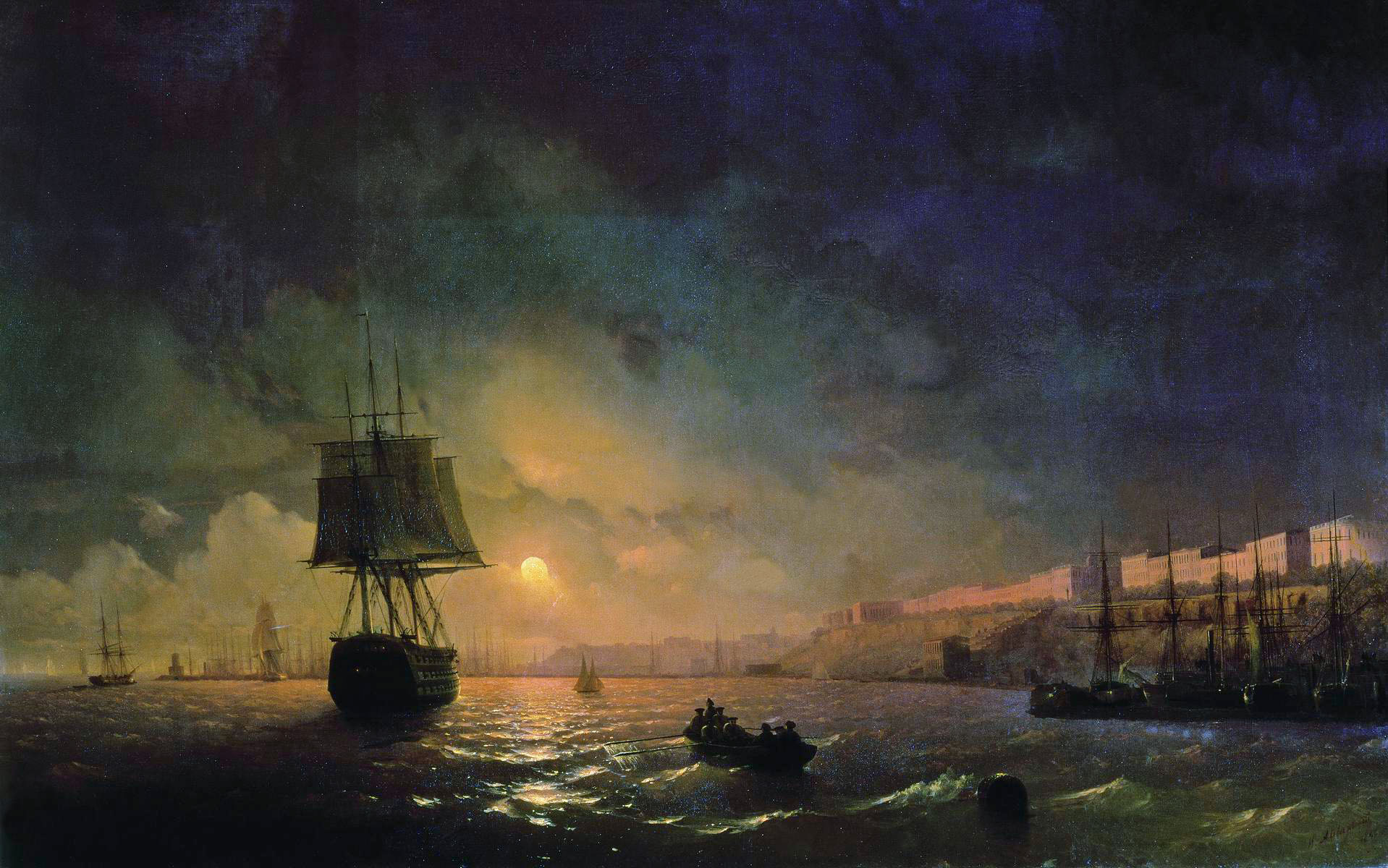
И. К. Айвазовский. Вид Одессы в лунную ночь. 1846
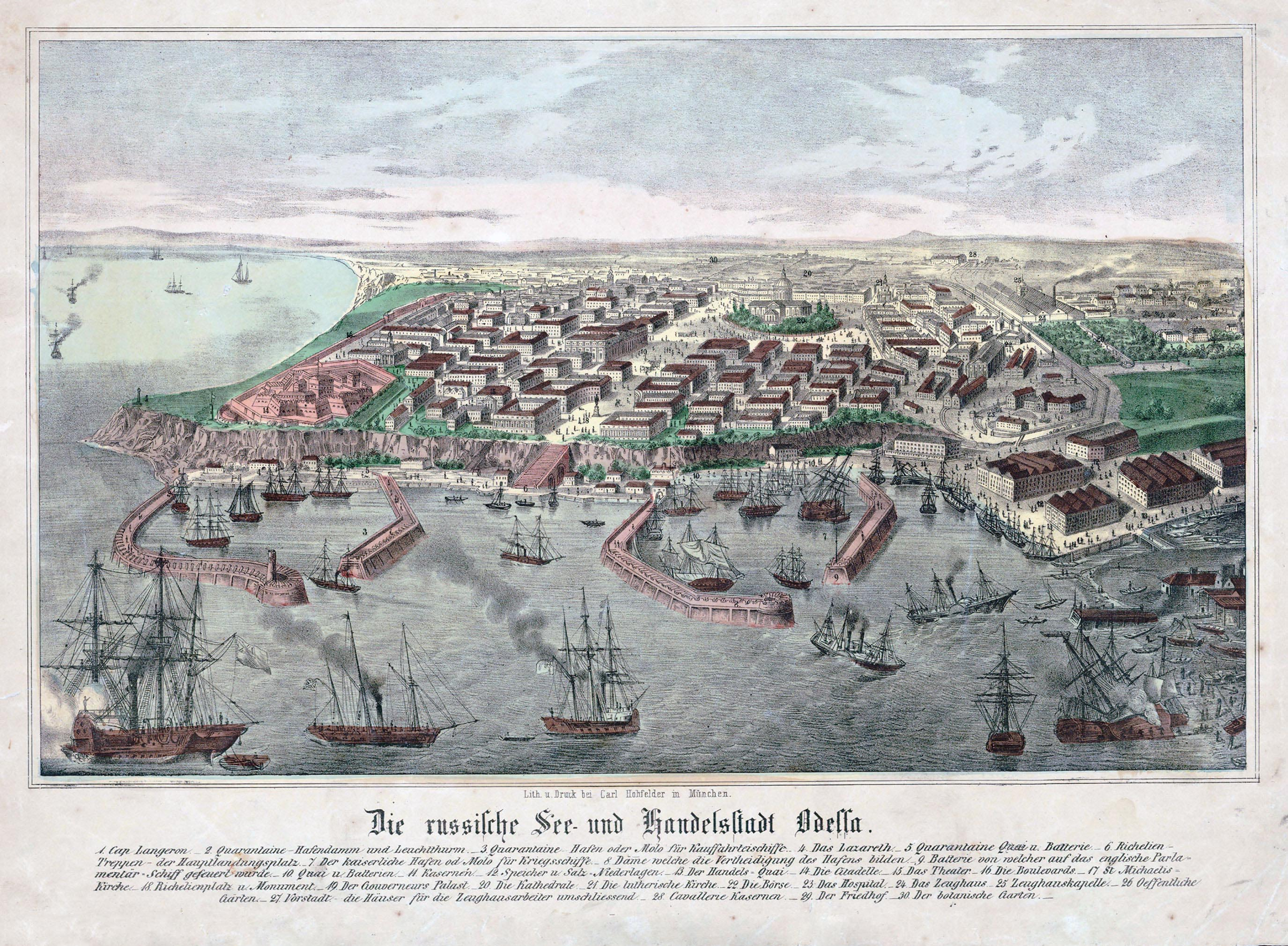
Одесса в 1850 году
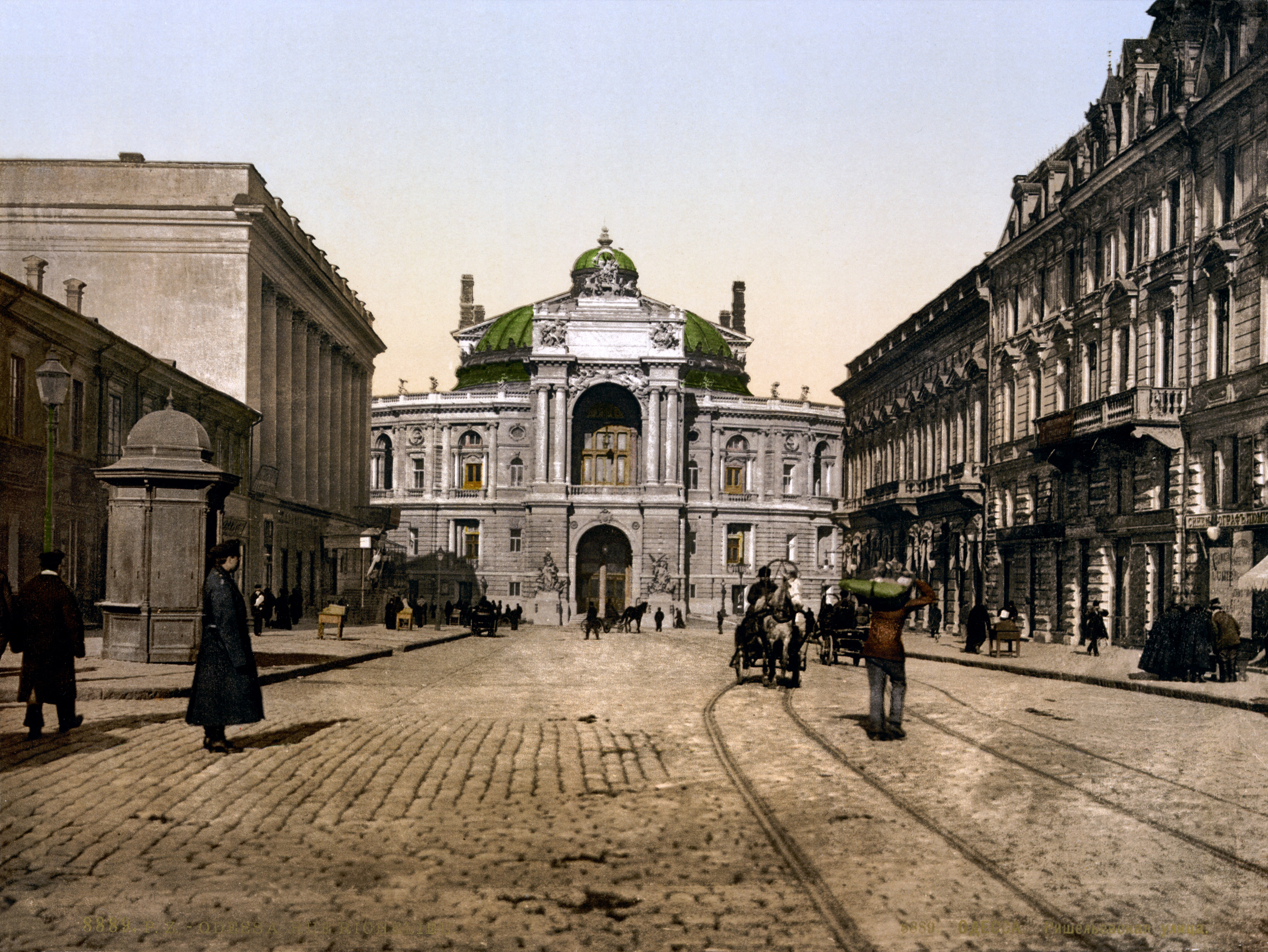
Вид Ришельевской улицы и Одесского театра оперы и балета в 1896 году. Фотохром Петра Павлова
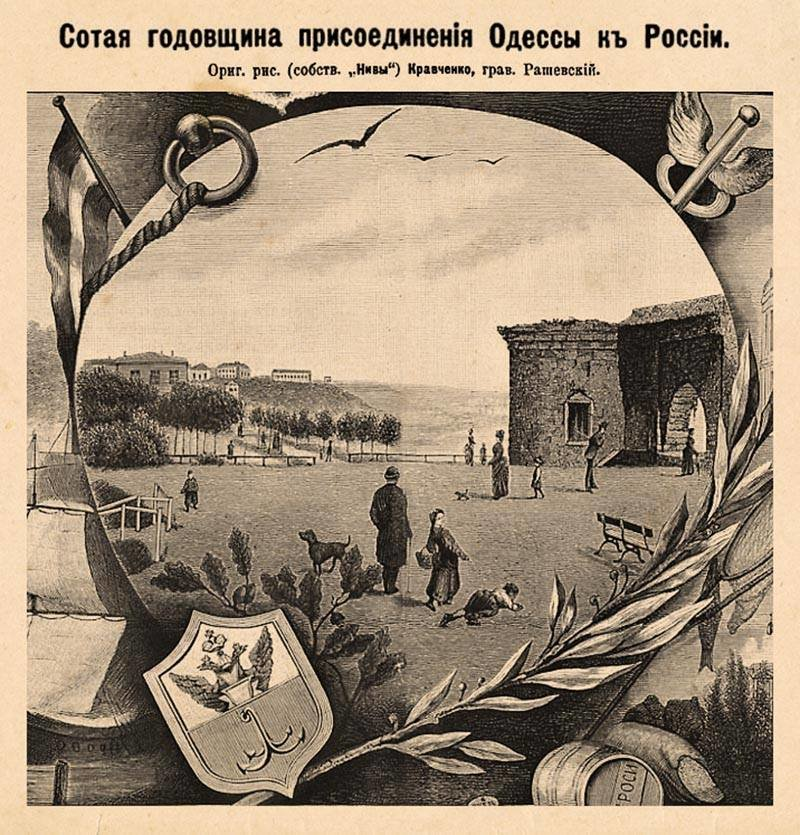
Гравюра к столетию Одессы, 1889
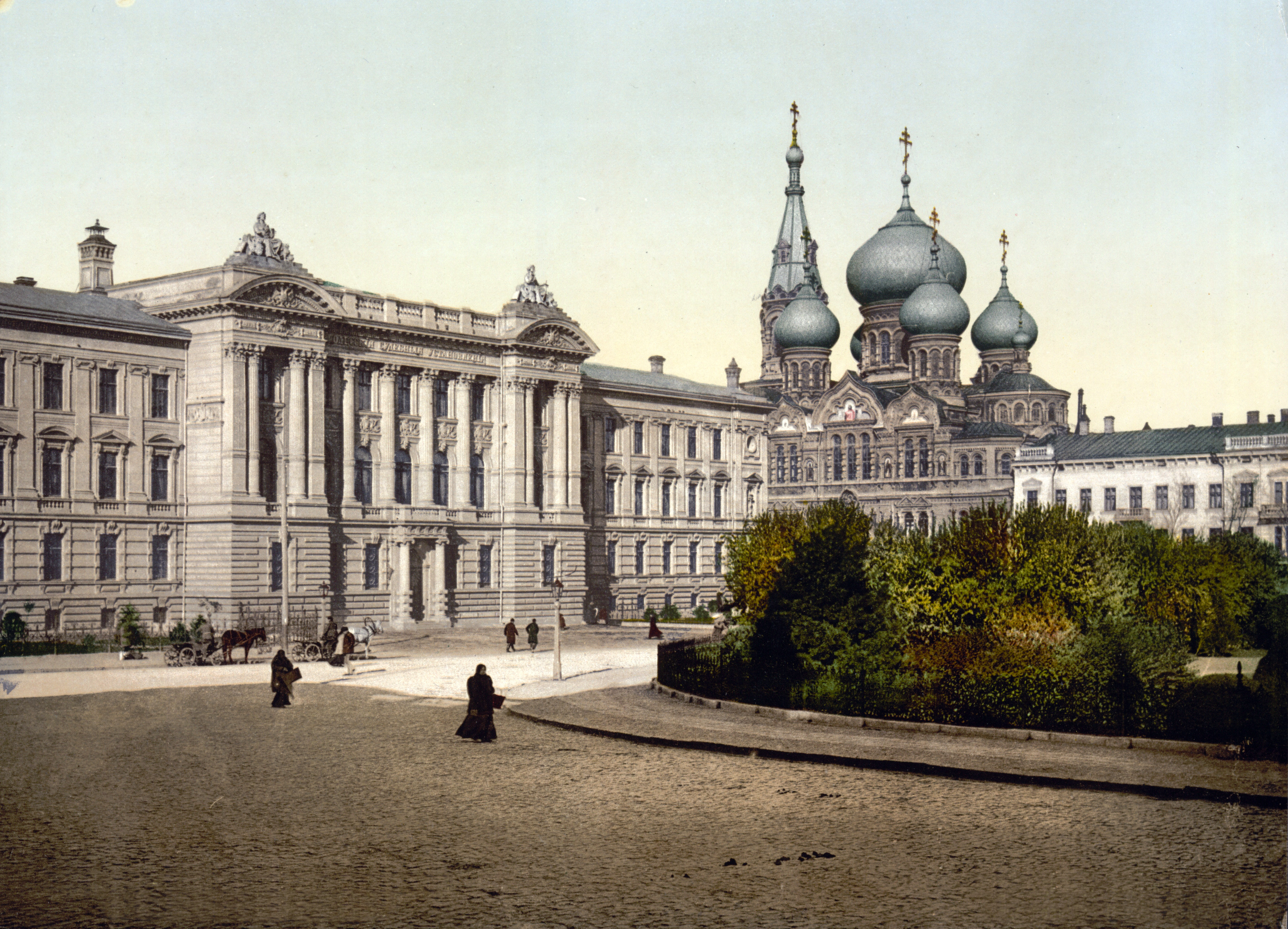
Собор Пантелеймона Целителя в 1896 году. Фотохром Петра Павлова

После Октябрьской революции, 27 октября (9 ноября) 1917 года Совет солдатских депутатов (Румынского фронта, Черноморского флота и Одессы — Румчерод) объявил о переходе власти к Революционному совету (Ревсовету). В начале ноября 1917 года в Ревсовет были приглашены представители старого городского управления. В первых числах декабря 1917 года в городе прошли бои между красногвардейцами и сторонниками Центральной рады Украинской Народной Республики (УНР), провозглашённой 7 (20) ноября 1917 года. В результате этого противостояния власть в городе перешла под контроль Центральной рады. 21 декабря 1917 (3 января 1918) года Одесса была провозглашена «вольным городом» вплоть до созыва Всероссийского учредительного собрания. В середине января 1918 года большевики подняли восстание, отбили город у сторонников Центральной рады и Временного правительства. В городе была установлена советская власть, вошедшая в историю под именем Одесской Советской Республики. 14 марта 1918 года (здесь и далее по новому стилю), в результате мирных договорённостей Центральной рады с Центральными державами в Брест-Литовске в Одессу вошли австро-венгерские войска. Советская власть была свергнута. Власть в городе формально принадлежала Украинской державе во главе с гетманом П. П. Скоропадским, существовавшей с 29 апреля по 14 декабря 1918 года .

«Планъ города Одессы» в 1919 году

В результате поражения в Первой мировой войне и революций в Германии и Австро-Венгрии (Ноябрьской и Астр соответственно) в ноябре 1918 года австрийские войска ушли из Одессы. 2 декабря 1918 года в Одессу начали прибывать разнообразные войска стран Антанты — сербские, французские, греческие. Под прикрытием войск Антанты войска Добровольческой армии в середине декабря 1918 года выбили из Одессы войска УНР. В Одессе установилось правление французской военной администрации. В результате общего наступления большевиков Антанта и Добровольческая армия оставили Одессу 6 апреля 1919 года. В город вошли подразделения советских войск атамана Н. А. Григорьева и была установлена большевистская власть до 23 августа 1919 года, когда в город вновь вернулись войска Добровольческой армии. Но 7 февраля 1920 года большевистская власть была установлена в Одессе окончательно.
Начиная с 20-х годов XX века Одесса — один из крупнейших городов Украинской ССР.
11 октября 1939 года Приказом НКО СССР № 0157 образован Одесский военный округ с управлением в городе Одессе. Командующий войсками округа — комкор И. В. Болдин.

### Великая Отечественная война (1941—1945)

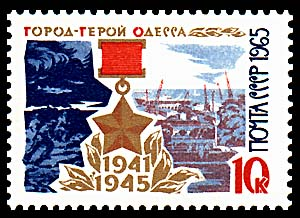
Почтовая марка СССР. «Город-герой Одесса
(1941—1945)», 1965 год

22 июня 1941 года, в день вторжения на территорию Советского Союза войск нацистской Германии и начала Великой Отечественной войны (1941—1945), управление Одесского военного округа выделило полевое управление 9-й отдельной армии. 24—25 июня 9-я отдельная армия вошла в состав Южного фронта РККА.
С 5 августа по 16 октября 1941 года, в течение 73 дней, Одесский оборонительный район сражался с превосходящими силами противника. 8 августа в городе было объявлено осадное положение. С 13 августа Одесса была полностью блокирована с суши. Несмотря на сухопутную блокаду и численное превосходство, врагу не удалось сломить сопротивление защитников — советские войска были эвакуированы и переброшены для усиления 51-й отдельной армии РККА, оборонявшей Крым.
16 октября 1941 года Одесса была оккупирована румынскими войсками и вошла в состав губернаторства Транснистрия. Примаром города был назначен Герман Пынтя. В начале 1944 года из-за наступления Красной армии в Одессу были введены немецкие войска, а румынская администрация ликвидирована. Во время оккупации Одессы население города оказывало активное сопротивление немецким оккупантам. За годы оккупации десятки тысяч мирных жителей Одессы, в основном евреи, были уничтожены.
В результате ожесточённых боёв 10 апреля 1944 года силами войск 3-го Украинского фронта Красной армии под командованием генерала армии Р. Я. Малиновского при содействии сил Черноморского флота ВМФ СССР под командованием адмирала Ф. С. Октябрьского в ходе Одесской наступательной операции (26 марта — 14 апреля 1944 года) Одесса была освобождена.
Указом Президиума Верховного Совета СССР от 22 декабря 1942 года была учреждена медаль «За оборону Одессы», которой награждено свыше 30 тысяч человек. 14 советским воинам, участникам обороны Одессы, присвоено звание Героя Советского Союза, 57 человек награждены орденом Ленина, свыше 2 100 человек — другими орденами и медалями.
Приказом Верховного Главнокомандующего Вооружёнными Силами СССР И. В. Сталина от 1 мая 1945 года № 20 города Одесса, Севастополь, Сталинград и Ленинград были удостоены высшего государственного почётного звания «Город-герой». 8 мая 1965 года указом Президиума Верховного Совета СССР городу Одессе была вручена медаль «Золотая Звезда» и орден Ленина.

### Послевоенный период
Во второй половине XX века город Одесса продолжал насыщаться промышленностью, активно благоустраивался, стал одним из крупных туристических центров Советского Союза.

### В составе независимой Украины (с 1991)
С ноября 2013 года по 2 мая 2014 года в городе проходило противостояние между противниками и сторонниками Евромайдана, закончившееся гибелью 48 человек в уличных столкновениях и при пожаре в Доме профсоюзов.

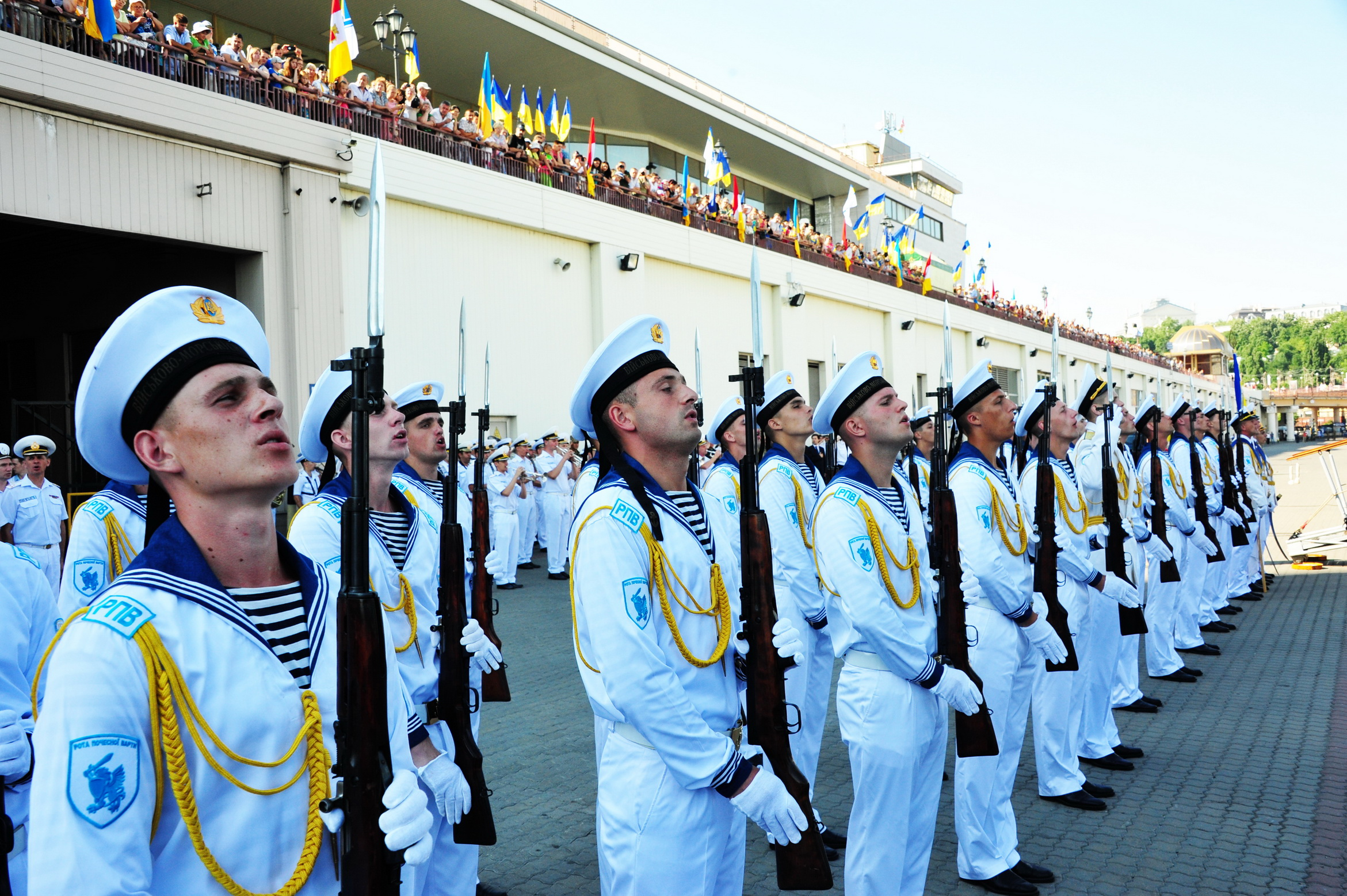
Почётный караул ВМС Украины во время празднования Дня ВМФ в 2016 году

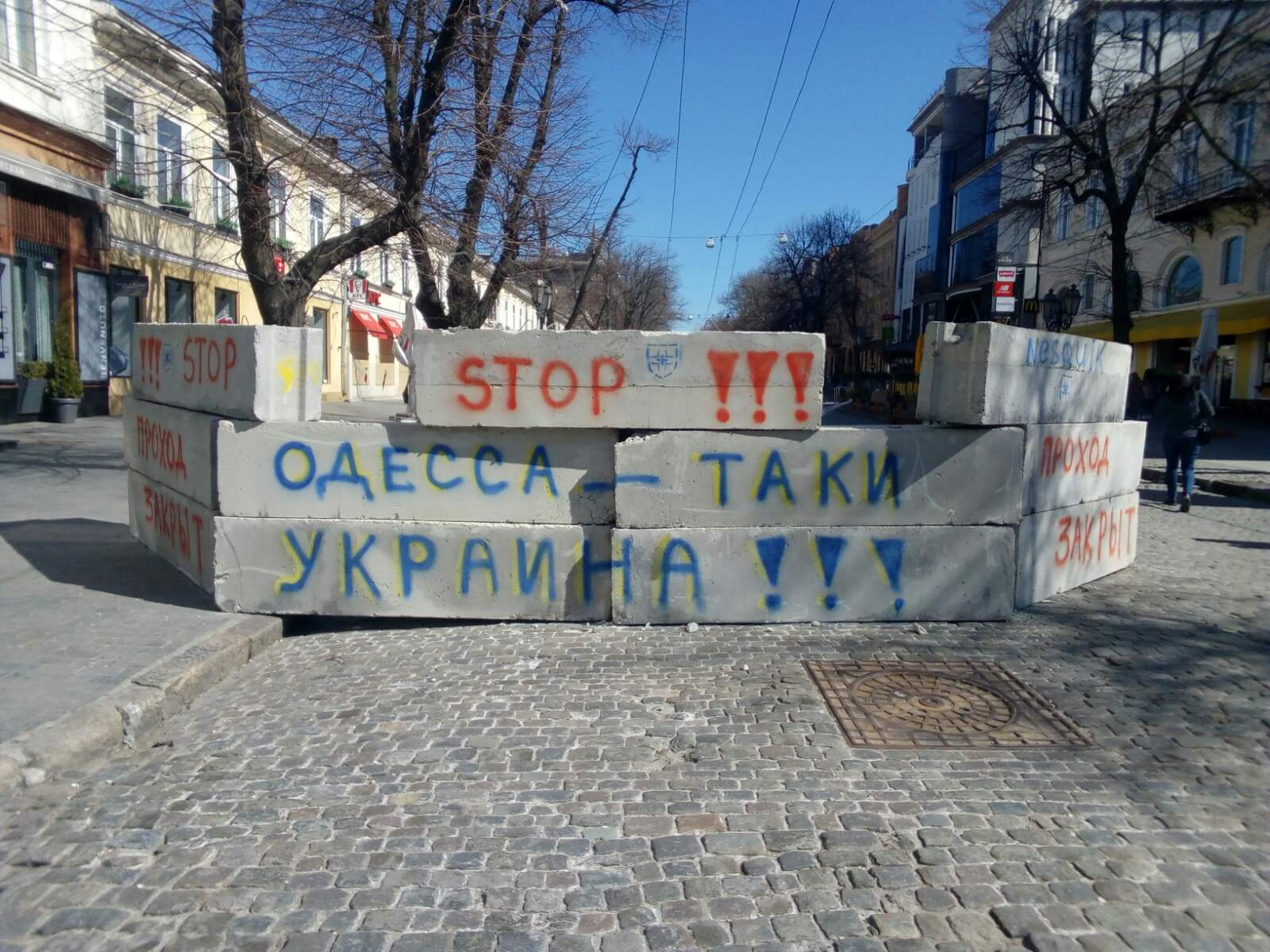
Баррикады на ул. Дерибасовской во время вторжения России на Украину, март 2022

С 21 по 23 июня 2019 года одесская делегация во главе с городским головой Геннадием Трухановым находилась с рабочим визитом в городе Ларнаке (Республика Кипр). С этим городом Одессу связывают 15 лет партнёрских отношений и различные проекты, направленные на развитие связей в экономической, туристической и культурной сферах. Ларнака стала первым городом-партнёром Одессы, в котором установлен двухметровый туристический символ города. В торжественном мероприятии по случаю открытия «Якоря-сердца» приняли участие: мэры городов-партнёров Геннадий Труханов и Андреас Вирас, дипломаты, депутаты и представители исполнительных органов двух городов, творческие коллективы, жители и гости Ларнаки.
В 2020 году в условиях пандемии COVID-19 туристический поток в Одессу снизился на 37,5 %. Так, в 2020 году Одессу посетили 2 млн гостей, а в 2019 году — 3,2 млн туристов.
29 января 2021 года в городе прошли мероприятия в честь 103-й годовщины боя под Крутами.
18 февраля 2021 года в одесской мэрии состоялась встреча и. о. заместителя городского головы — управляющего делами исполнительного комитета Одесского городского совета Олега Брындака с главой канадской Торгово-промышленной палаты Альберта—Украина (AUCC) господином Виталием Милентьевым. В ходе встречи обсуждались вопросы развития отношений с городом-побратимом Ванкувером (Канада), обмена опытом по внедрению зоны приоритетного развития, а также реализации различных международных проектов.

#### Вторжение России на Украину (с 2022)

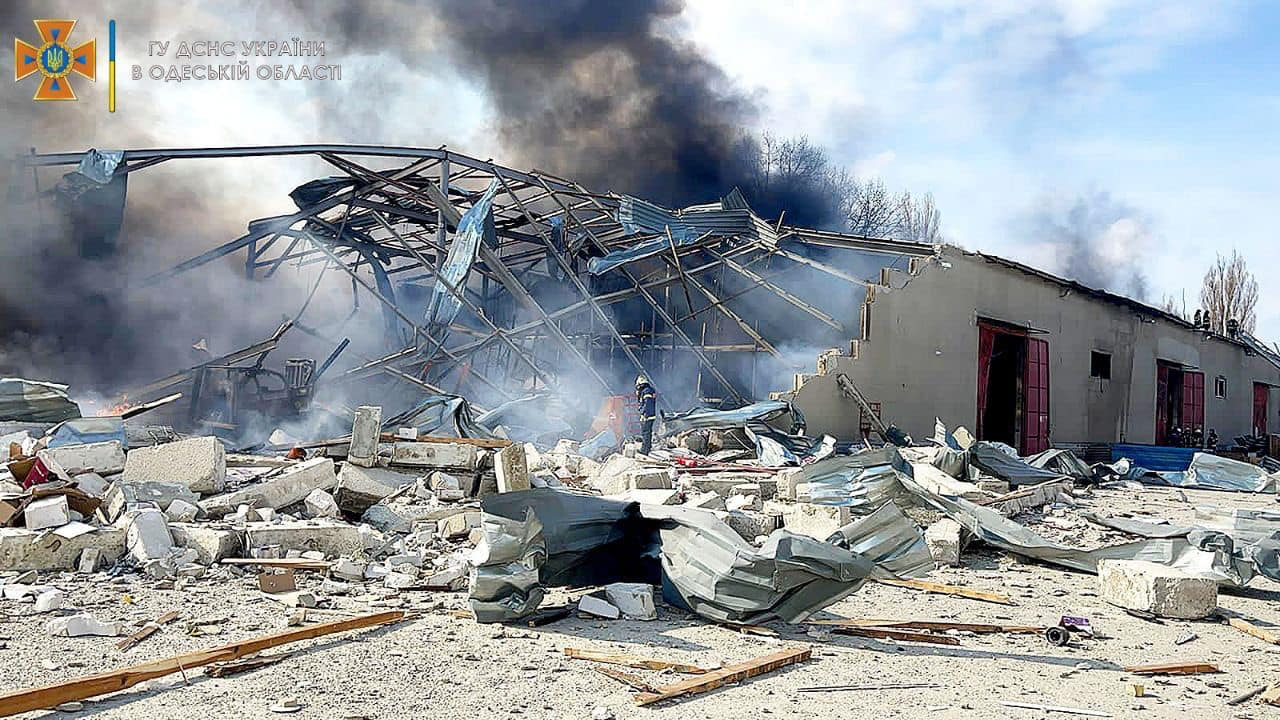
Ликвидация последствий пожара в Одессе на улице Новомосковской после ракетного удара в ходе нападения России на Украину

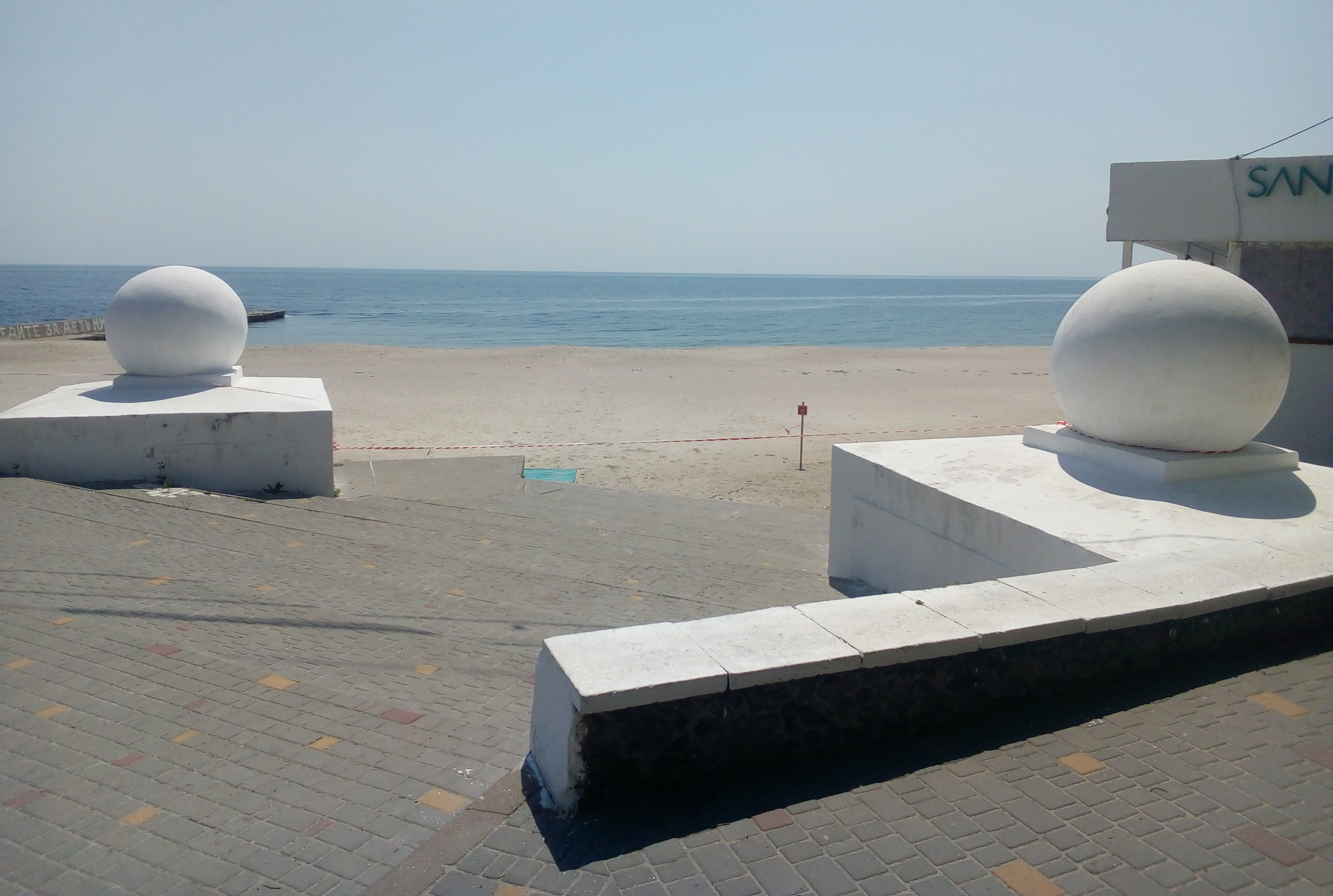
Одесский пляж Ланжерон, закрытый в связи с российской агрессией и минной опасностью с моря, июнь 2022

23 апреля 2022 года российские войска обстреляли Одессу крылатыми ракетами. Две ракеты попали в военный объект, две — в жилой дом, убив при этом восемь человек (включая трёхмесячного младенца) и ранив ещё минимум восемнадцать человек. Кроме этого российские войска разрушили более 1000 м² территории кладбища.
2 мая 2022 года высокоточные российские ракеты поразили жилой дом в Одессе, убили 14-летнего юношу и ранили 17-летнюю девушку. 7 мая российские войска обстреляли Одессу шестью ракетами стратегической авиации, повредив опять аэропорт и гражданское предприятие в жилом районе Одессы. 9 мая россияне обстреляли Одессу 9 ракетами и убили одного человека. Главе Евросовета пришлось прятаться в убежище. 12 мая российская армия при очередном обстреле Одессы повредила Воронцовский дворец. 14 июня 2023 года российский ракетный удар «Калибрами» по Одессе. Повреждены бизнес-центр, жилые дома, учебное заведение, ресторан, магазины, склад. Три человека погибли и 13 ранены. В ночь на 23 июля российские войска вновь нанесли ракетный удар по Одессе. Погиб один человек, 22 ранено. Был повреждён Спасо-Преображенский собор, разрушено 6 жилых домов.

## Население
| Численность наличного населения Одессы | Численность наличного населения Одессы | Численность наличного населения Одессы | Численность наличного населения Одессы | Численность наличного населения Одессы | Численность наличного населения Одессы | Численность наличного населения Одессы | Численность наличного населения Одессы | Численность наличного населения Одессы | Численность наличного населения Одессы |
|                                        |                                        |                                        |                                        |                                        |                                        | 1795                                   | 1800                                   | 1802                                   | 1813                                   |
| -------------------------------------- | -------------------------------------- | -------------------------------------- | -------------------------------------- | -------------------------------------- | -------------------------------------- | -------------------------------------- | -------------------------------------- | -------------------------------------- | -------------------------------------- |
|                                        |                                        |                                        |                                        |                                        |                                        | 2 349                                  | ↗6 000                                 | ↗9 000                                 | ↗35 000                                |
| 1829                                   | 1832                                   | 1844                                   | 1849                                   | 1858                                   | 1863                                   | 1866                                   | 1873                                   | 1880                                   | 1885                                   |
| ↗52 000                                | ↗60 000                                | ↗77 800                                | ↗86 729                                | ↗114 265                               | ↗118 900                               | ↗119 400                               | ↗193 513                               | ↗217 000                               | ↗240 600                               |
| 1891                                   | 1892                                   | 1897                                   | 1907                                   | 1910                                   | 1911                                   | 1912                                   | 1914                                   | 1915                                   | 1920                                   |
| ↗297 600                               | ↗327 725                               | ↗403 815                               | ↗449 700                               | ↗506 000                               | ↘498 100                               | ↗635 000                               | ↘481 500                               | ↗504 615                               | ↘454 200                               |
| 1923                                   | 1925                                   | 1926                                   | 1936                                   | 1937                                   | 1939                                   | 1956                                   | 1959                                   | 1964                                   | 1966                                   |
| ↘316 800                               | ↗325 354                               | ↗411 400                               | ↗534 000                               | ↗548 190                               | ↗601 651                               | ↗607 000                               | ↗667 182                               | ↗721 000                               | ↗753 000                               |
| 1967                                   | 1970                                   | 1973                                   | 1974                                   | 1979                                   | 1981                                   | 1989                                   | 1991                                   | 1995                                   | 1998                                   |
| ↗776 000                               | ↗891 546                               | ↗962 000                               | ↗1 000 000                             | ↗1 046 133                             | ↗1 072 000                             | ↗1 115 371                             | ↘1 100 700                             | ↘1 060 000                             | ↘1 027 600                             |
| 2000                                   | 2001                                   | 2002                                   | 2003                                   | 2004                                   | 2005                                   | 2006                                   | 2007                                   | 2008                                   | 2009                                   |
| н/д                                    | 1 029 049                              | н/д                                    | 1 021 064                              | ↘1 012 949                             | ↘1 007 131                             | ↘1 002 048                             | ↘1 000 583                             | ↗1 005 676                             | ↗1 008 627                             |
| 2010                                   | 2011                                   | 2012                                   | 2013                                   | 2014                                   | 2015                                   | 2016                                   | 2017                                   | 2018                                   | 2019                                   |
| ↗1 010 326                             | ↗1 009 145                             | ↘1 008 162                             | ↗1 014 852                             | ↗1 017 022                             | ↘1 016 515                             | ↘1 010 800                             | ↘1 010 783                             | ↗1 011 494                             | ↗1 013 159                             |
| 2020                                   | 2021                                   | 2022                                   |                                        |                                        |                                        |                                        |                                        |                                        |                                        |
| ↗1 017 699                             | ↘1 015 826                             | ↘1 010 537                             |                                        |                                        |                                        |                                        |                                        |                                        |                                        |

Численность населения города на 1 января 2020 года составила 1 000 036 постоянных жителей и 1 017 699 человек наличного населения. Миллионный житель города родился 25 декабря 1974 года, его имя — Николай Фульга, он в настоящее время живёт на посёлке Котовского.
По всеукраинской переписи населения 2001 г. численность наличного населения Одессы составила 1 029 049 жителей (из них — 480 341 мужчин или 47 % и 548 708 женщин или 53 %), постоянное население — 1 010 298 жителей. Одесса — традиционно многонациональный город. Многонациональность Одессы объясняется относительно поздним возникновением города (по сравнению с другими крупными городами данного региона), географическим расположением в районе исторического стыка нескольких государств, интенсивным развитием города как крупного морского транспортного узла. Здесь проживают представители десятков национальностей. Первоначальными поселенцами Одессы были греки, итальянцы, албанцы, армяне.

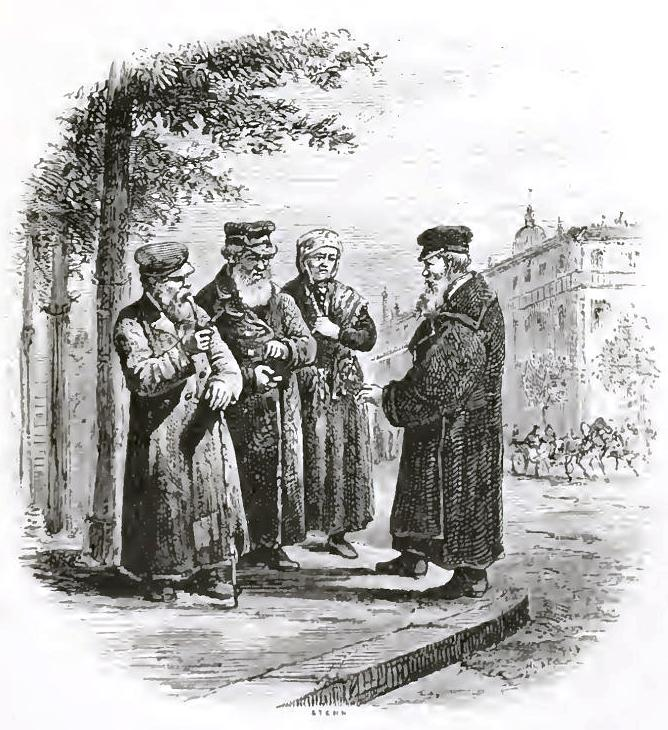
Евреи Одессы (1876)

Национальный состав Одессы в 1926 году: 39,2 % русских, 36,9 % евреев, 17,7 % украинцев, 2,4 % поляков и другие.
В городе существовала большая еврейская диаспора. Согласно переписи населения 1897 года, 124 тыс. из 404 тыс. жителей или 30,5 % населения Одессы указали идиш («еврейский») родным языком. В результате Холокоста еврейское население Одессы потеряло до 85 000 человек. После того как в 1970-е началась широкая эмиграция в Израиль, количество евреев в городе значительно уменьшилось в очередной раз.
Национальный состав Одессы в 1989 году: 48,9 % украинцев, 39,4 % русских, 5,9 % евреев, 1,5 % болгар и представителей других национальностей.
Национальный состав Одессы по переписи 2001 года:
| Национальность | Численность, тысяч чел. | Доля    |
| -------------- | ----------------------- | ------- |
| Украинцы       | 622,9                   | 61,6 %  |
| Русские        | 292,0                   | 29,0 %  |
| Болгары        | 13,3                    | 1,3 %   |
| Евреи          | 12,4                    | 1,2 %   |
| Молдаване      | 7,6                     | 0,7 %   |
| Белорусы       | 6,4                     | 0,6 %   |
| Армяне         | 4,4                     | 0,4 %   |
| Поляки         | 2,1                     | 0,2 %   |
| Всего          | 1010,3                  | 100,0 % |

В курортный сезон население города увеличивается за счёт туристов. По этому поводу одесситы шутливо отмечают, что в Одессе празднуют два дня освобождения города: 10 апреля — от немецко-румынских оккупантов, и 1 сентября — от отдыхающих.

### Языковой состав

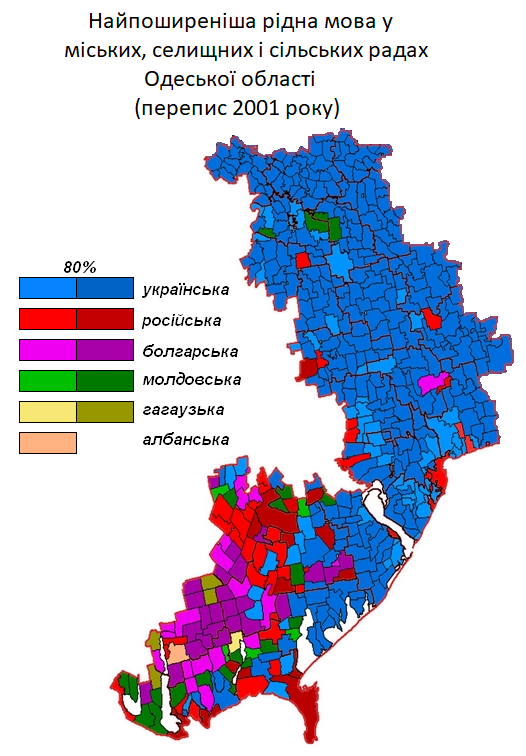
Языковая карта Одесской области по переписи 2001 года. Преимущественно русскоязычная Одесса окружена преимущественно украиноязычной сельской местностью

Родной язык населения по данным переписи 1897 года:
| Язык                       | Численность, чел. | Доля     |
| -------------------------- | ----------------- | -------- |
| Русский («великорусский»)  | 198 233           | 49,09 %  |
| Идиш («еврейский»)         | 124 511           | 30,83 %  |
| Украинский («малорусский») | 37 925            | 9,39 %   |
| Польский                   | 17 395            | 4,31 %   |
| Немецкий                   | 10 248            | 2,54 %   |
| Греческий                  | 5 086             | 1,26 %   |
| Другие                     | 10 417            | 2,58 %   |
| Итого                      | 403 815           | 100,00 % |

Родной язык населения по данным переписи 2001 года:
| Язык       | Численность, чел. | Доля     |
| ---------- | ----------------- | -------- |
| Украинский | 307 196           | 30,41 %  |
| Русский    | 654 128           | 64,75 %  |
| Другое     | 48 974            | 4,84 %   |
| Итого      | 1 010 298         | 100,00 % |

Украинский язык является единственным официальным языком Одессы.
Вторжение России на Украину спровоцировало новую волну украинизации в городе, всё больше людей предпочитают говорить на украинском языке. Согласно опросу, проведённому Международным республиканским институтом в апреле-мае 2023 года, на украинском дома разговаривали 16 % населения города, на русском — 80 %, на болгарском — 1 %.
Согласно опросу, проведённому Международным республиканским институтом в апреле-мае 2024 года, на украинском дома разговаривали 35 % населения города, на русском — 92 % (в отличие от опроса 2023 года был разрешён выбор нескольких вариантов).
24 апреля 2024 года решением Одесского городского совета в Одессе утверждена «Городская целевая программа развития и функционирования украинского языка как государственного во всех сферах общественной жизни в городе Одессе на 2024—2025 годы». Также после начала полномасштабного российского вторжения в Одессе демонтируют русскоязычные информационные стенды, доски, вывески и наружную рекламу.
По данным Государственной службы статистики Украины в 2023/24 учебном году из 262 998 учащихся в учреждениях общего среднего образования в Одесской области 261 228 (99,33 %) обучались в украиноязычных классах, 1 335 (0,51 %) — в молдавоязычных, 400 (0,15 %) — в румыноязычных, 35 (0,01 %) — в болгароязычных. В украиноязычных классах учились все ученики в городской местности.

## Символика

Логотип Одессы

У Одессы есть свои герб, флаг, гимн, которые отражают статус города.
Современный герб Одессы представляет собой серебряный речной якорь с четырьмя лапами в червлёном поле. Щит на гербе расположен в золотом картуше и увенчан золотой городской короной, под которой изображён контур пятиконечной звезды, утверждён 29 июня 1999 года.

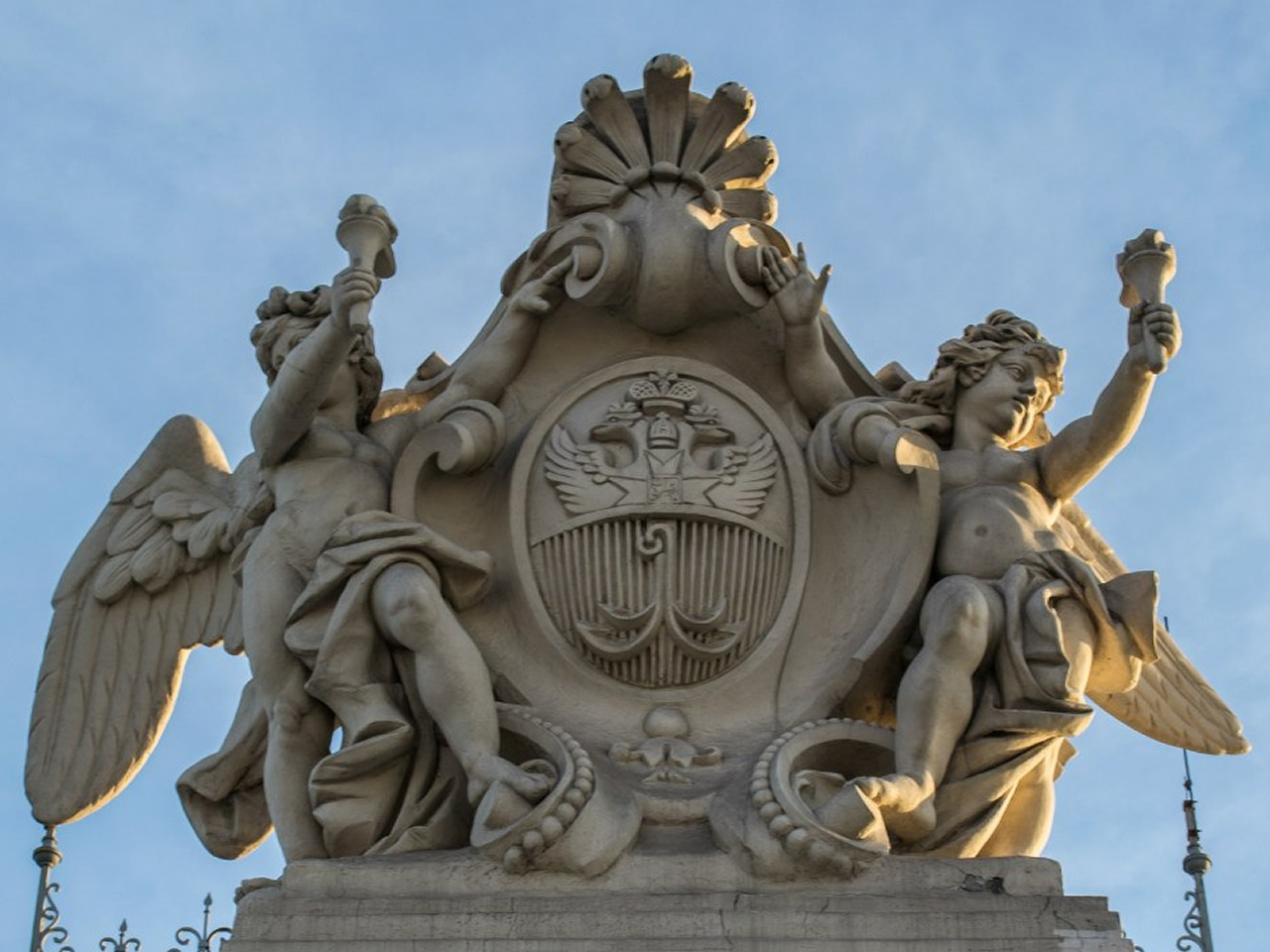
Исторический герб Одессы

Герб с изображением четырёхлапого галерного якоря город получил ещё в период принадлежности к Российской империи; тогда в верхней половине щита изображался государственный двуглавый орёл. Первый Герб Одессы утверждён 22 апреля 1798 года. «В верхней золотой части щита возникающий государственный орёл, в нижней червлёной части серебряный якорь». Так как герб Одессы утверждался при Павле I, то российский орёл в верхней половине щита изображался «павловского типа» — с мальтийским крестом на груди.
Флаг города представляет собой прямоугольное полотнище с гербом по центру, разделённое по вертикали на три части — красную, белую и оранжевую. Последняя версия флага утверждена 29 апреля 2011 года.
Продолжительное время неофициальным гимном города являлась «Песня об Одессе». Проект городского устава, вынесенный на общественное обсуждение 14 июня 2011 года, предлагал в качестве гимна Одессы песню Леонида Утёсова «У Чёрного моря». 25 августа 2011 года Устав территориальной громады города Одессы был утверждён, 7 октября 2011 года зарегистрирован органами юстиции и согласно абзацу 2 пункта 1 статьи 5, официальным гимном города является «Песня об Одессе» из оперетты И. О. Дунаевского «Белая акация».

### Символы Одесского городского головы
Свою символику также имеет Одесский городской голова. 19 октября 2011 года в ходе X сессии Одесского городского совета депутаты утвердили в качестве официальных символов Одесского городского головы Штандарт городского головы и «Знак городского головы». Штандарт представляет собой квадратное двустороннее с золотой бахромой полотнище, разделённое на три части — красную, белую и золотисто-жёлтую, в центре — герб города Одесса. Знак Одесского городского головы имеет форму орденской цепи, состоящей из медальона-подвески с гербом города Одессы и декоративных звеньев, расположенных в соответствующей последовательности.
Согласно решению, официальные символы городского головы вручаются новоизбранному городскому голове предыдущим городским головой или председателем городской избирательной комиссии по выборам депутатов Одесского городского совета и городского головы, как правило, в начале пленарного заседания первой сессии городского совета очередного созыва после объявления вышеуказанной комиссией решения об избрании городского головы.

## Власть

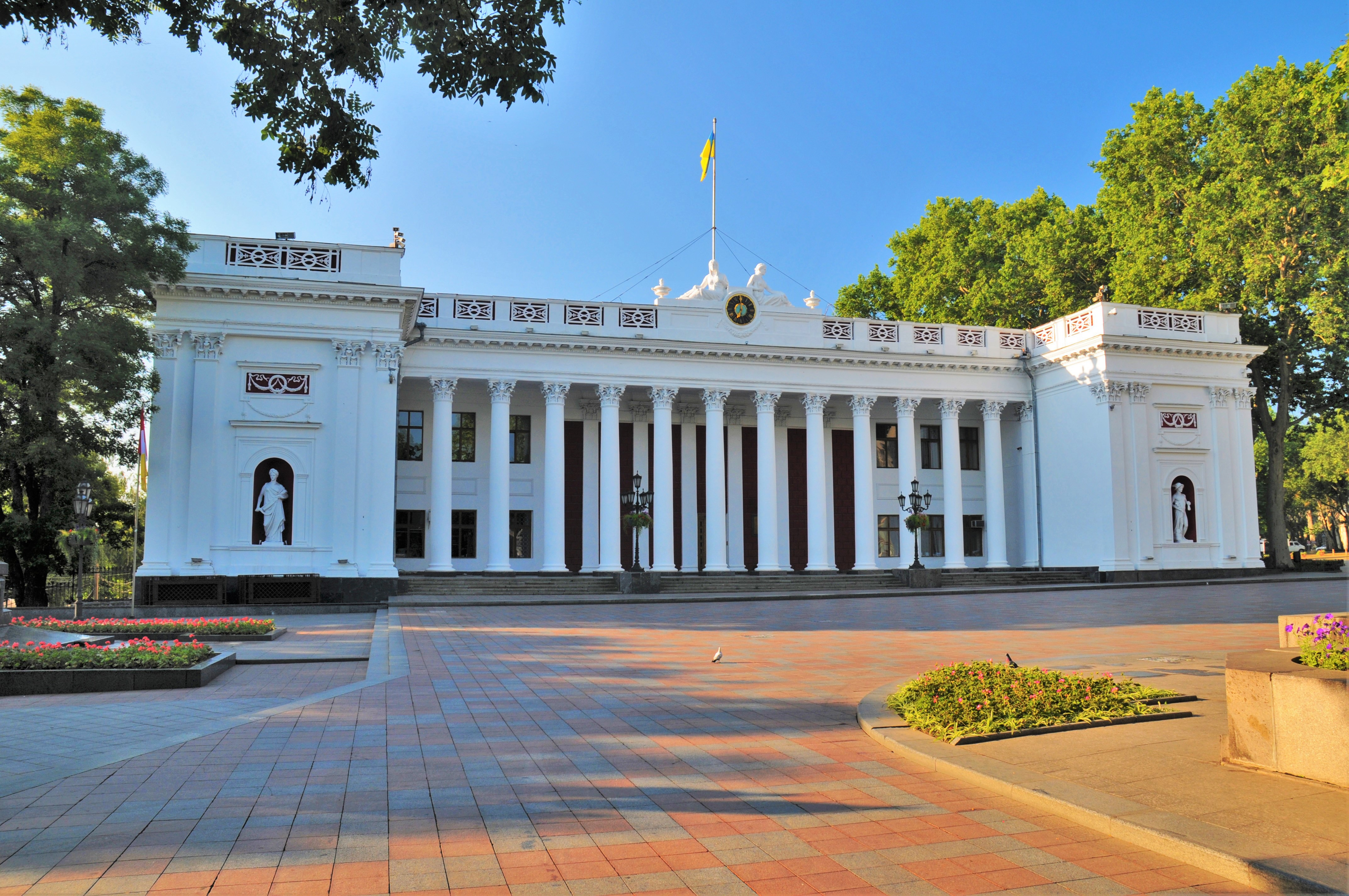
Городской совет Одессы

В Российской империи Одесса была уездным центром Одесского уезда, Херсонской губернии.
В 1802 году учреждено Одесское градоначальство. В 1897 году в состав Одессы входило 7 полицейских участков- Бульварный, Александровский, Херсонский, Петропавловский, Михайловский, Пересыпский, Портовая территория. Также в состав градоначальства входила Дальний-пригородный участок
Управление городом осуществляется Одесским городским советом во главе с Одесским городским головой. Исполнительный орган — исполнительный комитет (исполком) городского совета.
С 1 января 2003 года введено новое административно-территориальное деление города, по которому количество районов города уменьшилось с восьми до четырёх:
- Киевский,
- Хаджибейский,
- Приморский,
- Пересыпский.

Они управляются районными администрациями. Главы районных администраций назначаются городским головой по согласованию с Одесским городским советом.
По состоянию на середину 2010-х годов (согласно Закону о местном самоуправлении) в городе имелось 45 Комитетов самоорганизации населения: 18 в Киевском, 9 в Малиновском, 4 в Приморском и 14 в Суворовском.
Одесса находится на территории Одесского района.

## Экономика и промышленность

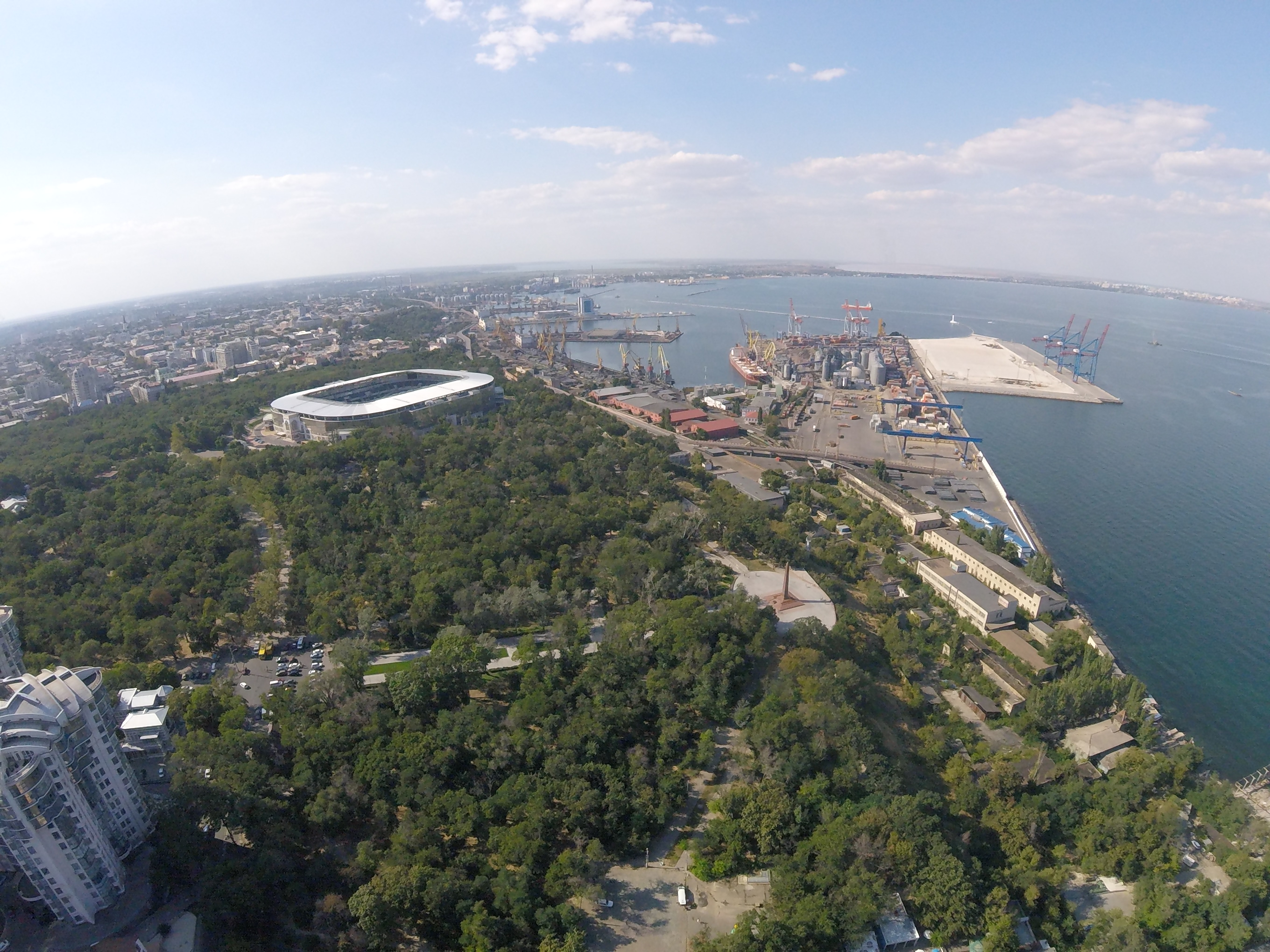
Аэрофотоснимок Одесского порта

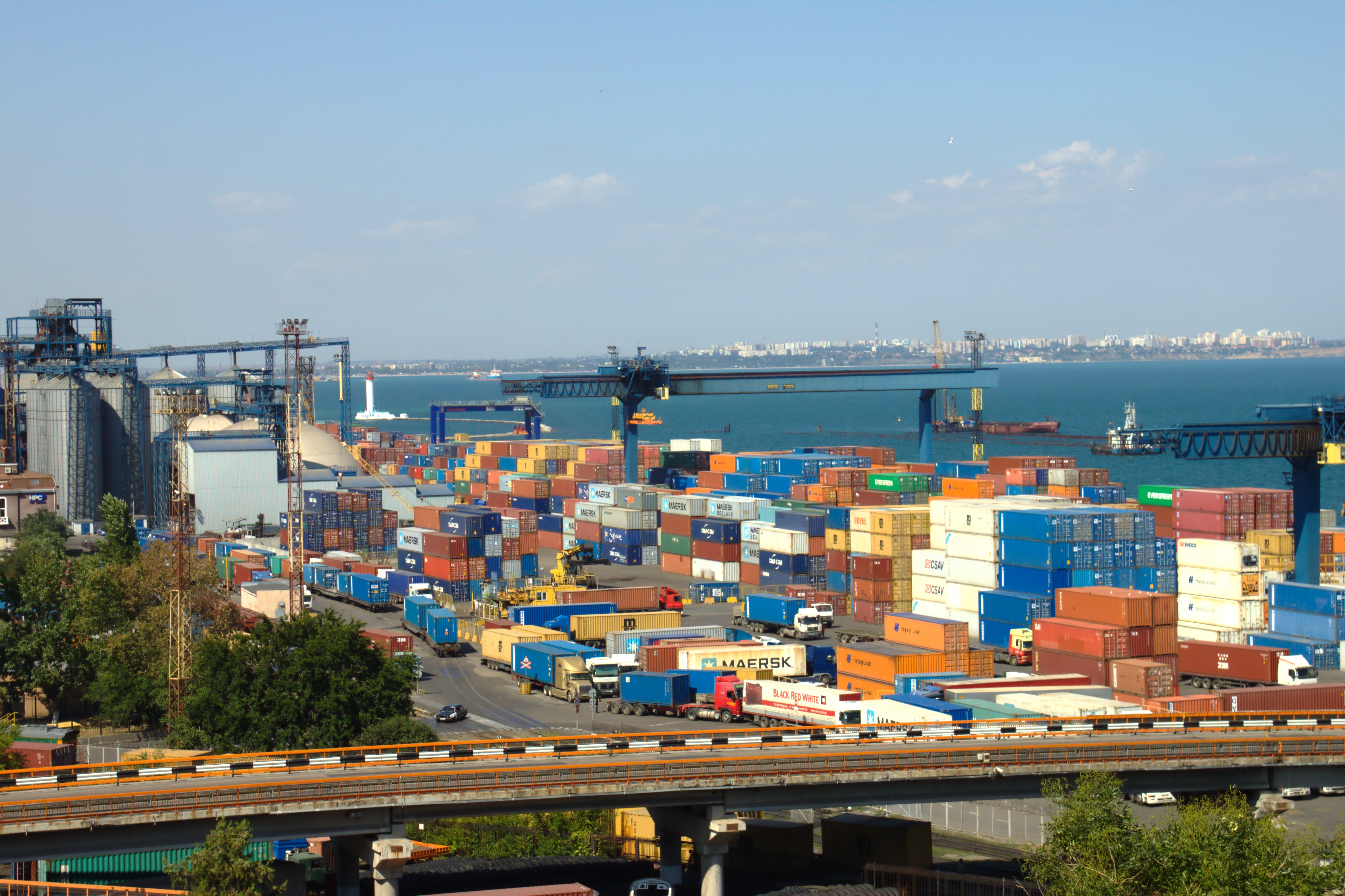
Контейнерный терминал в порту Одессы

Одесса — самый крупный морской порт Украины, транспортирующий зерно, сахар, уголь, нефтепродукты, цемент, металлы, джут, древесину, продукцию машиностроительной промышленности.

Крупный железнодорожный центр.
База военно-морского (после аннексии Крыма, с 2014 года) и рыболовного флота.
Основные отрасли промышленности — обработка нефти, машиностроение, металлообработка, лёгкая, пищевая, деревообрабатывающая, сельскохозяйственная[уточнить] и химическая (Одесский припортовый завод) промышленность. Также судоремонт и судостроение.
Ещё одной своеобразной «достопримечательностью» Одессы является промышленно-вещевой рынок «7-й километр» (официальное название — «Авангард»; разговорное название — «Толчок», «Седьмой»), являющийся самым крупным в Восточной Европе торговым комплексом подобного рода.

### Туризм

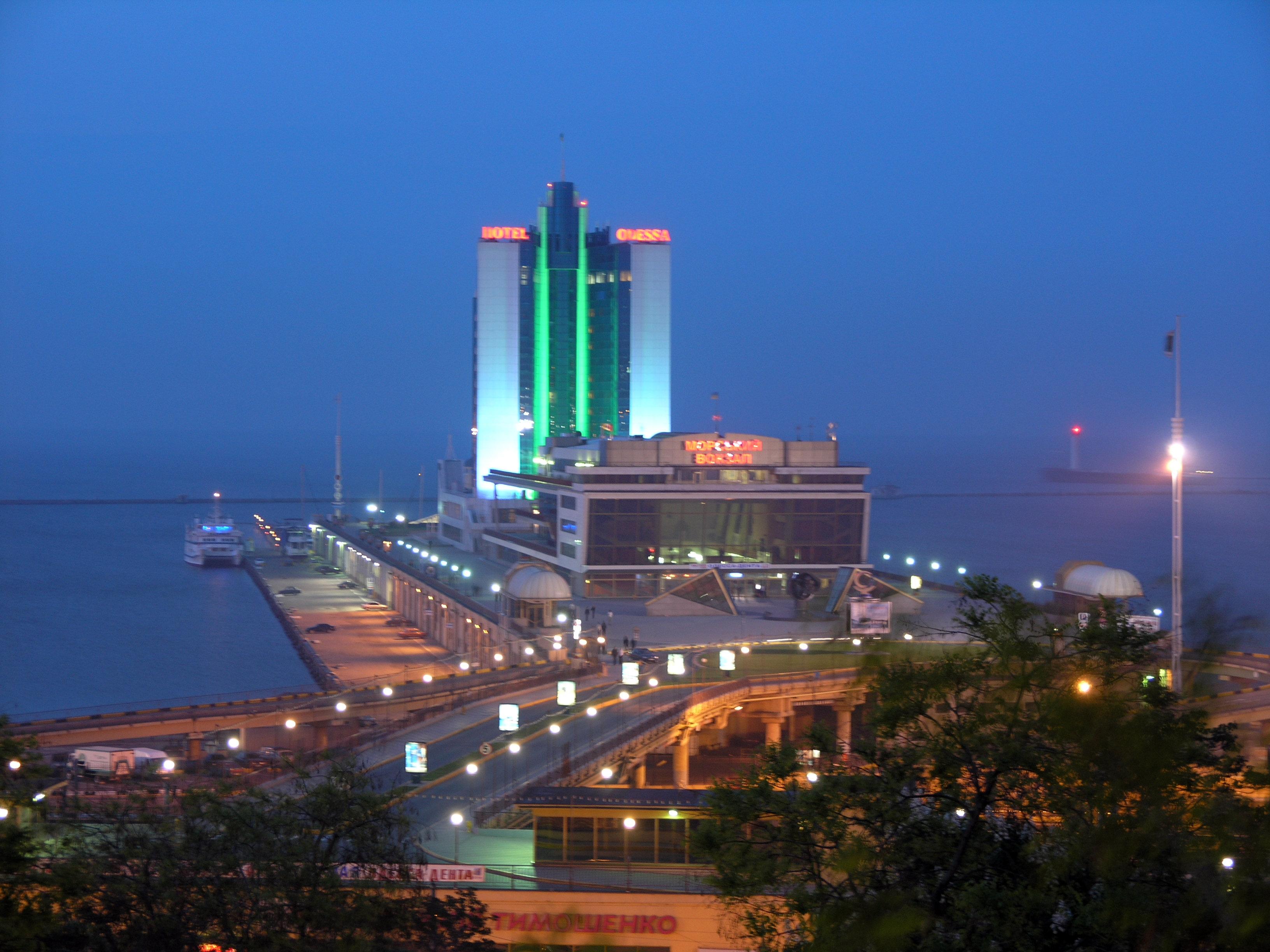
Морвокзал и гостиница «Одесса»

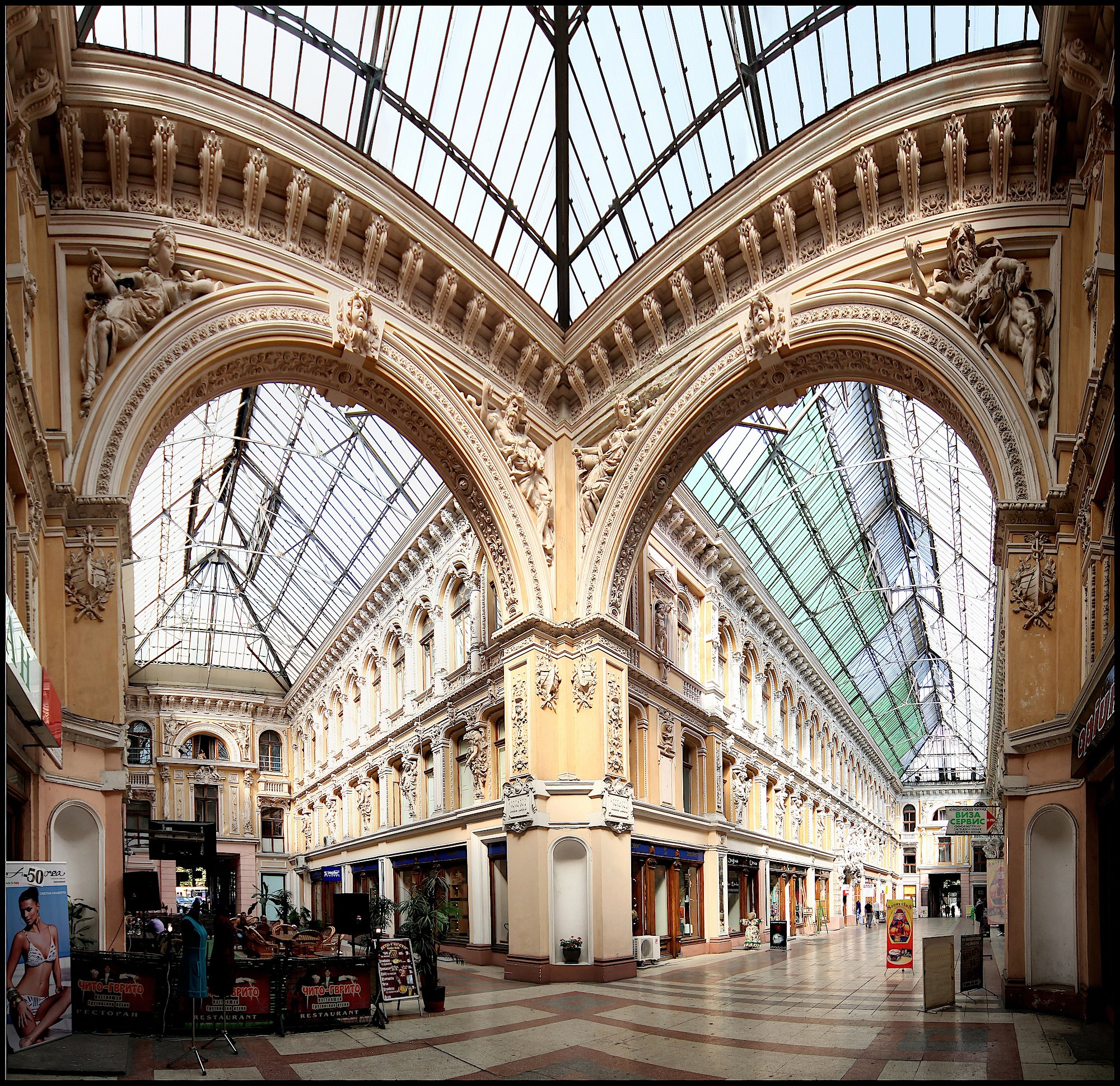
Внутренняя галерея Одесского «Пассажа»

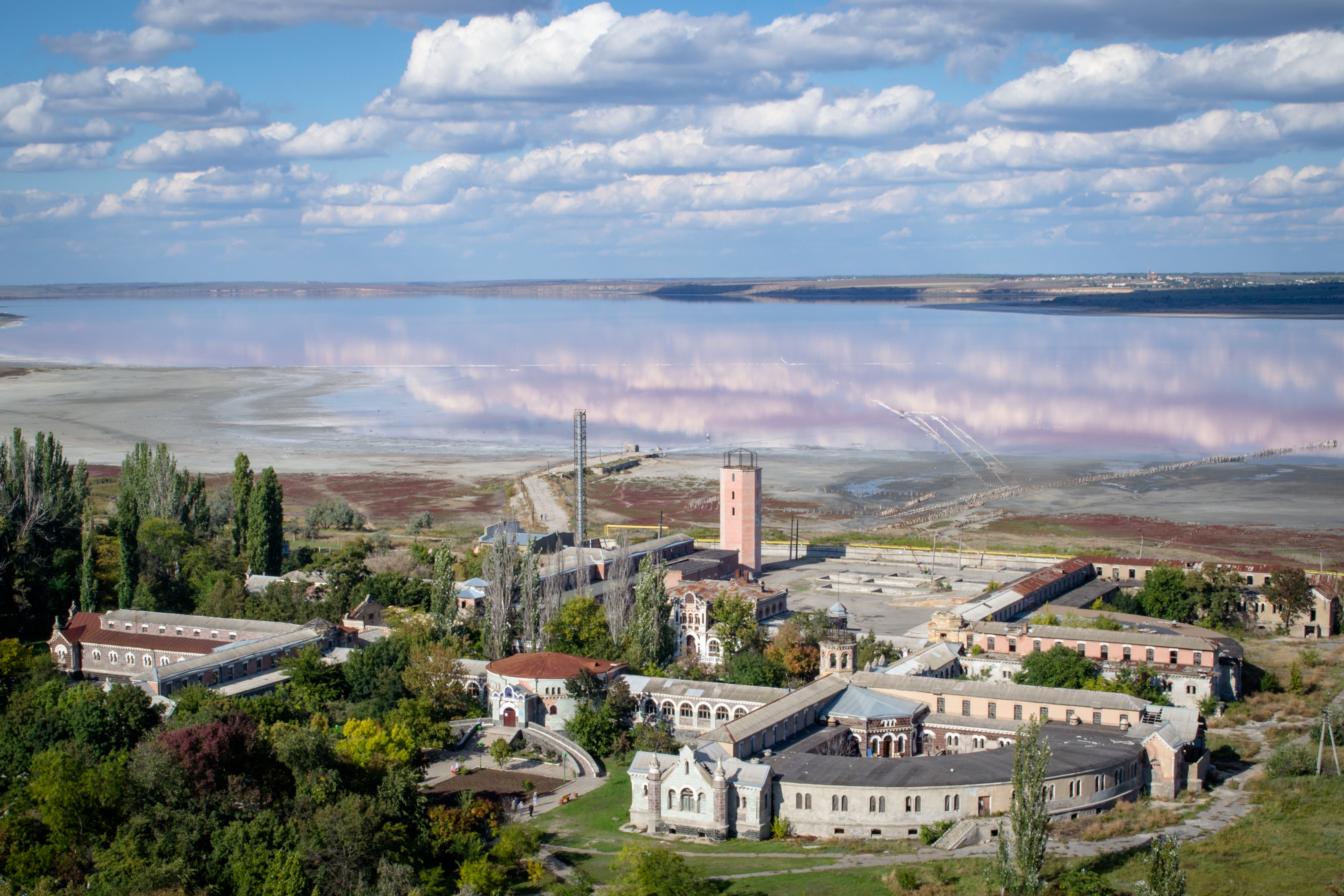
Бальнеологический курорт на Куяльницком лимане

Курортная зона Одессы протянулась на десятки километров по берегу Чёрного моря. Один из самых популярных курортно-развлекательных районов Одессы — Аркадия, на его территории расположены санатории, дома отдыха, а также водолечебница, курортная поликлиника, туристическая база, гостиницы (Одесса и другие) и многочисленные рестораны, созвездие ночных клубов и других увеселительных заведений, работающих в курортный сезон 24 часа в сутки.
В Одессе и вблизи неё, а также к западу от Днестра вдоль побережья Чёрного моря располагается группа бальнео-грязевых, бальнео-климатических и климатических приморских курортов государственного значения.
Лечебные средства:
- лечебные иловые грязи;
- рапа лиманов;
- морские и искусственные минеральные ванны на морской воде (углекислые, сероводородные, радоновые, кислородные, азотные);
- морские купания;
- солнечные и воздушные ванны (талассогелиотерапия);
- виноградолечение (см. виноград).

Основные курорты Одессы:
- бальнео-грязевые и климатические:
  - Аркадия (санатории для больных с заболеваниями сердечно-сосудистой и периферической нервной систем, опорно-двигательного аппарата, органов дыхания не туберкулёзного характера; взрослые и детские противотуберкулёзные санатории),
  - Куяльницкий (санатории, грязеводолечебница),
  - Лермонтовский (санаторий — база клиник Одесского института курортологии — для больных с заболеваниями сердечно-сосудистой и нервной систем, опорно-двигательного аппарата; бальнеогрязелечебница, дом отдыха, пансионаты),
  - Холодная Балка (санаторий для детей с последствиями полиомиелита и ревматизмом в неактивной форме);
- бальнео-климатические:
  - Большой Фонтан (специализированный санаторий с водолечебницей для больных с заболеваниями органов пищеварения, неврологический санаторий, противотуберкулёзные взрослые и детские санатории),
  - Затока (санаторий для детей с костно-суставным туберкулёзом, пансионаты),
  - Лузановка (санатории, пионерские лагеря),
  - Приморское,
  - Черноморка (на обоих курортах — противотуберкулёзные санатории для детей и взрослых);
- грязевые и климатические:
  - Лебедёвка,
  - Сергеевка

Отдыхающие могут совмещать отдых в Одессе с лечением: так, прямо на Французском бульваре находится всемирно известный Институт глазных болезней и тканевой терапии имени В. П. Филатова и ряд санаториев.

## Транспорт
В городе действует Международный аэропорт «Одесса». Регулярное воздушное сообщение соединяет Одессу с Веной (Austrian Airlines и Ukraine International, ежедневно), Тель-Авивом (Ukraine International), Стамбулом (Turkish Airlines), Афинами, Алеппо, Ларнакой, Киевом, Ереваном, Тбилиси, Варшавой, Дубай, Минском и рядом других городов Европы и Азии. В настоящее время строится новый терминал одесского аэропорта, а также новая взлётно-посадочная полоса, что резко увеличит его пропускную способность.
В городе действует железнодорожный вокзал. Пассажирские поезда регулярно курсируют между Одессой и Варшавой, Прагой, Братиславой, Веной, Берлином, Москвой, Санкт-Петербургом, основными городами Украины и многими другими городами бывшего СССР. Планируется строительство нового железнодорожного вокзала в районе 2-й Заставы.
В Одессе функционируют два автовокзала (Центральный автовокзал и автовокзал «Привоз»), а также автостанция «Южная». Автобусное сообщение соединяет Одессу со многими городами Украины, а также с Молдовой (Кишинёв, Бельцы, Бендеры, Атаки), Россией (Ростов-на-Дону, Краснодар, Пятигорск, Ставрополь), Германией (Берлин, Гамбург и Мюнхен), Грецией (Салоники и Афины), Болгарией (Варна и София) и другими европейскими странами.
В настоящее время регулярное пассажирское судоходство из одесского порта не осуществляется. В распоряжении Кабинета министров Украины № 548-р от 11 июля 2013 года «Об утверждении стратегии развития морских портов Украины на период до 2038 года» говорится о том, что в перспективе одесский порт будет в полном объёме осуществлять пассажирские перевозки и обслуживание круизных лайнеров.

### Городской транспорт
В резиденции Митрополита в Свято-Успенском мужском монастыре на Даче Ковалевского в районе мыса Большой Фонтан также существовал подъёмник, известный как монастырский фуникулёр. Oн был сооружён в конце 1940-х и просуществовал до 1980-х годов, когда был окончательно разрушен оползнем. Технически этот подъёмник был наклонным лифтом, а не фуникулёром, так как представлял собой однопутную линию с наклоном около 45 градусов к горизонту, по которой перемещалась единственная кабина, уравновешивавшаяся противовесом.
Одесса обслуживается трамваями, троллейбусами, автобусами и маршрутными такси. Также в городе работают: линия наклонного лифта «Одесский фуникулёр» (на Приморском бульваре, рядом с Потёмкинской лестницей) и канатная дорога (на пляже Отрада).
Первый электрический трамвай в центре Одессы появился в 1910 году, после чего были электрифицированы все линии конно-железной дороги (конки). Его предшественником был паровой трамвай, который ходил на станции Фонтана и на Хаджибей.
В советское время городская прибрежная зона обслуживалась пассажирскими катерами, а причалы располагались как в одесском морском порту, так и на многих городских пляжах — от Лузановки до Черноморки морские катера являлись полноценным видом общественного городского транспорта. В наши дни причалы для морских катеров оборудованы только в порту и на пляжах Аркадия и Ланжерон, помимо рейсов между морским портом и двумя этими пляжами (рейсы в Аркадию производятся без заходов на пляж Ланжерон) осуществляются морские прогулки из одесского порта.
При советской власти в Одессе проектировался сначала метротрам, затем — метрополитен. В 2012 году строительство в Одессе двух линий метро общей протяжённостью 38 километров входило в градостроительные планы до 2022 года.

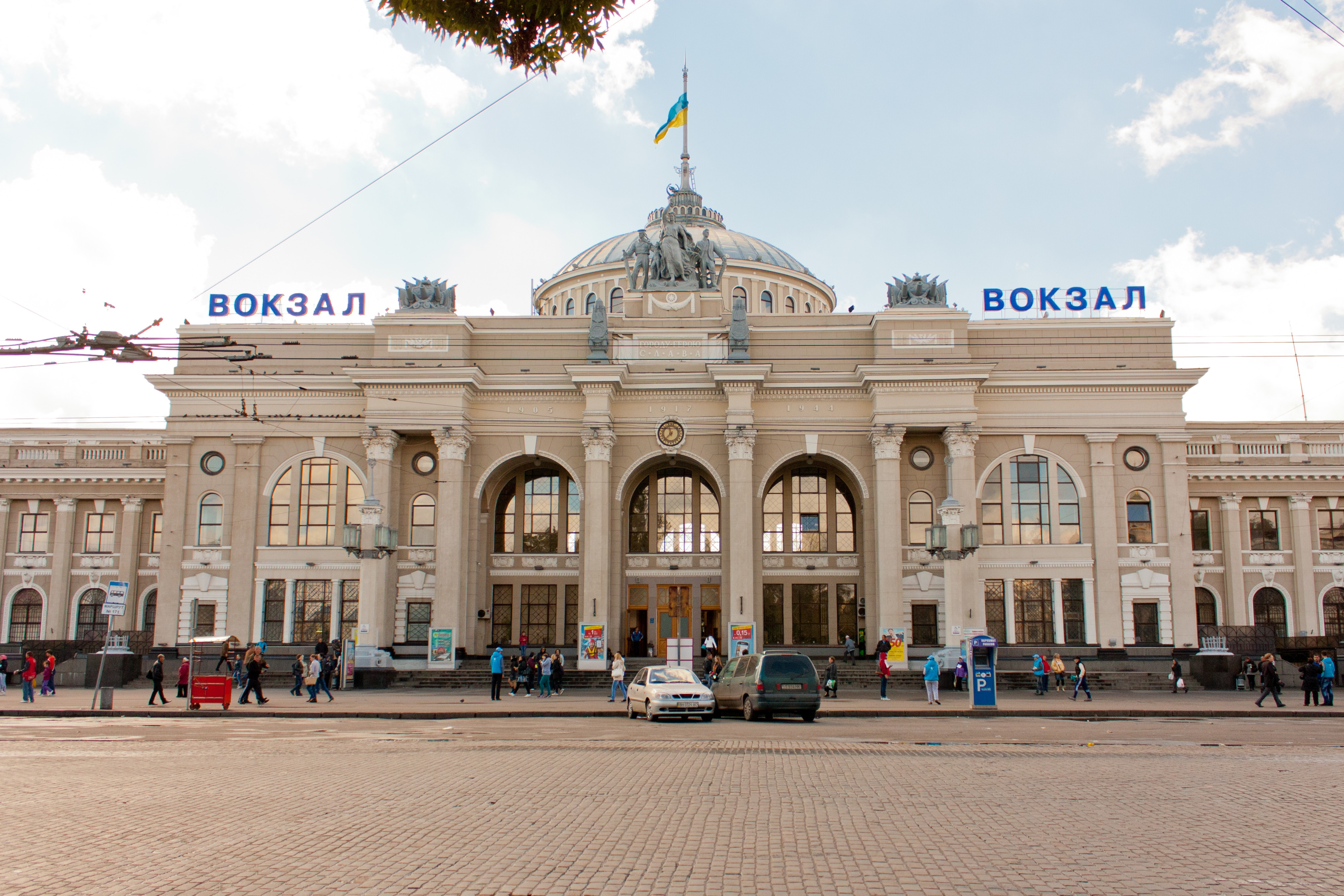
Здание железнодорожного вокзала
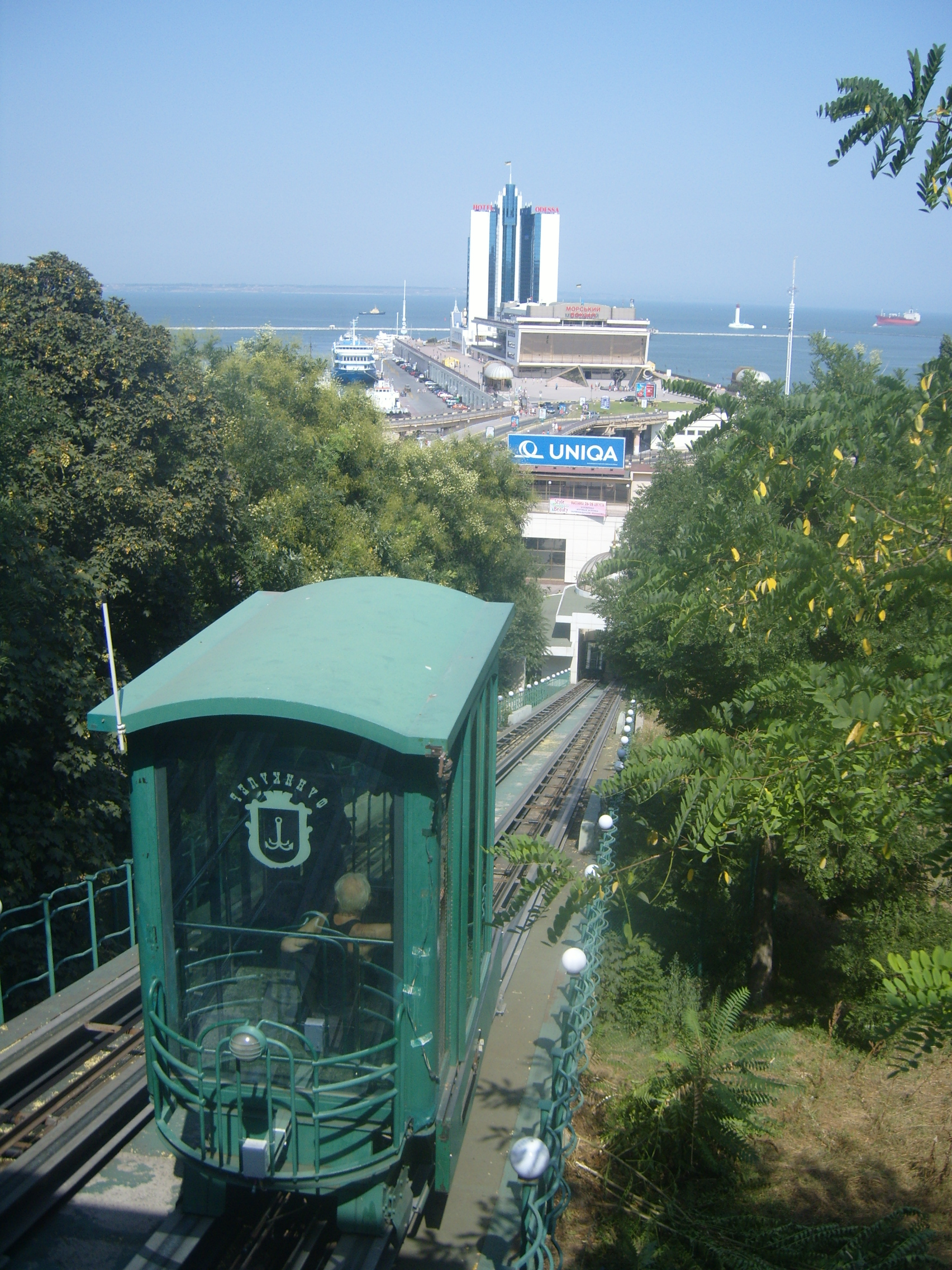
Одесский фуникулёр
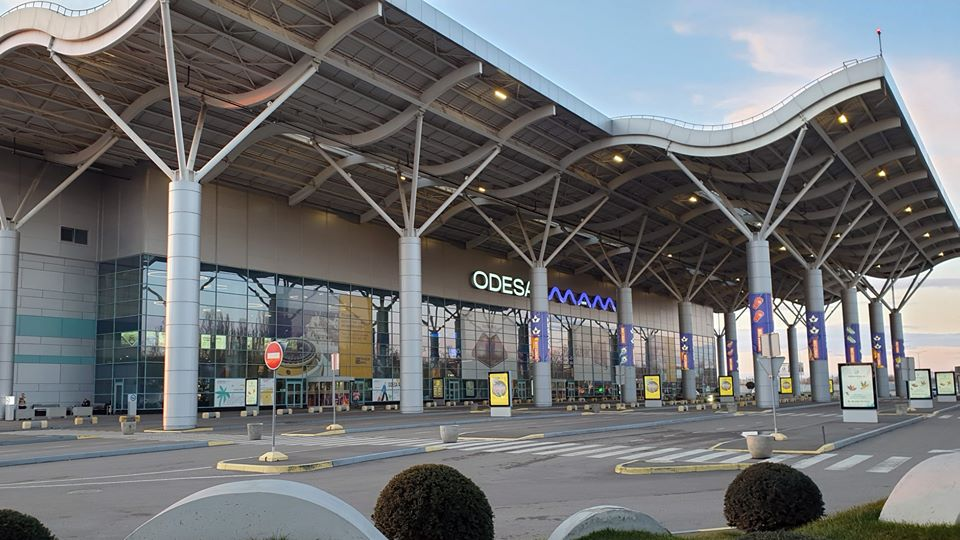
Одесский аэропорт
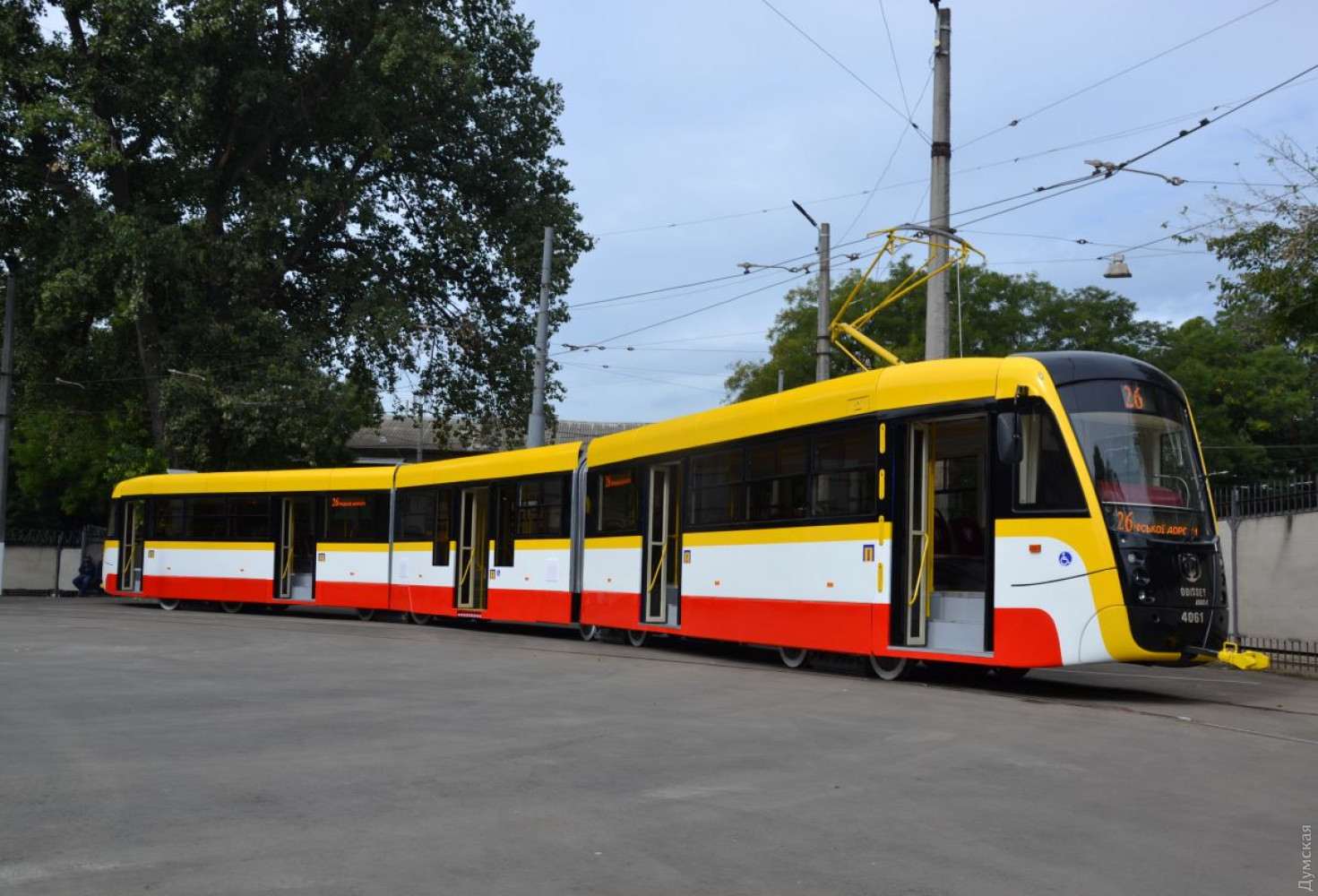
Одесский трамвай
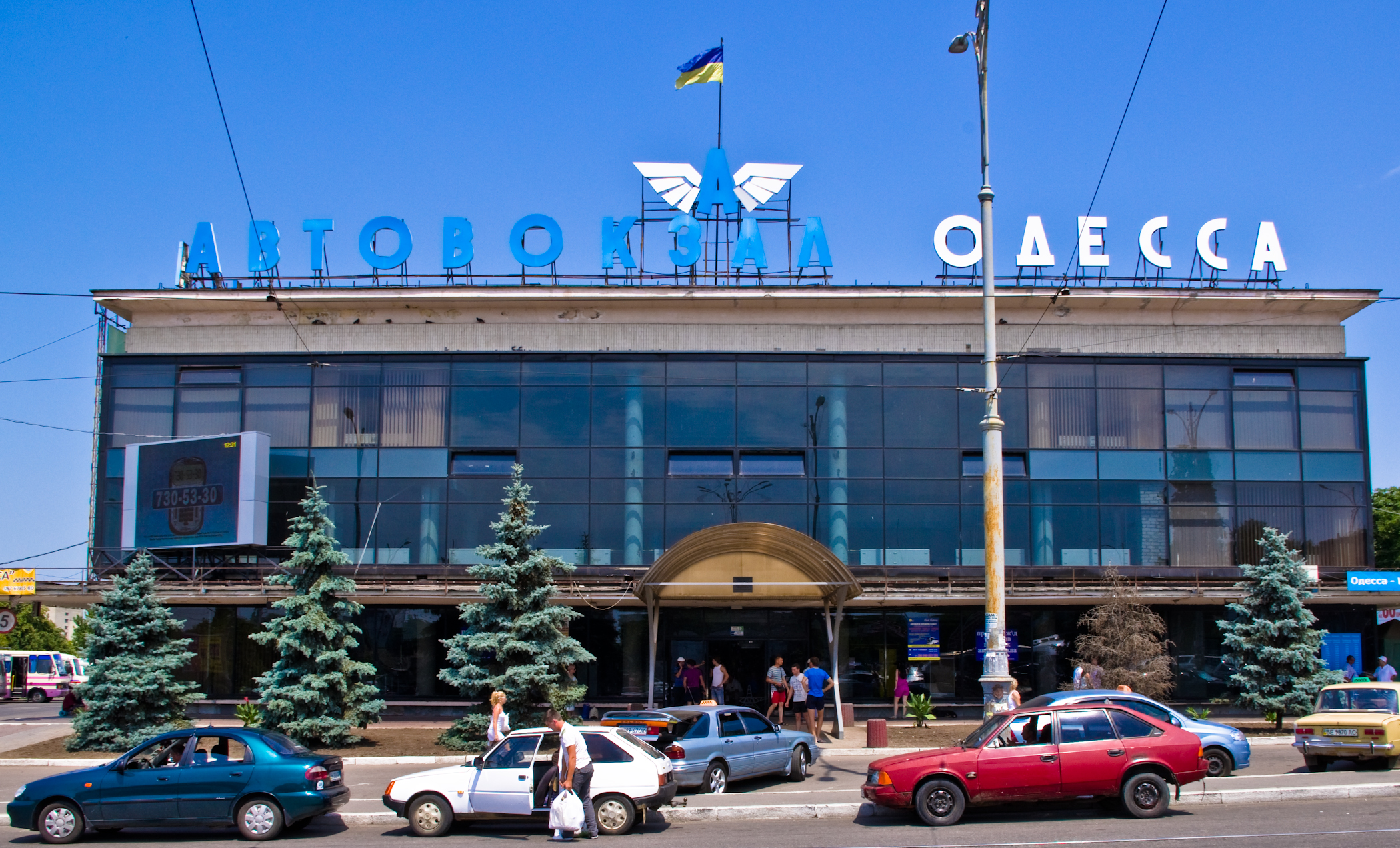
Центральный автовокзал
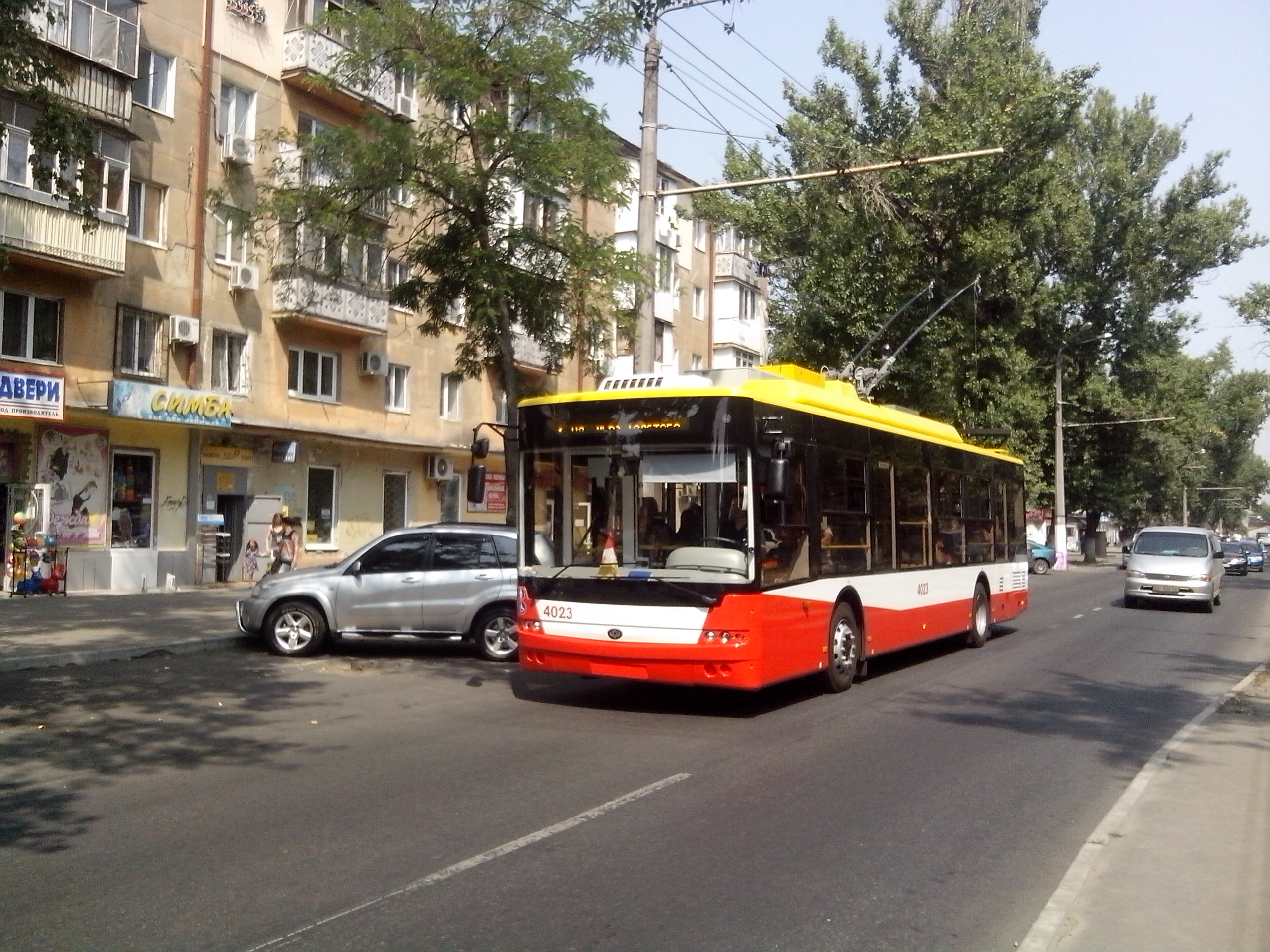
Одесский троллейбус

## Связь
Мобильная связь в регионе представлена следующими операторами:
- «Киевстар»,
- «Vodafone» (ребрендинг оператора «МТС Украина»),
- «Turkcell» (ТМ Lifecell),
- «ТриМоб» (все в стандарте UMTS),
- «Интертелеком» (стандарт CDMA-2000).

В регионе действуют следующие провайдеры:
Укртелеком, TeNeT, Norma Plus, Briz, Vega и др.
С 2012 года созданы точки бесплатного общественного доступа к ряду онлайн-ресурсов, полезных как путешественникам, так и одесситам в рамках социальной инициативы «City Public Internet Access».
На улицах и в некоторых зелёных зонах Одессы действует бесплатный доступ в Интернет по технологии Wi-Fi (сеть «City Public Internet Access») и действует бесплатно в течение 15 минут. Бесплатный Wi-Fi есть на ряде улиц в центре города, на посёлке Котовского, Таирова, Черёмушках.
Практически в каждом кафе, ресторане и отеле Одессы в центре города есть доступ к бесплатному беспроводному Интернету по технологии Wi-Fi.

## Образование и наука

### Учебные заведения

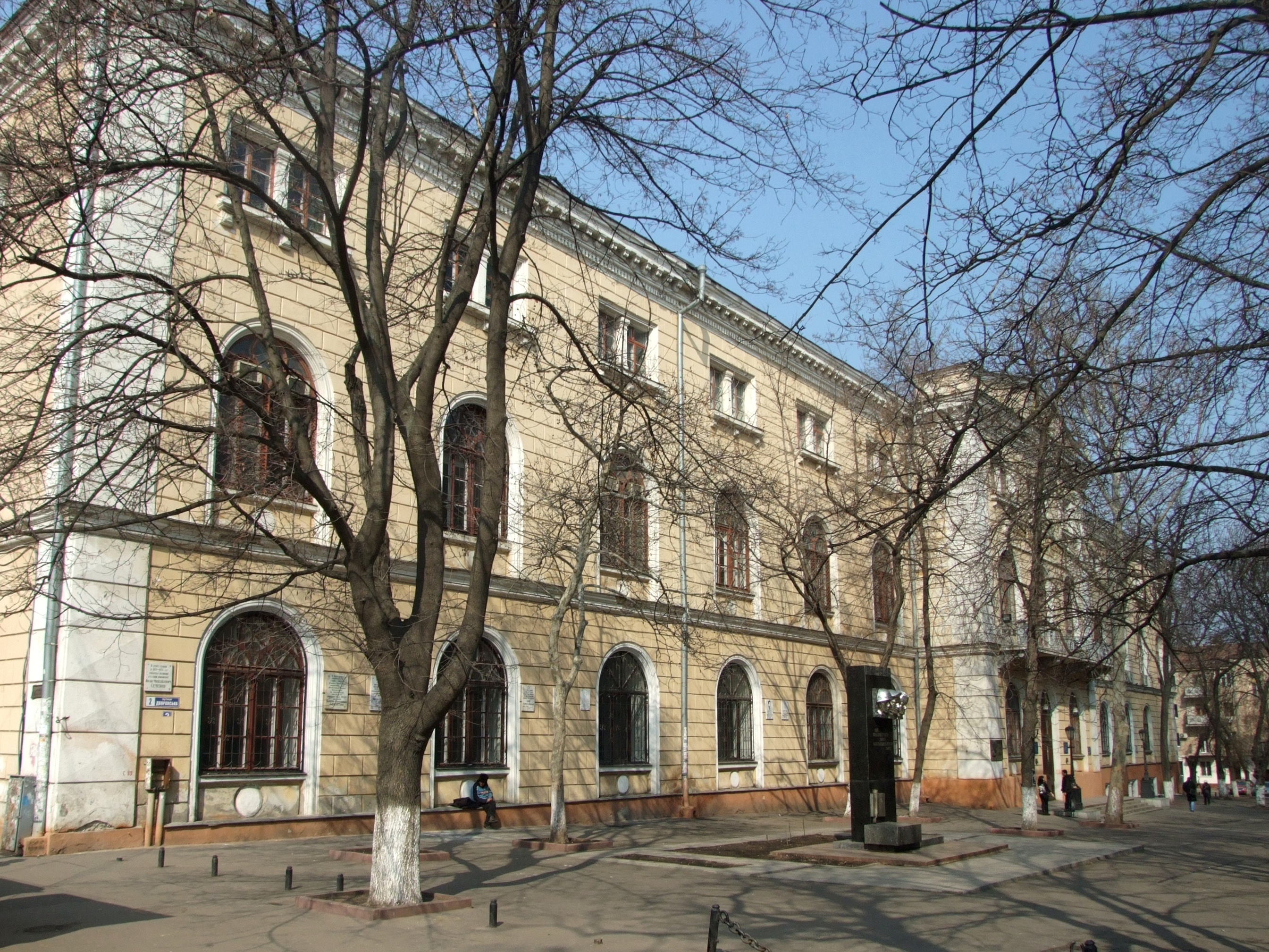
Одесский национальный университет имени И. И. Мечникова

Одесса является крупным научным и образовательным центром страны. Одесский национальный университет имени И. И. Мечникова, основанный 1 (13) мая 1865 года, является родоначальником многих действующих сегодня высших учебных заведений Одессы, основанных на базе его факультетов. Среди них можно отметить такие вузы, как:
- Одесский национальный медицинский университет,
- Одесский национальный экономический университет,
- Национальный Университет «Одесская юридическая академия»,
- Одесский государственный аграрный университет.

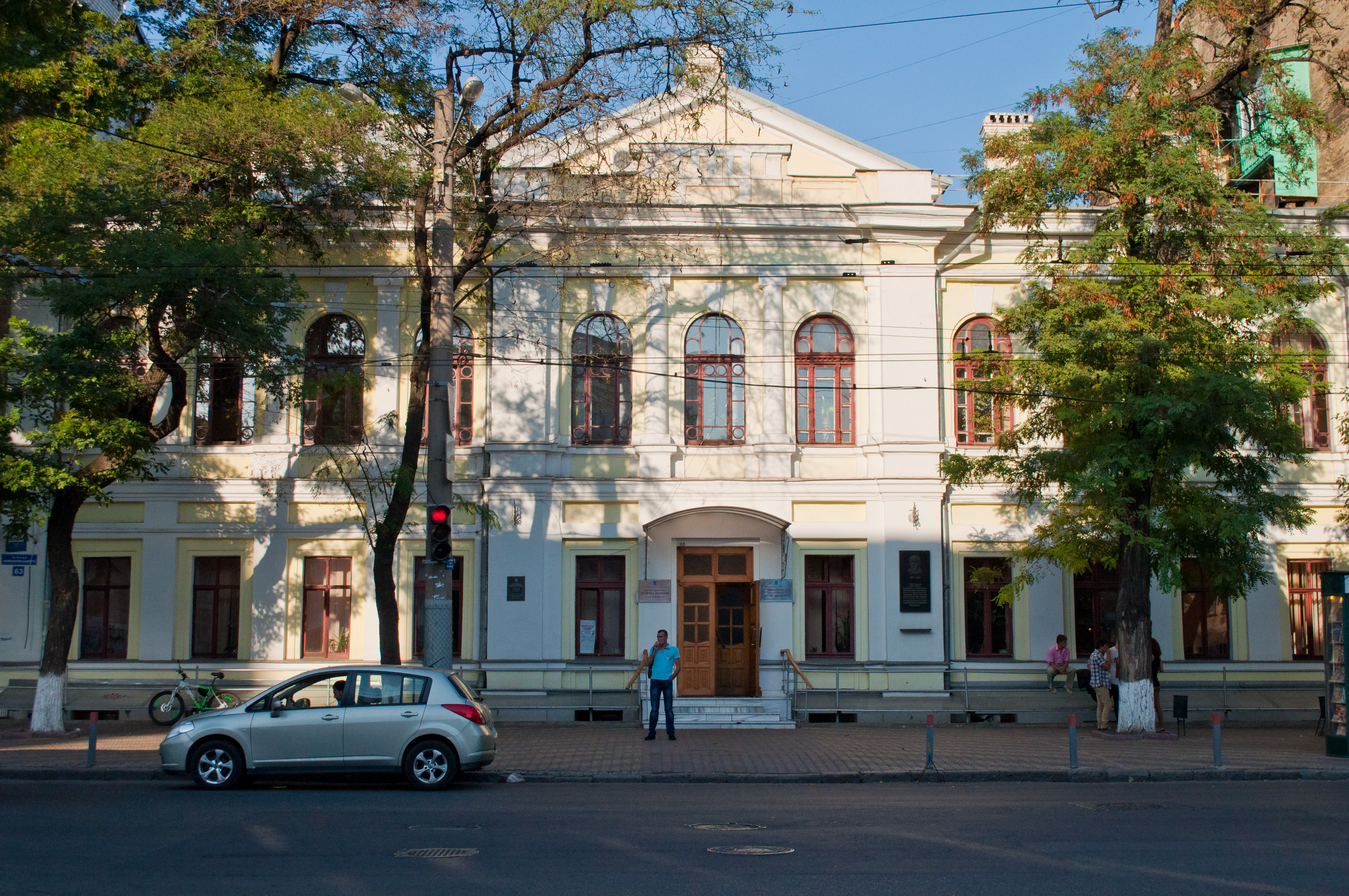
Одесская национальная музыкальная академия имени А. В. Неждановой

Также родоначальником многих одесских вузов можно назвать Одесский национальный политехнический университет (бывший ОПИ), основанный в 1918 году. На его базе были созданы такие учебные заведения, как:
- Одесский национальный морской университет,
- Одесская государственная академия строительства и архитектуры,
- Одесская государственная академия холода,
- Одесская национальная академия связи,
- Одесская национальная академия пищевых технологий,
- Одесский государственный экологический университет,
- Одесская национальная музыкальная академия имени А. В. Неждановой (основана в 1913 году как Одесская консерватория на базе Одесского музыкального училища),
- Южноукраинский национальный педагогический университет имени К. Д. Ушинского.
- Мореходное училище им. Маринеско ОНМА,
- Мореходный колледж технического флота ОНМА,
- Мореходное училище рыбной промышленности.

Студенты высших учебных заведений города Одессы каждые 2 года избираются в число депутатов (100 человек) Молодёжного совета при Одесском городском голове — консультативно-совещательный, представительский орган по вопросам молодёжной политики.

### Наука

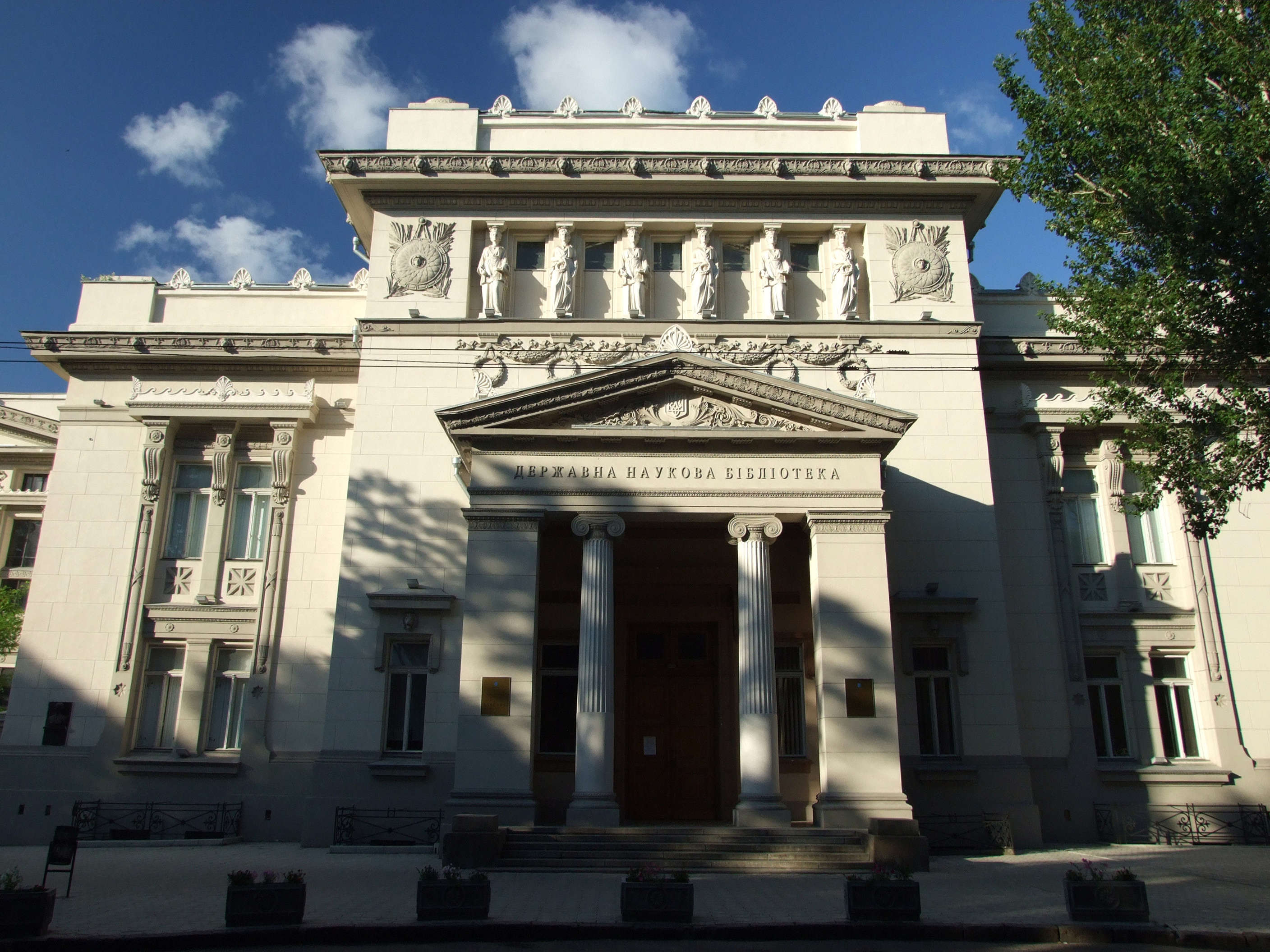
Одесская национальная научная библиотека

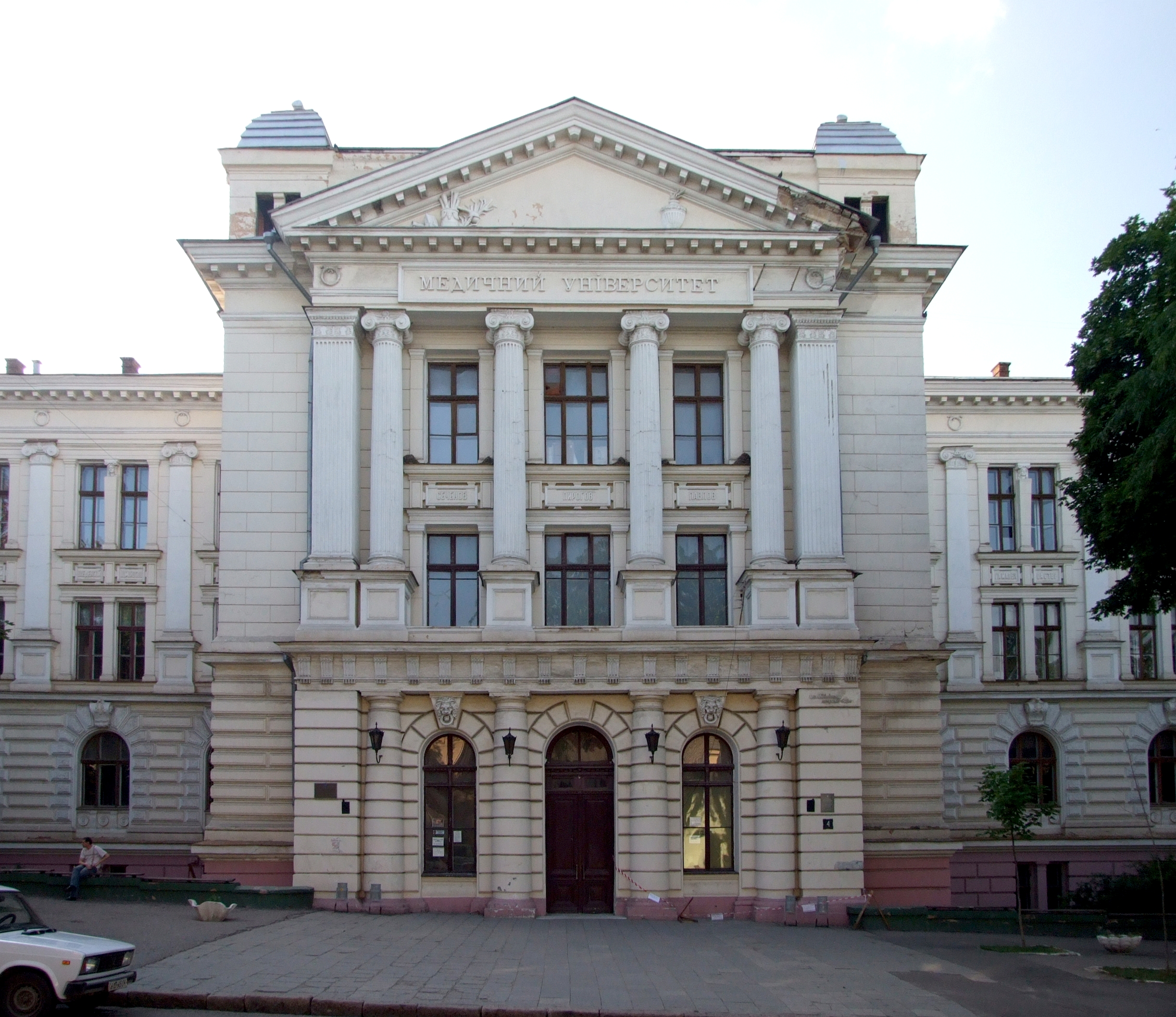
Одесский национальный медицинский университет

В Одессе располагается ряд научных институтов и лабораторий, в том числе старейший научно-исследовательский институт в системе высшего образования Украины — Научно-исследовательский институт физики Одесского национального университета имени И. И. Мечникова, который жил и работал в городе и именно в этом университете, когда тот ещё носил название Новороссийский. Сюда он прибыл в возрасте двадцати двух лет, пару лет Мечников провёл в Петербурге, защитив там докторскую. В Одессу вернулся уже с женой и длительное время работал на Одесской бактериологической станции, где он и научные сотрудники станции боролись против сибирской язвы и прочих инфекционных заболеваний, таких как бешенство. Северное Причерноморье и южные степи страдали от эпидемий среди поголовья овец, и это угнетало экономику и торговлю. Мечников и его коллеги использовали метод Луи Пастера, именем которого названа улица в Одессе. У этого метода были противники, поэтому Мечников и его коллеги были под давлением и постоянной критикой оппонентов. В дальнейшем Илья Ильич разроботал иммунную теорию, за которую получил Нобелевскую премию.
Большую площадь над самым берегом моря занимает Ботанический сад Одесского национального университета имени И. И. Мечникова.
В Одессе расположены следующие научные организации.
- Медицинские:
  - НИИ глазных болезней и тканевой терапии имени В. П. Филатова — крупнейший в бывшем СССР офтальмологический центр (здесь работали В. П. Филатов, С. Н. Фёдоров, Н. А. Пучковская);
  - НИИ стоматологии АМН Украины — крупный стоматологический центр;
  - Украинский НИИ медицинской реабилитации и курортологии МЗ Украины;
  - Украинский научно-исследовательский противочумный институт имени И. И. Мечникова,
- Естественно-научные:
  - Физико-химический институт им. Богатского НАН Украины — центр органической, биоорганической, неорганической, аналитической, каталитической и медицинской химии;
  - Институт морской биологии НАН Украины (реорганизован из Одесского филиала Института биологии южных морей имени А. О. Ковалевского).
  - Инженерно-технологический институт «Биотехника» ААН Украины — крупнейший в бывшем СССР центр по разработке и производству оборудования для биологической защиты растений. На данный момент центр практически прекратил своё существование, здание отдано под бизнес-центр, а оставшиеся сотрудники переведены на научную станцию в пгт Хлебодарское[источник не указан 3764 дня].

Кроме того, в городе существуют десятки НИИ, научных центров и проектных организаций.

### Библиотеки
В Одессе в 1830 году была открыта первая в городе (вторая в Российской империи) публичная библиотека — ныне Одесская национальная научная библиотека с фондом более 4,6 млн единиц хранения. На сегодняшний день в городе работают областная научная библиотека имени М. Грушевского, центральная городская библиотека имени И. Франко, 40 городских библиотек, объединённых в две Централизованные городские библиотечные системы для взрослых и детей. Библиотечный фонд городских библиотек в конце 2020 года составил 919 тысяч экземпляров. Общее количество зарегистрированных читателей — более 114,15 тысяч человек. Количество посещений городских библиотек в течение 2020 года составило 946,32 тысяч. В 2020 году проведено 5889 культурных и информационно-просветительных библиотечных мероприятий, значительная часть в онлайн-формате.

## Средства массовой информации
В Одессе действует свыше 60 печатных СМИ, более 20 радиостанций, примерно 19 телевизионных каналов, а также множество кабельных операторов.
Среди печатных СМИ более 11 общественно-политических газет, 8 рекламно-информационных газет, а также газеты бесплатных объявлений.

### Телеканалы
| - ТРК «Одесса» (РИО); - Первый городской; - АРТ 24; - Град; - ТРК «Круг»; - 7 канал; - GTV; - ООГТРК; - ТРК «ГЛАС»; - PLUS (ПЛЮС); - ТРК «Академия»; - Здоровье; - Репортёр; - Третий цифровой; | - Моя Одесса; - Общественное Независимое TV (ОНТ); - Renome; - А1; - Odessa Fashion Channel (A2); - КТК; - MEDIA-ІНФОРМ; - 100 %; - Страна советов; - Телерадиокомпания КТВ - Первый Одесский онлайн телеканал. - Бриз — передислоцирован из Севастополя. |

### Радиостанции
Список радиостанций FM диапазона (65,9 — 108,0 МГц с шагом 50 кГц) в городе Одесса.
| Частота, МГц | Название                                                         | Веб-сайт |
| ------------ | ---------------------------------------------------------------- | --- |
| 68,36        | Радио М                                                          | radiom.ua Архивная копия от 15 марта 2022 на Wayback Machine                                                                                                |
| 70,52        | UA: Одесса                                                       | oodtrk.od.ua Архивная копия от 18 декабря 2014 на Wayback Machine                                                                                           |
| 72,14        | UA: Радио Культура                                               | suspilne.radio Архивная копия от 8 марта 2022 на Wayback Machine                                                                                            |
| 87,5         | Первое радио (FM 1)                                              | grad.ua Архивная копия от 15 марта 2022 на Wayback Machine                                                                                                  |
| 87,9         | Радио НВ (Новое время)                                           | radio.nv.ua Архивная копия от 22 февраля 2018 на Wayback Machine                                                                                            |
| 88,5         | Ретро FM                                                         | retro.ua Архивная копия от 2 ноября 2021 на Wayback Machine                                                                                                 |
| 89,0         | Радио Мелодия                                                    | RadioMelodia.ua Архивная копия от 4 сентября 2017 на Wayback Machine                                                                                        |
| 89,7         | Радио Europa Plus                                                | |
| 90,2         | Радио ROKS                                                       | www.radioroks.ua Архивная копия от 15 марта 2022 на Wayback Machine                                                                                         |
| 90,6         | Power FM                                                         | powerfm.ua Архивная копия от 14 марта 2022 на Wayback Machine                                                                                               |
| 91,0         | Радио Країна FM                                                  | krainafm.com.ua |
| 91,4         | NRJ                                                              | nrj.ua Архивная копия от 16 марта 2022 на Wayback Machine                                                                                                   |
| 91,8         | Радио Шансон                                                     | shanson.ua Архивная копия от 23 октября 2021 на Wayback Machine                                                                                             |
| 100,4        | Авторадио                                                        | radioclub.ua/radio/avtoradio Архивная копия от 15 марта 2022 на Wayback Machine                                                                             |
| 101,0        | Хит FM                                                           | hitfm.ua/ Архивная копия от 16 марта 2022 на Wayback Machine                                                                                                |
| 101,4        | Радио Пятница                                                    | radiopyatnica.com.ua Архивная копия от 9 июля 2015 на Wayback Machine / radioclub.ua/radio/radiopyatnica Архивная копия от 15 марта 2022 на Wayback Machine |
| 101,8        | Kiss FM                                                          | www.kissfm.ua/ Архивная копия от 16 марта 2022 на Wayback Machine                                                                                           |
| 102,2        | Радио Feel                                                       | vk.com/feel_fm Архивная копия от 20 января 2020 на Wayback Machine                                                                                          |
| 102,7        | Перше міське радіо                                               | 1tv.od.ua/radio Архивная копия от 9 июля 2021 на Wayback Machine                                                                                            |
| 103,2        | Народное радио                                                   | www.narodnoe.fm Архивная копия от 14 марта 2022 на Wayback Machine                                                                                          |
| 103,8        | Град FM                                                          | grad.ua Архивная копия от 15 марта 2022 на Wayback Machine                                                                                                  |
| 104,3        | Люкс FM                                                          | lux.fm/ Архивная копия от 16 марта 2022 на Wayback Machine                                                                                                  |
| 104,9        | Радио БАЙРАКТАР (до вторжения России на Украину — Русское радио) | rusradio.ua Архивная копия от 6 марта 2022 на Wayback Machine; radiobayraktar.ua                                                                            |
| 105,3        | Просто радио                                                     | prosto.fm |
| 106,0        | Радио City                                                       | radio-city.od.ua Архивная копия от 22 декабря 2021 на Wayback Machine                                                                                       |
| 106,6        | Радио Глас                                                       | glasweb.com Архивная копия от 15 марта 2022 на Wayback Machine                                                                                              |
| 107,0        | Радио Miami                                                      | |
| 107,4        | Радио Максимум                                                   | maximum.fm Архивная копия от 16 марта 2022 на Wayback Machine                                                                                               |
| 107,9        | Наше радио                                                       | https://web.archive.org/web/20170901043829/radioclub.ua/radio/nashe                                                                                         |

## Спорт
Одесса — один из крупнейших на Украине центров по подготовке спортсменов. Среди них особо выделяются школы фигурного катания, шахмат, бокса, тяжёлой атлетики, стрельбы, футбола, баскетбола, альпинизма, яхтенного спорта.

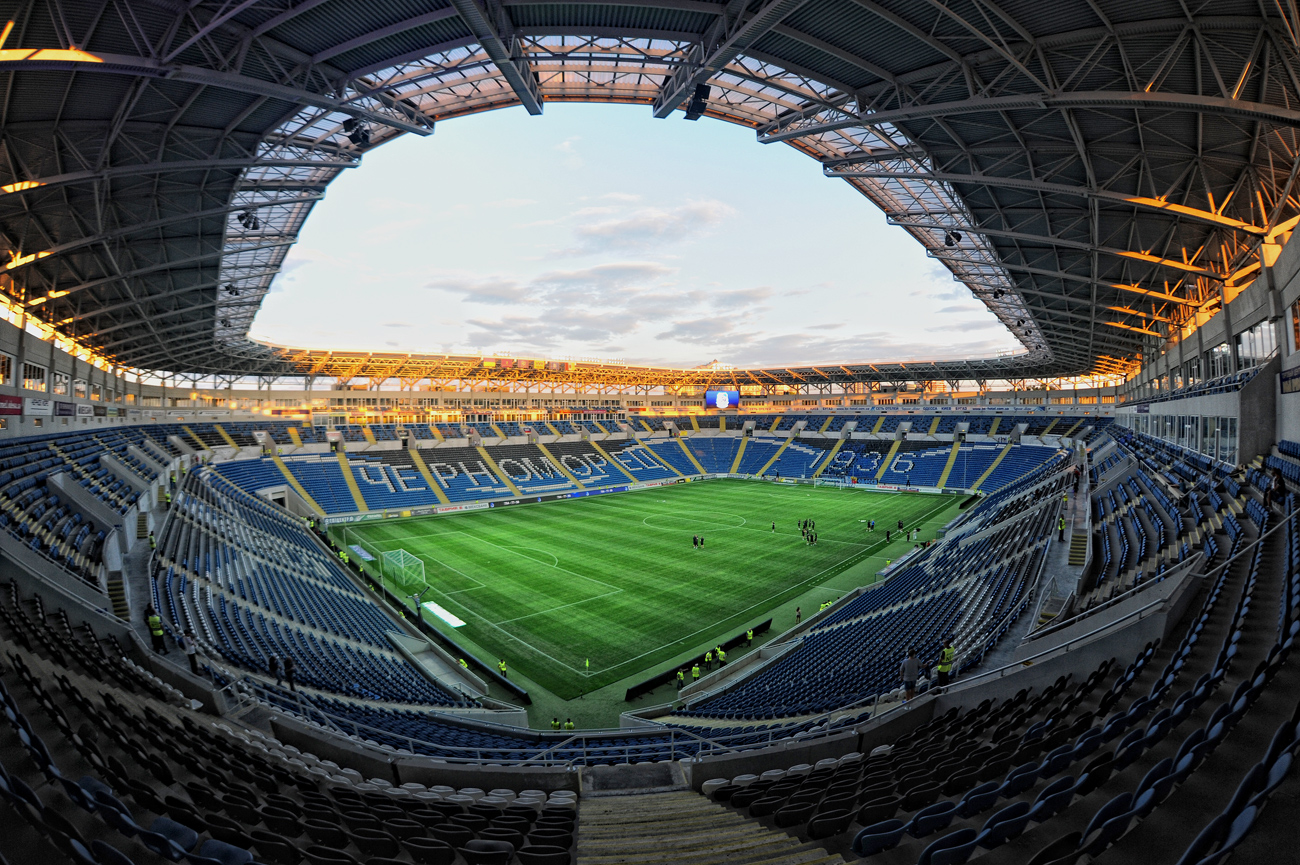
Стадион «Черноморец»

В городе имеются несколько стадионов: «Черноморец», «Спартак», СКА, «Динамо»; работают школа олимпийского резерва, областной стрелково-спортивный клуб, ряд детско-юношеских спортивных школ, секций.
В городе базируется футбольный клуб «Черноморец», выступающий в украинской футбольной премьер-лиге (многократные призёры Украины/СССР, двукратные обладатели Кубка Украины и Федерации футбола СССР). До 1999 года в Одессе базировалась и другая футбольная команда — одесский СКА, с 1992 года переименованная в СК «Одесса». В 2011 году команда была вновь воссоздана, однако просуществовала лишь до второй половины сезона 2012/2013 годов.
Долгое время в Одессе базировались женская волейбольная команда «Джинестра» (многократные Чемпионы и призёры Украины/СССР, неоднократный обладатель Еврокубков и Кубков Украины/СССР) и мужская волейбольная команда «Диамант» (многократные Чемпионы и призёры Украины/СССР, обладатель Кубка Украины/СССР).
Одесса также является домом для одноимённого мужского баскетбольного клуба (прежнее название СКА «Бипа-Мода»), многократные Чемпионы Украины, обладатели Кубка Украины и еврокубка. Команда выступает в украинской баскетбольной суперлиге.

## Религия

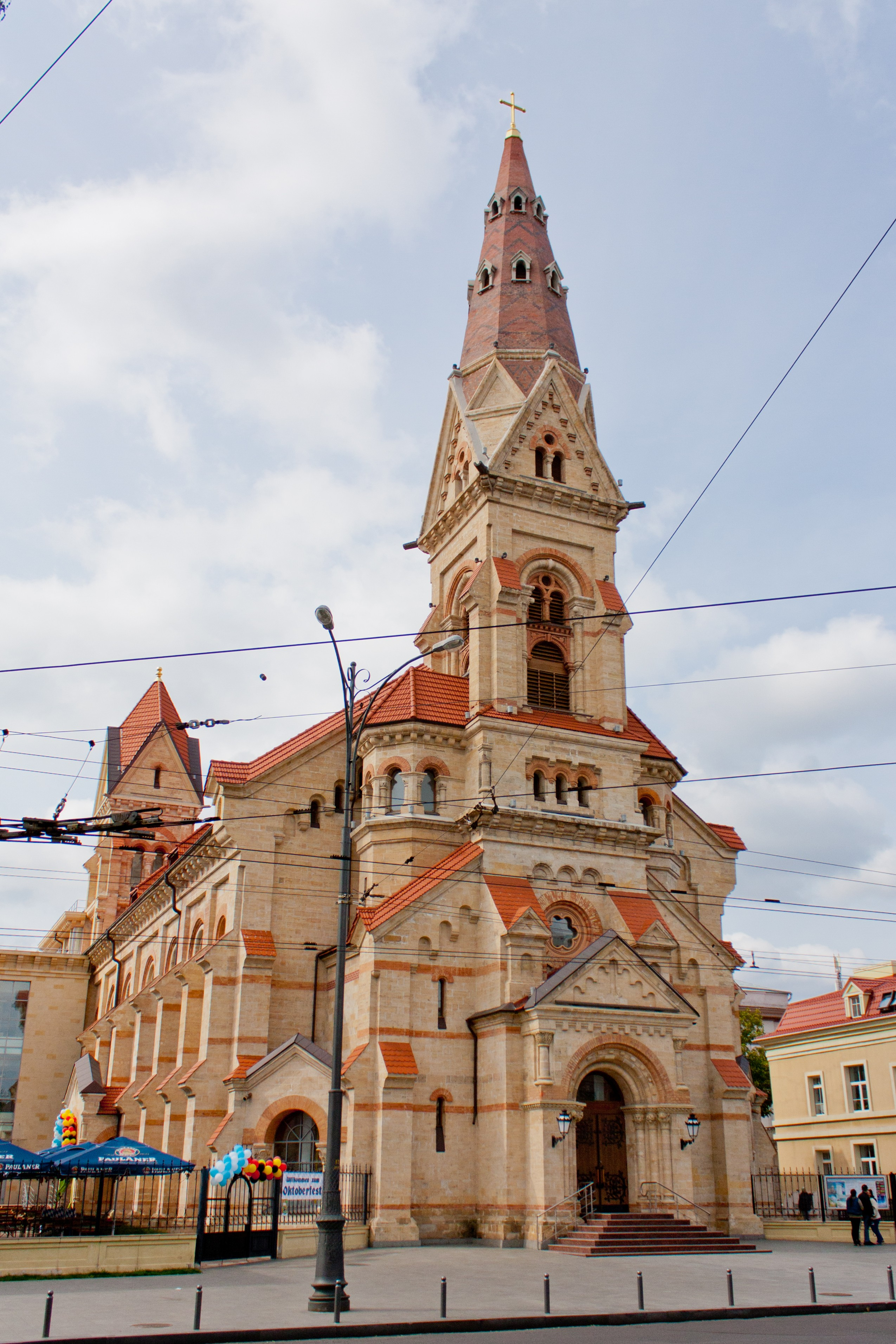
Одесская кирха

В городе проживают представители самых различных религий, среди них: православные, а также католики, лютеране (Одесская кирха), иудеи, мусульмане, баптисты (ЕХБ), (ХВЕ), еврейская мессианская община, пятидесятники, харизматы, Свидетели Иеговы, старообрядцы, караимы, кришнаиты и другие.
На 2010 год по данным социологического опроса 60 % взрослых одесситов считали себя верующими, из них 80 % относили себя к православному исповеданию, 2 % — к иным христианским вероисповеданиям (католики и протестанты).

## Культура

### Музеи

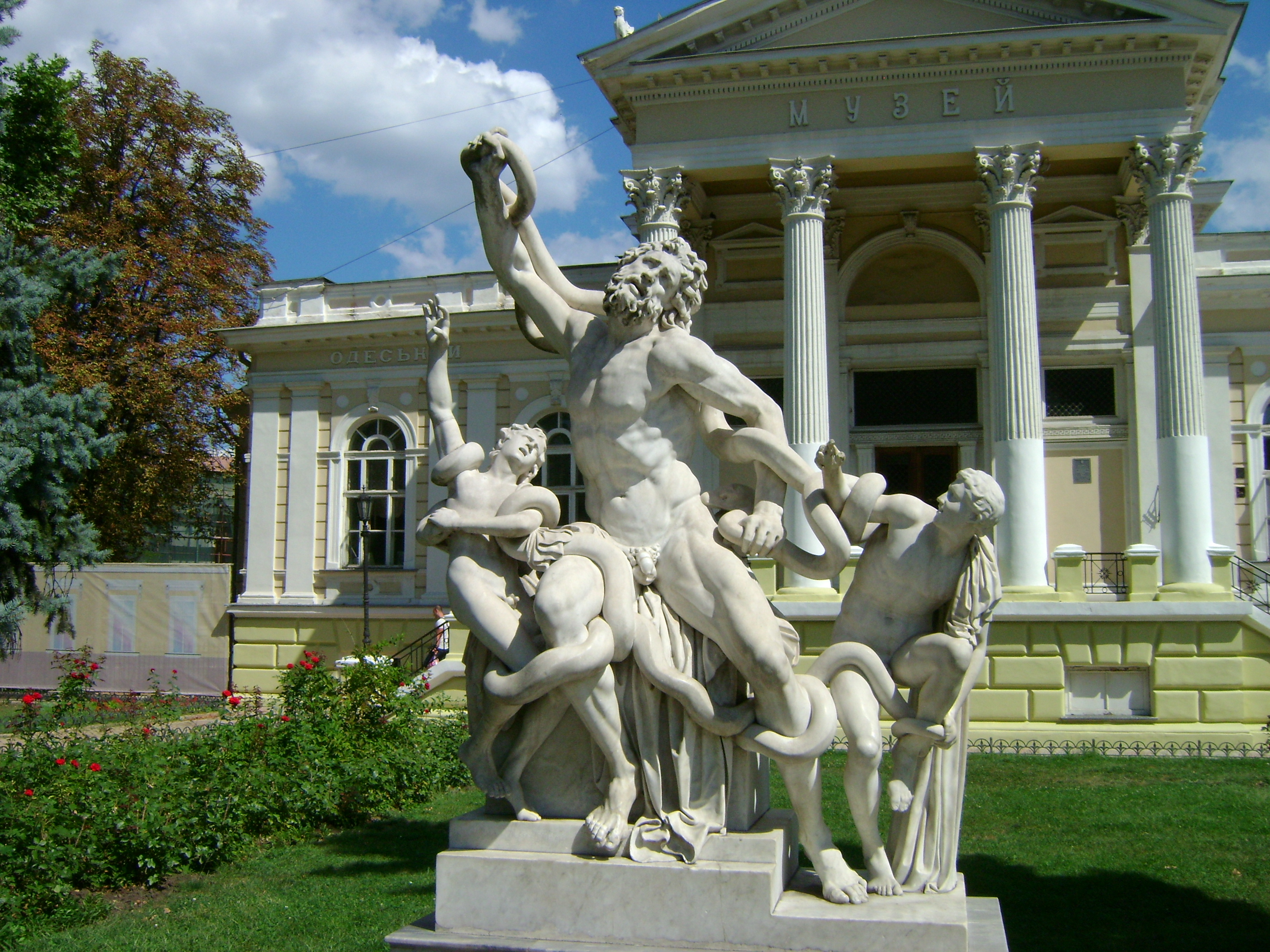
Одесский археологический музей

В Одессе функционирует более двух десятков музеев. Особый интерес для туристов и гостей города представляют экспозиции археологического музея, историко-краеведческого, художественного (картинная галерея), музея западного и восточного искусства, Одесского литературного музея, музея морского флота, музея истории евреев Одессы «Мигдаль-Шорашим» и другие.

### Театры

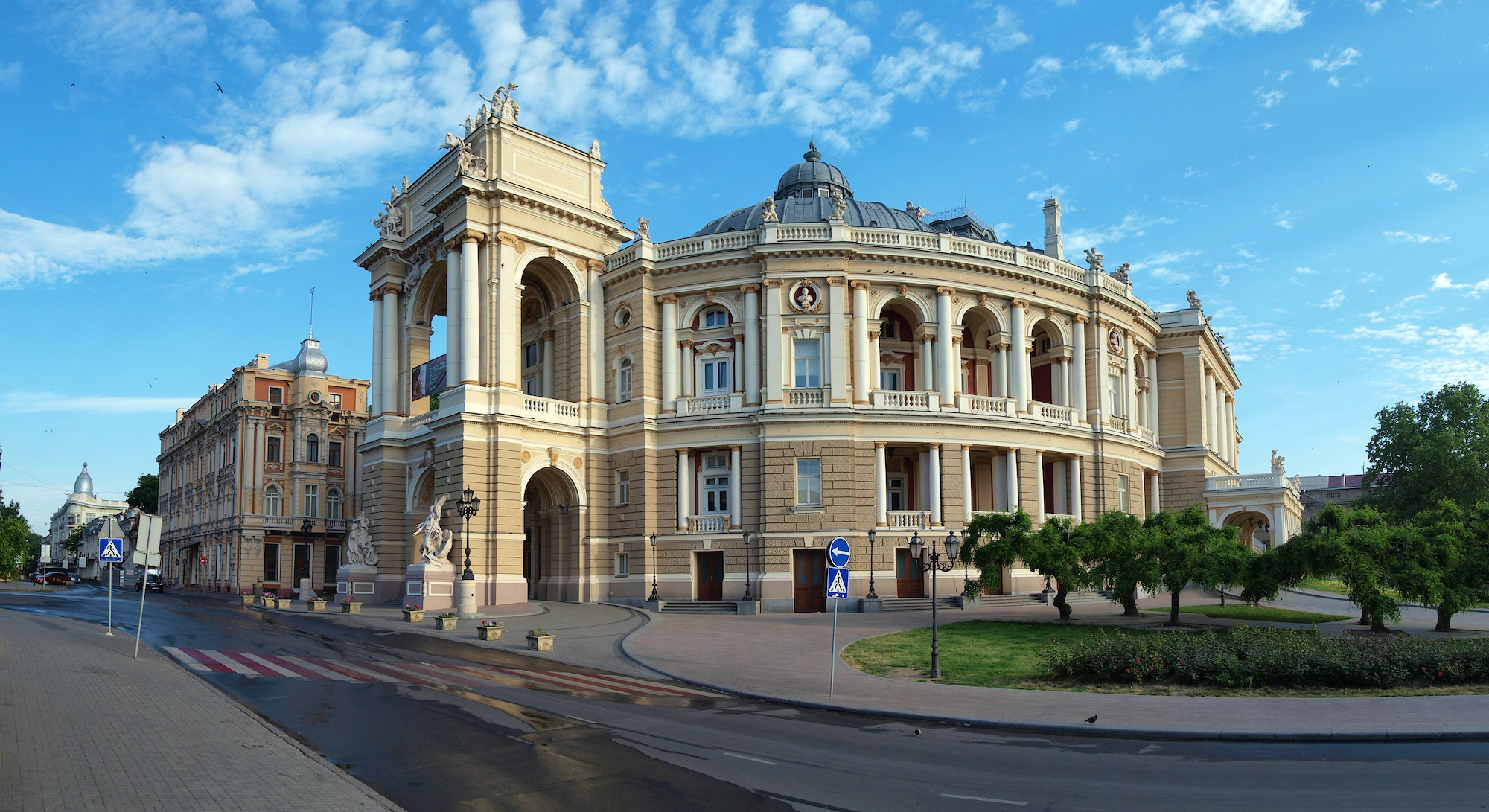
Одесский национальный академический театр оперы и балета

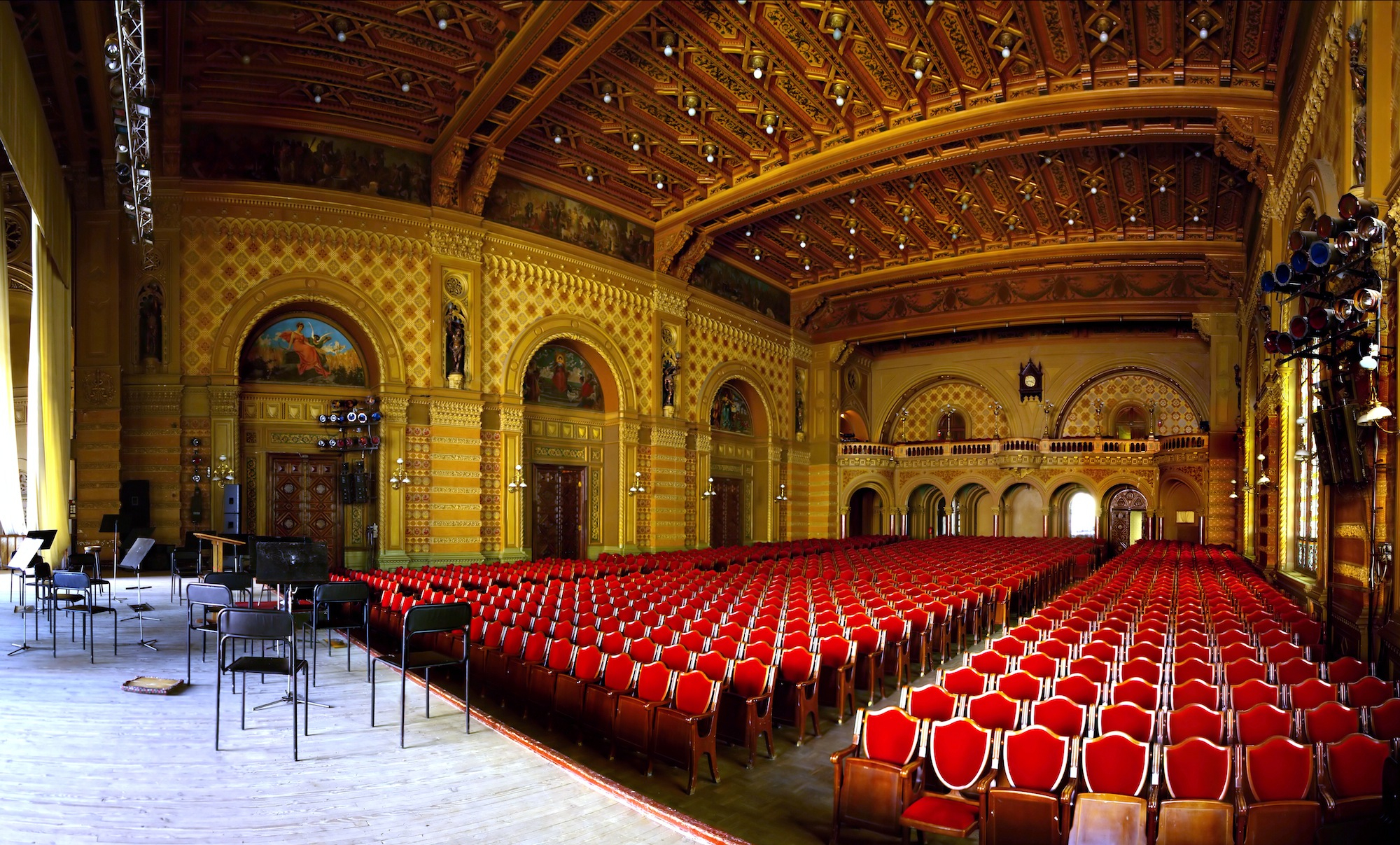
Одесская государственная филармония

Видное место в культурной жизни города и страны занимает Одесский национальный академический театр оперы и балета. Его здание, построенное в 1884—1887 годах, является уникальным архитектурным сооружением. Театр знаменит своей историей. В нём бывали выдающиеся писатели и композиторы, на его сцене выступали великие певцы: Фёдор Шаляпин, Саломея Крушельницкая, Энрико Карузо, Леонид Собинов.
Кроме того, в Одессе имеются:
- Одесский академический театр музыкальной комедии им. М. Водяного
- Одесский академический русский драматический театр
- Одесский академический украинский музыкально-драматический театр им. В. Василько
- Одесский государственный театр юного зрителя им. Юрия Олеши
- Одесский областной театр кукол
- Одесский муниципальный театр духовой музыки им. А. Салика
- Одесский дом клоунов
- Театральная лаборатория «Театр на Чайной»[151]

В городе также работают:
- Одесская государственная филармония
- Одесский государственный цирк

### Киноискусство
С 1919 года в городе работает Одесская киностудия, а с 2010 — ежегодно проводится Одесский международный кинофестиваль. Одесская киностудия сняла известные советскому зрителю картины, такие как «Место встречи изменить нельзя», «Приключения Электроника», «Д’Артаньян и три мушкетёра», «Капитан Немо».

#### Кинотеатры
- «Звёздный»
- «Золотой Дюк»
- «Маски» в «Доме клоунов»
- «Москва»
- «Планета кино» (IMAX)[152]
- «Родина» (Молдаванка)

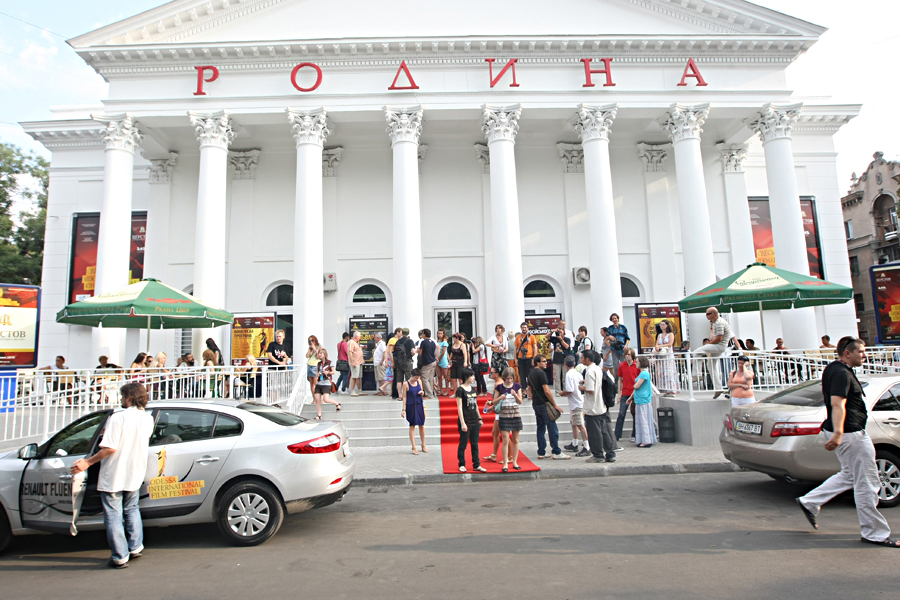
Одесский международный кинофестиваль

- «Одесса» — стереокинотеатр (с советских времён) на Тираспольской площади
- «Синема-сити»
- арт-хаусный кинотеатр Инотеатр
- «KINOSTAR» (район Посёлок Котовского)
- «U-cinema» — с 2015 года функционирует как концертная и фестивальная площадка Одесской киностудии

### Литературная Одесса
Там долго ясны небеса,

Там хлопотливо торг обильный

Свои подъемлет паруса;

Там все Европой дышит, веет,

Все блещет югом и пестреет

Разнообразностью живой.

Язык Италии златой

Звучит по улице веселой,

Где ходит гордый славянин,

Француз, испанец, армянин,

И грек, и молдаван тяжелый,

И сын египетской земли,
Корсар в отставке, Морали.»
Истории литературной Одессы посвящён Одесский государственный литературный музей. Музей стал одной из площадок Международного поэтического фестиваля «Межгород» (2009), Международного арт-фестиваля «Провинция у моря» (2012—2017), проведённых Южнорусским Союзом Писателей, а также Гоголевского Открытого Литературного Фестиваля, учреждённого в 2009 году. Самыми известными литературными периодическими изданиями являются журнал «Южное Сияние» и альманах «Дерибасовская — Ришельевская».
В начале XIX века, с 3 июля 1823 по 31 июля 1824 года в Одессе жил Александр Сергеевич Пушкин, свои впечатления от города он изложил в главе «Отрывки из путешествия Евгения Онегина» в одноимённом романе. В Одессе были написаны две главы романа «Евгений Онегин», а также поэма «Цыганы», закончен «Бахчисарайский фонтан», стихотворения «Свободы сеятель пустынный», «Невинный страж дремал на царственном пороге», «Зачем ты послан был и кто тебя послал», «Ночь», «Демон», «Телега жизни», «Придет ужасный час». В течение своего пребывания в Одессе у него сложились тёплые дружеские отношения с Елизаветой Ксаверьевной Воронцовой и враждебные отношения с графом Воронцовым. Из-за этой неприязни Пушкину в итоге пришлось покинуть Одессу и переехать в Михайловское.
В конце XIX века, 23 июня 1889 года, в Одессе на 11-й станции Большого Фонтана родилась Анна Андреевна Горенко, в будущем известная как Анна Ахматова. Она провела своё детство и начала писать первые стихи на берегу Чёрного моря, живя в разных городах. Последний раз она посетила в Одессу в 1906 году, после чего навсегда покинула город.
В 1894 году в Одессе родился Исаак Эммануилович Бабель. Творчество этого литератора легло в основу самобытной одесской литературы. В XIX веке в Одессу стали перебираться евреи из местечек. Ввиду того что евреи Российской империи говорили на идише, их переход на русский язык сопровождался существенным лексическим и фразеологическим вкладом в одесский говор. Эту развивающуюся речь Бабель осветил в произведениях «Одесские рассказы». Повествование знакомит читателя не только с особенностью одесской речи, но и с уголовным миром города. В персонаже Беня Крик во многом угадывается Мишка Япончик. Юмор книги получил имя города, в дальнейшем именно этот, одесский юмор лёг в основу большинства еврейских анекдотов, а сам юмор и говор стали наиболее узнаваемыми в позднем СССР и раннем СНГ. Параллельно одессит Вольф (Зеэв) Жаботинский также вёл литературную деятельность. Он писал свои произведения на русском, французском языке, а также на идише и иврите. В дальнейшем он переехал в подмандатную Палестину для развития сионистского движения. Его вклад в становление еврейского национального очага высоко оценён в Израиле, его память почитается на государственном уровне.
В конце XIX и начале XX веков в Одессе родились Илья Файнзильберг и Евгений Катаев, в будущем известные как писатели Ильф и Петров. Наибольшую известность они получили благодаря сатирическим романам «Двенадцать стульев» и «Золотой телёнок».
В городе родился и работал в молодости Михаил Жванецкий, писатель-сатирик, после приобретения известности он регулярно посещал Одессу с выступлениями.

### Кухня

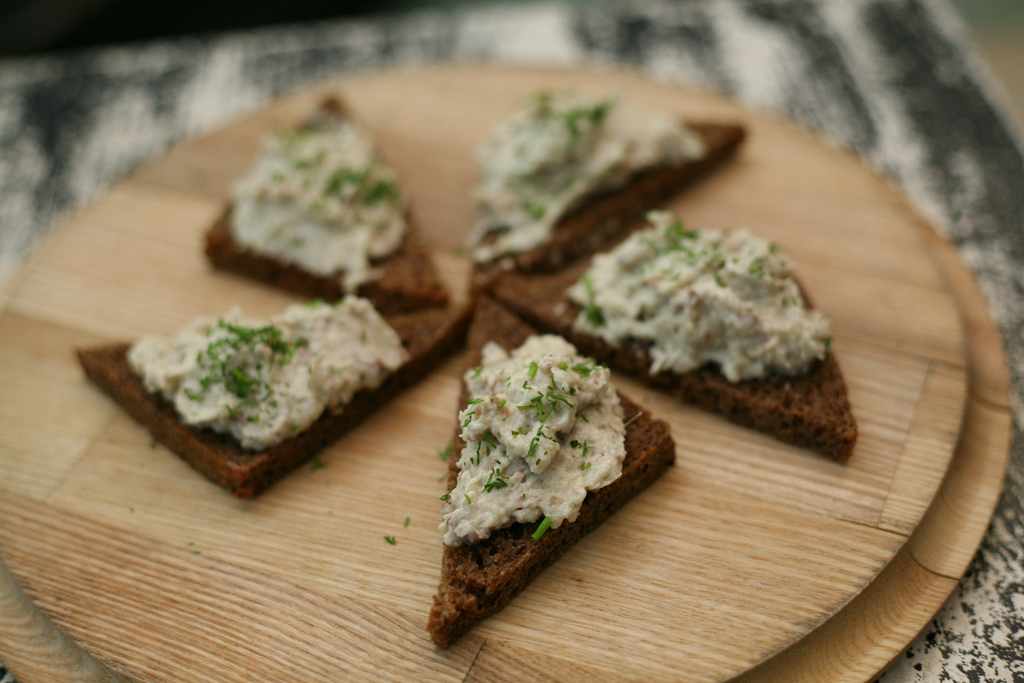
Форшмак на чёрном хлебе, приготовленный в Одессе

Со дня своего основания Одесса остаётся интернациональным городом, что повлияло на колорит городской кухни. Вобрав в себя лучшие кулинарные традиции народов разных стран, одесская кухня представляет собой яркую смесь самобытных культур и вкусов.

### Одесское койне
В Одессе существует местный идиом на основе русского языка, сформировавшийся под влиянием украинского, молдавского, французского, греческого, итальянского, испанского языков и идиша. Е. Н. Степанов выделяет четыре периода в развитии одесского койне. Первый в 1790—1820 гг., формирование происходит под влиянием греческого языка на русский, оказывает влияние и итальянский язык. Второй период в 1830—1890 гг., усиливается влияние идиша, в связи с ростом еврейского населения города, и ослабевает влияние греческого и итальянского языков (вклад последнего стал спадать с 1860-х гг.). Заметную роль стали играть украинский и польский языки вместе с южнорусскими диалектами. Третий период в 1900—1930 гг., одесская речь стала оказывать влияние на литературный русский язык, связанное с деятельностью и популярностью писателей одесской литературной школы. С 1940-х годов одесское койне стало ослабевать, телевидение, радио, газеты использовали литературный украинский или русский языки, а помимо того, эмиграция еврейского населения из Одессы за рубеж уменьшила число носителей в самой Одессе. Так, в городе в начале XX века еврейское население составляло треть от общегородского, в начале XXI века процент еврейского насления был около 1 %.
Некоторые примеры одесской речи, из произведений разных писателей: «У них усё иначе. Чудной народ…», «Реферат самый шиковый, с понтом…», «Уже будут умирать мадам Гросман! Они хотели болячек. Они теперь их имеют», «И почему всё стало навыворот, я уже не смею, а они да смеют…». Исследователи отмечают большое количество русифицированных украинизмов, таких как «мирковать», «сховался» и т. д. От идиша одесская речь унаследовала богатое употребление глаголов «делать» и «иметь», как это свойственно германским языкам. Употребление «таки», «же», «за», «на» вне их нормативных сочетаний. Нарушение в падежном управлении относительно русского языка. Изредка встречаются слова французского и греческого происхождения. Пример: «пассаж», «фасон», «мадам» и греческое «франдзола». Лексические элементы южнорусских диалектов: «накарай меня бог!», «откагда». Самобытные слова «тудою», «сюдою», «кудою». Ввиду значительного количества евреев были также и некоторые фонетические особенности, в частности «ы» могла вообще не употребляться и заменяться на «и», «в» могло быть заменено на «у».

### Городские праздники
- День города отмечается ежегодно 2 сентября. Праздник проводился по всему городу. Традиционно завершал праздник гала-концерт на Потёмкинской лестнице с фейерверком[159][160]. После начала полномасштабного российского вторжения в Украину масштабные празднования не проводят[161].
- День освобождения Одессы от немецко-фашистских захватчиков отмечается ежегодно 10 апреля. См. также Одесская операция 1944.
- Юморина (День смеха). Этот праздник отмечается ежегодно 1 апреля. По традиции 1 апреля объявляется нерабочим днём (с последующей отработкой его в ближайшую субботу). Специфический одесский юмор славится со времён «одесской плеяды». На одесскую Юморину 1 апреля приезжает немало туристов[162][163].
- 25 сентября 1766 года в Париже родился Арман-Эммануэль дю Плесси, герцог Ришельё (1766—1822), французский и российский государственный деятель.
 В этот же день в 1789 году отрядом генерала де Рибаса была взята турецкая крепость Хаджибей, она же будущая Одесса, основу благосостояния которой заложил знаменитый Дюк [де Ришельё]. День 25 сентября является неофициальным праздником (днём) города Одессы (как правило, с этим днём и связано одесское [шутливое] слововыражение Освобождение Одессы от отдыхающих; впрочем, город-курорт открыт для отдыхающих и посетителей круглый год).

### Команды КВН
- «Одесские трубочисты»;
- «Деловые люди»;
- «Одесские джентльмены»;
- «Одесские Мансы».

Одесские команды, становившиеся чемпионами КВН:
| Сезон КВН | Команда                | ВУЗ  |
| --------- | ---------------------- | ---- |
| 1966/1967 | «Одесские трубочисты»  |      |
| 1971/1972 | «Деловые люди»         | ОИНХ |
| 1986/1987 | «Одесские джентльмены» | ОНУ  |
| 1990      | «Одесские джентльмены» | ОНУ  |

## Архитектура

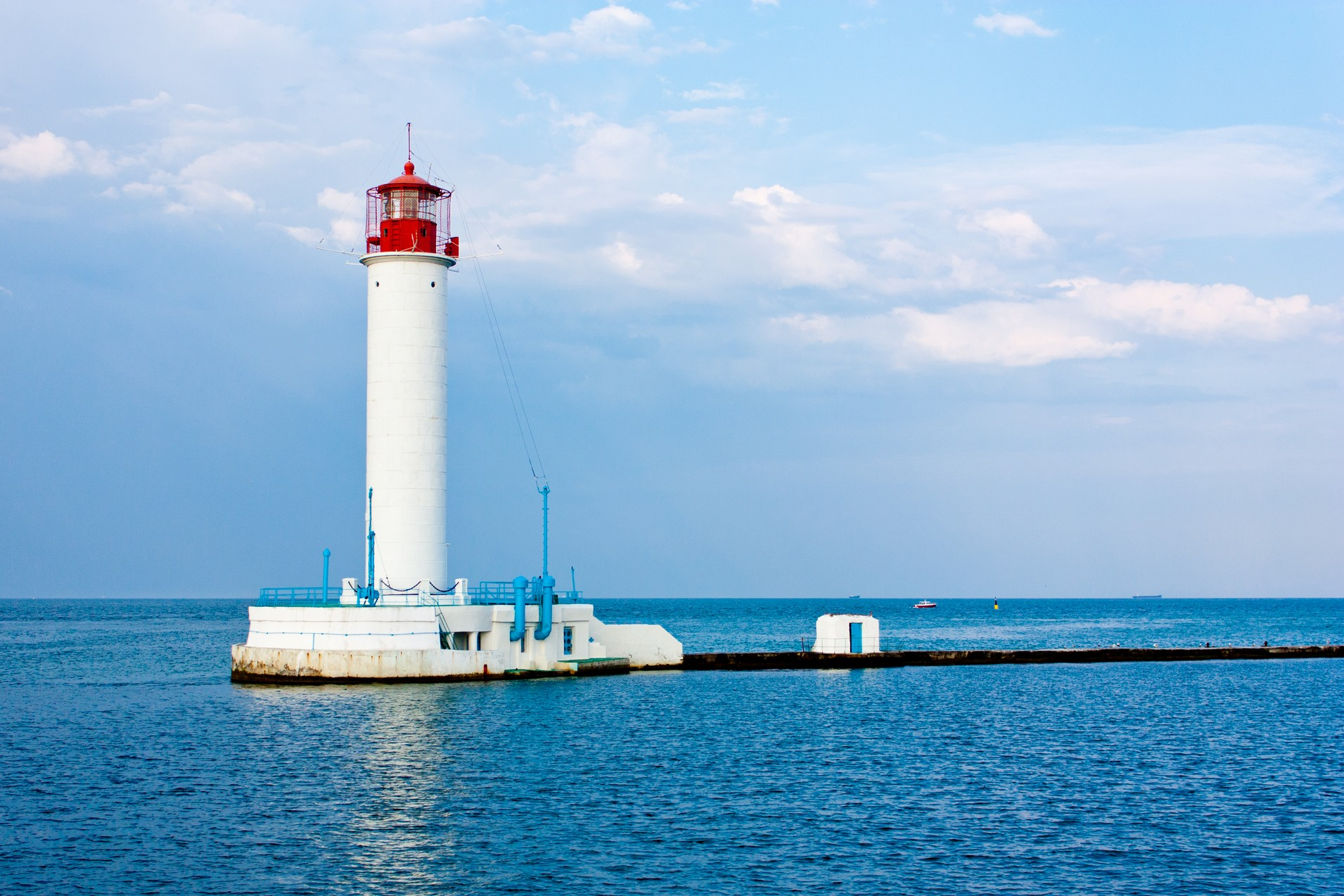
Воронцовский маяк

В основном Одесса представлена архитектурой XIX—XX столетий: неоклассицизм, модерн, постмодернизм, конструктивизм. Первые здания в Одессе строились в стиле классицизма, отличались рационализмом и скупостью декора. Многонациональный состав населения привёл к тому, что в архитектуре культовых зданий отразилось византийско-греческое влияние, а в планировке и фасадных композициях жилых домов можно встретить не только итальянский и французский, но и армянский декор. Также большое влияние на облик города оказал природно-климатический характер. Применение камня-ракушечника определило кладку из крупных блоков и отсутствие мелких деталей. С целью защиты от палящего летнего зноя, широко применяли портики, лоджии, крытые галереи. Даже рыночные площади, подобно древнегреческим агорам, обрамлялись по контуру галереями. В 1820—1830-е гг. в Одессе наблюдается высший расцвет ампира, что отражало экономический взлёт города и его растущую политическую роль.
В Одессе находится знаменитая Потёмкинская лестница, имеющая сейчас 192 ступени. Светлейший князь Михаил Семёнович Воронцов подарил лестницу, обошедшуюся ему в 800 тысяч рублей, своей жене Елизавете Ксаверьевне.

В советское время лестница была переименована в память восстания на броненосце «Князь Потёмкин-Таврический» в 1905 году, до революции называлась Гигантской (по другим источникам — Ришельевской, так как у её верхнего завершения стоит памятник дюку де Ришельё). Строительство этой действительно гигантской лестницы было начато в 1837 году и закончено в 1841 году. Автором проекта был архитектор Ф. К. Боффо, который тщательно разработал пропорции сооружения, отличающегося несколькими оптическими эффектами. Поднявшись по Потёмкинской лестнице, можно попасть на Приморский бульвар. Отсюда хорошо видна панорама порта. Вдоль всего бульвара тянутся прекрасные архитектурные ансамбли, здесь же, возле одного из красивейших зданий Одессы, Городской думы, возвышается памятник великому русскому поэту Александру Сергеевичу Пушкину.

Приморский бульвар и бульвар Михаила Жванецкого (прежде бульвар Искусств, ранее Комсомольский бульвар) соединяет пешеходный мост, который возведён над Военным спуском в 1968 году по проекту архитектора Владимирской и инженера Кириенко. Этот самый молодой из одесских мостов более известен в городе под названием «Тёщин мост». Не меньшей достопримечательностью является главная улица города — Дерибасовская, названная так в честь основателя города Иосифа Дерибаса, и примыкающая к ней площадь Греческая. В настоящее время бо́льшая часть улицы и площадь являются пешеходными и, вместе с примыкающим к ней Городским садом, является одним из самых любимых мест для отдыха и прогулок жителей города и его гостей. Ранее Горсад также являлся местом выставки-продажи картин одесских художников. Теперь эту роль выполняет Соборная площадь.
Обширный массив занимает Центральный парк культуры и отдыха им. Т. Г. Шевченко, бывший Александровский парк. Там воздвигнут памятник Неизвестному матросу. Вечно горящий огонь у его подножия напоминает людям о великом подвиге защитников Одессы. Одесские катакомбы — один из самых грандиозных экскурсионных объектов Одесского региона. Они уникальны и известны тем, что являются самым большим в мире подземным лабиринтом: их общая протяжённость составляет, по приблизительным оценкам, 2500 километров.

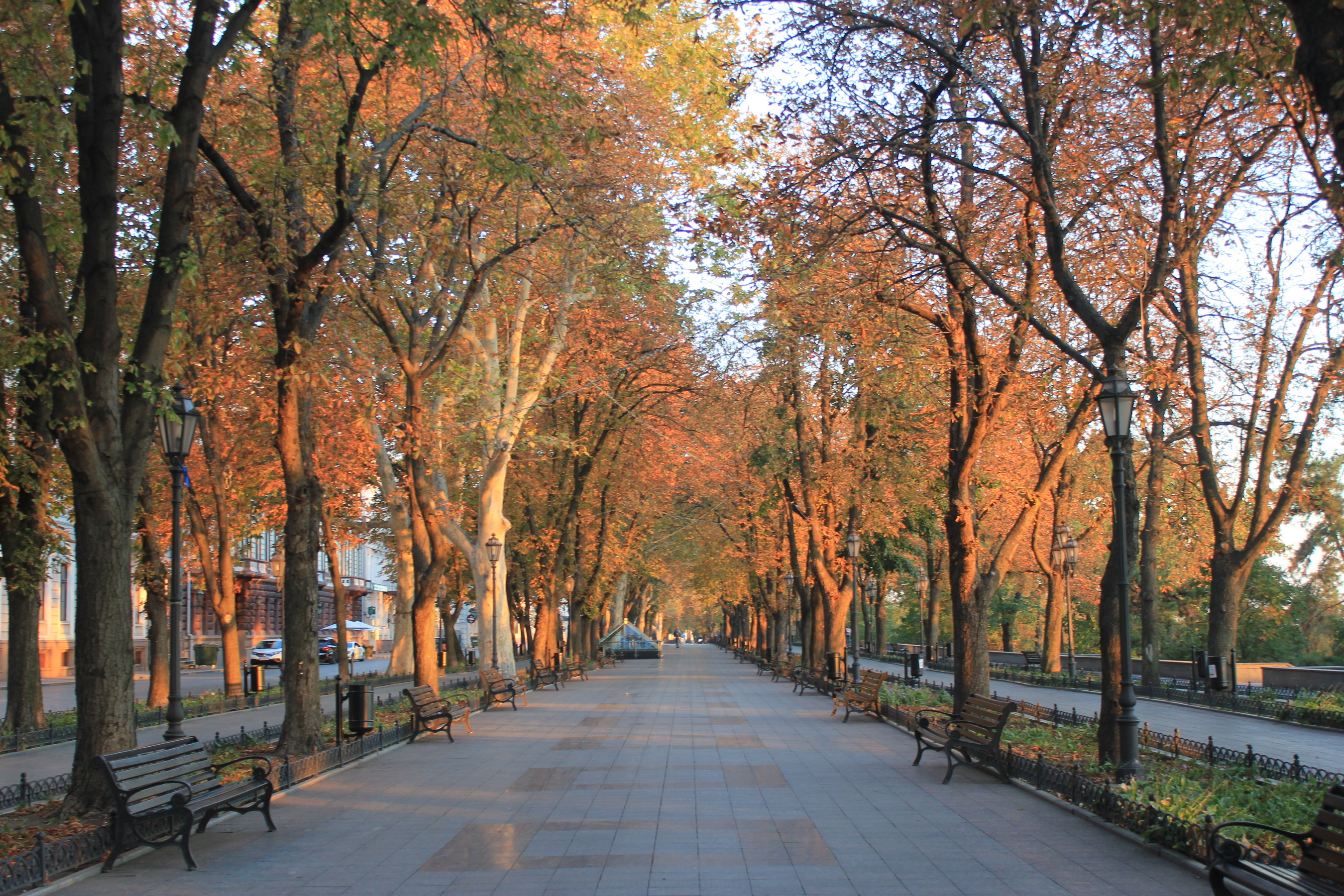
Приморский бульвар
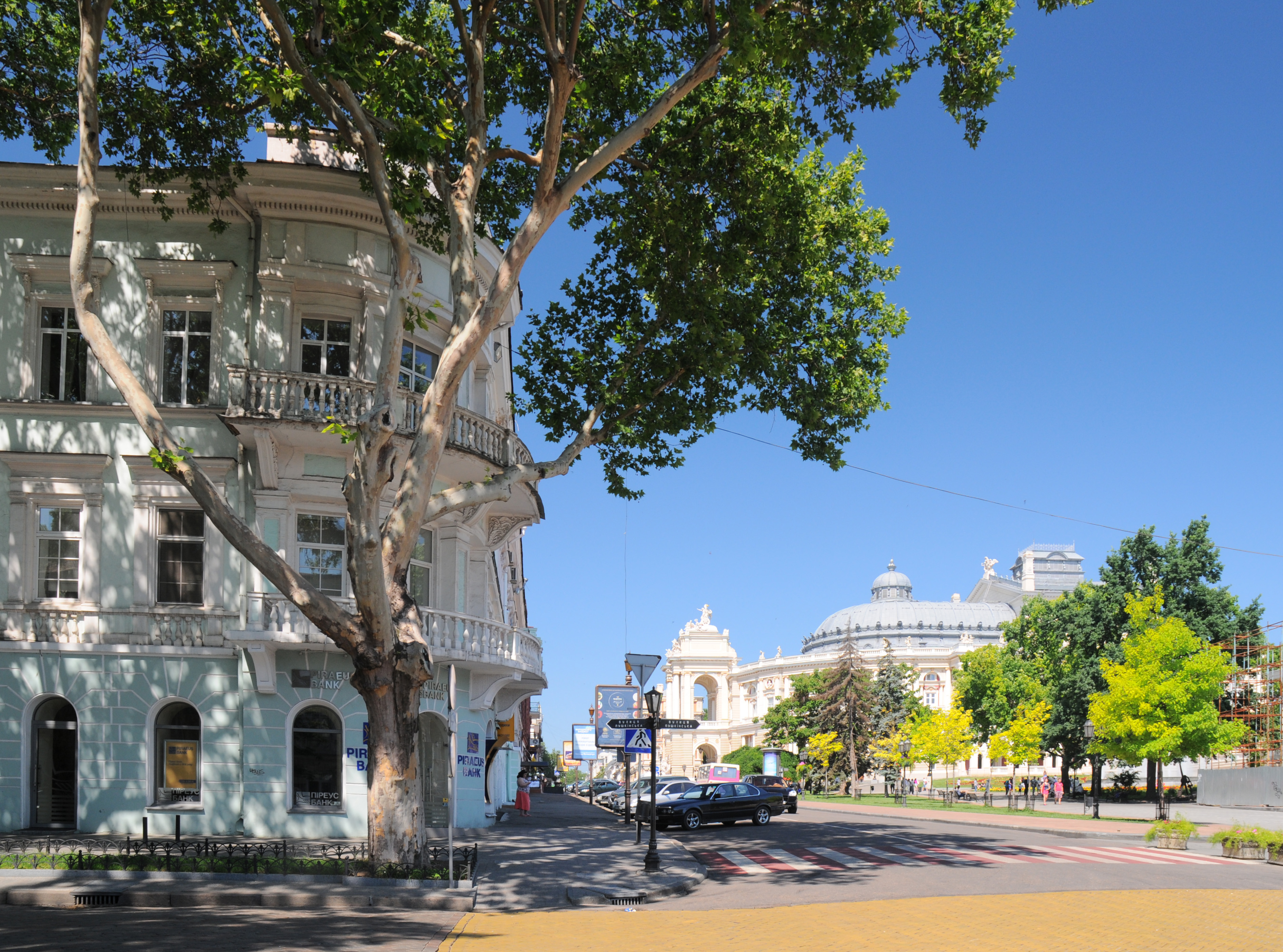
Ланжероновская улица
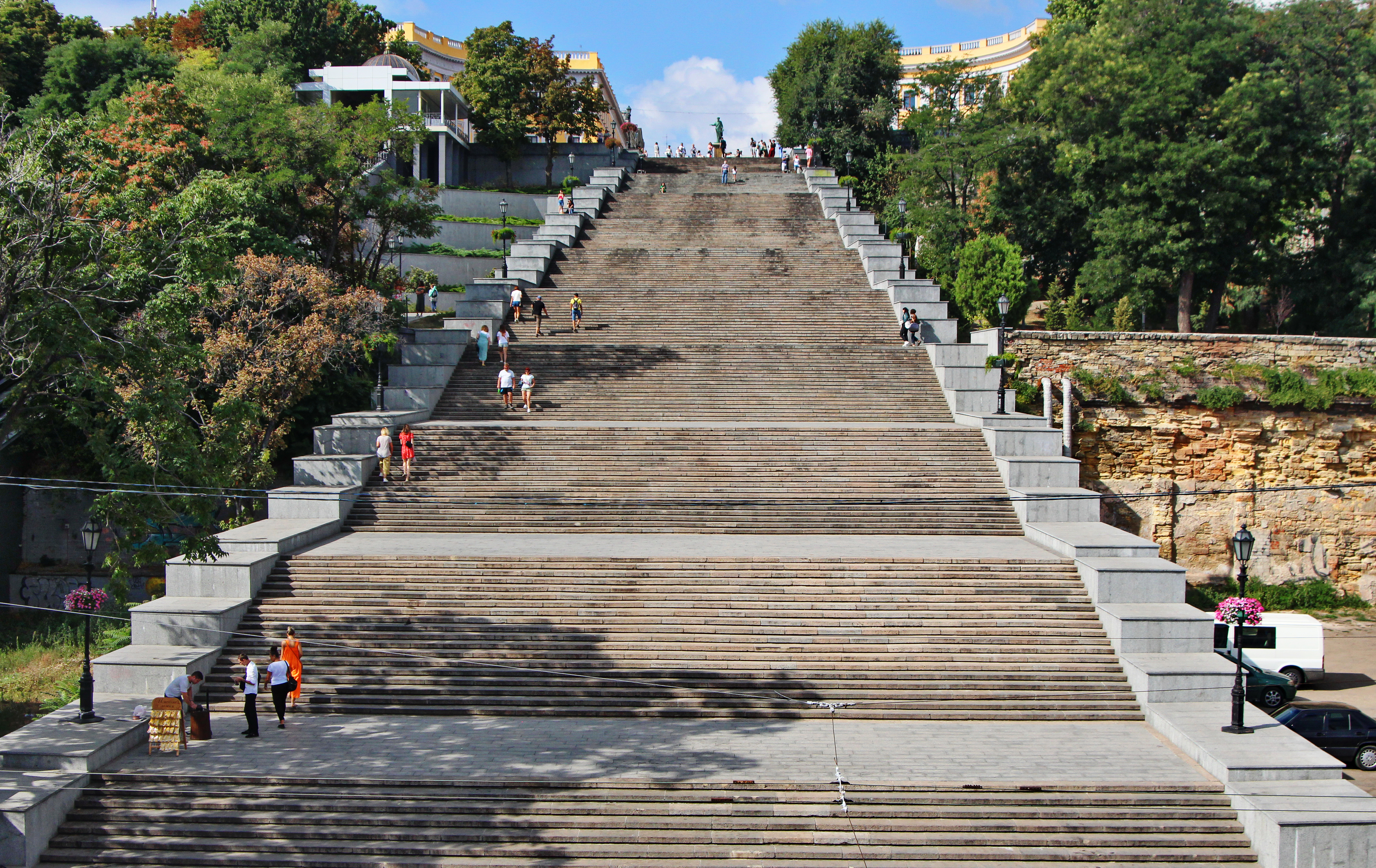
Потёмкинская лестница
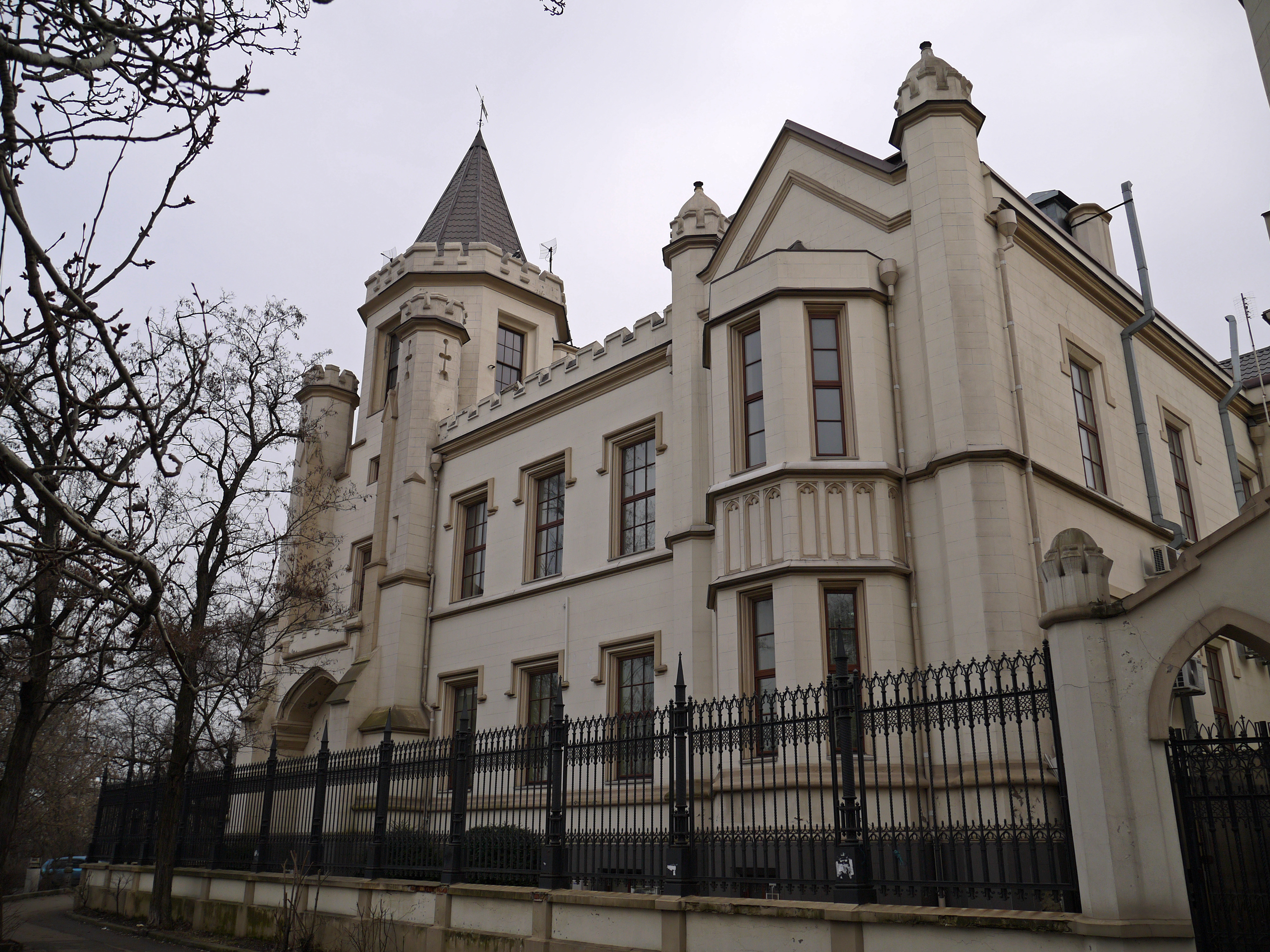
Шахский дворец
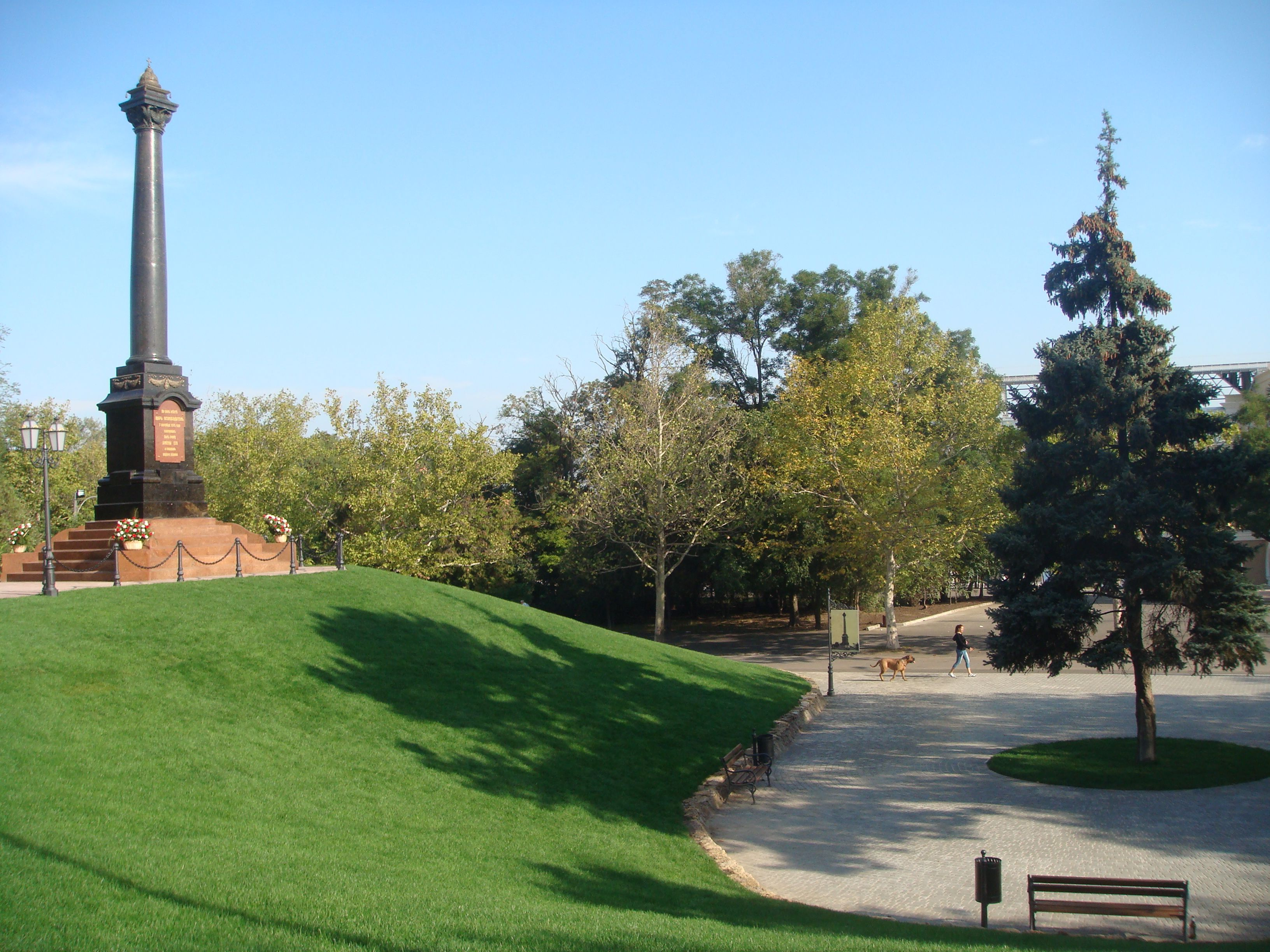
Парк Шевченко
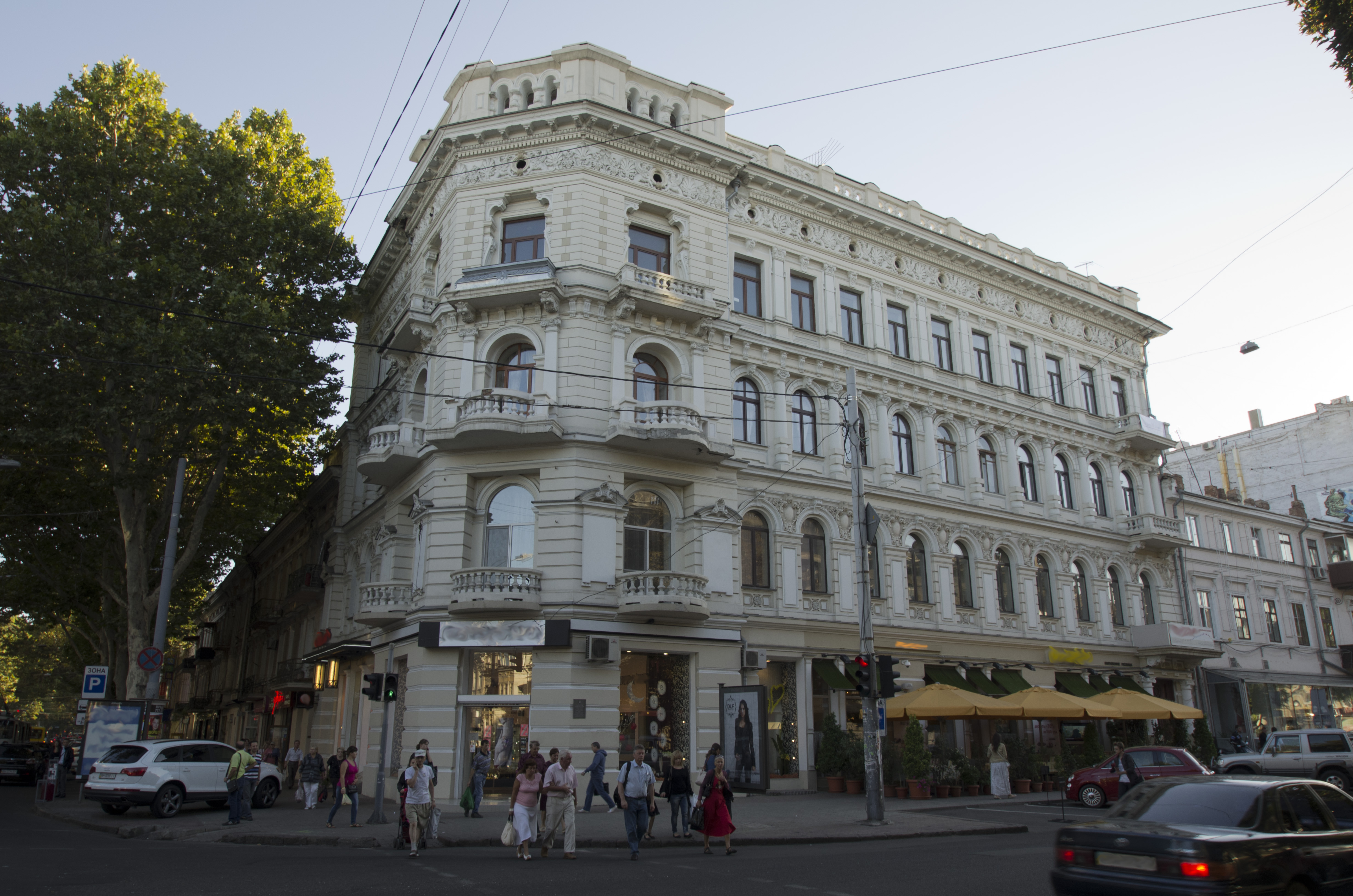
Элемент городской архитектуры
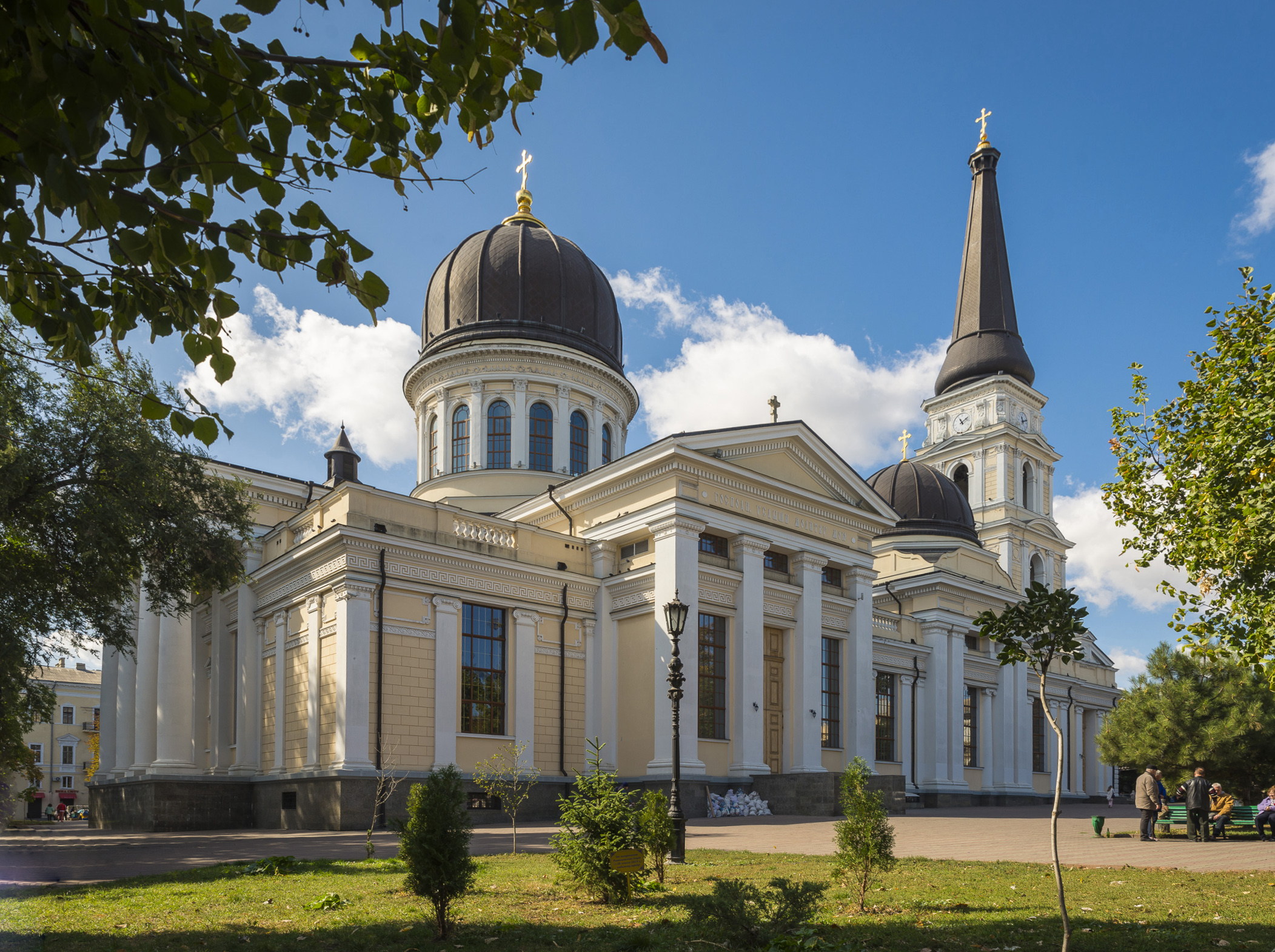
Спасо-Преображенский собор
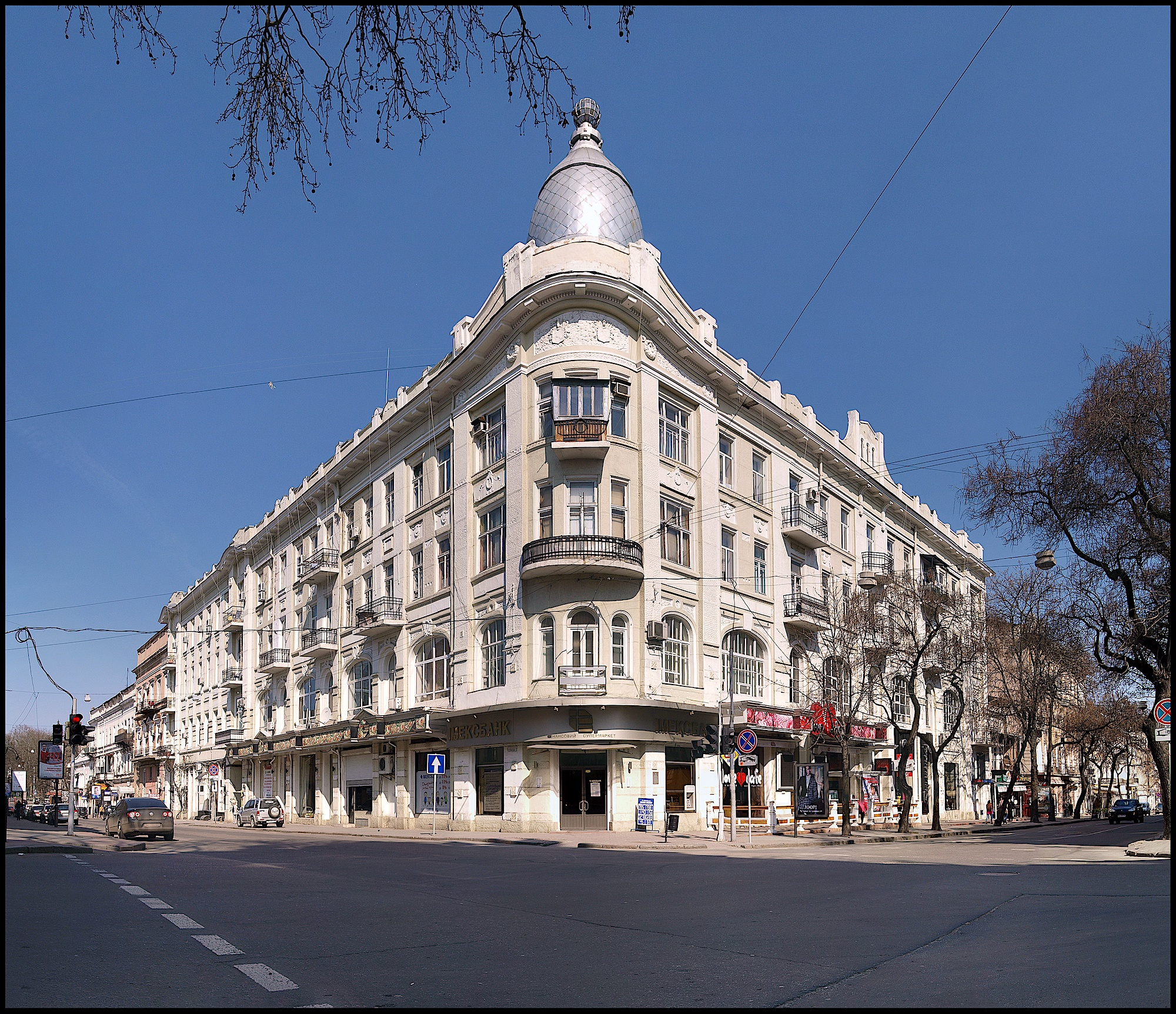
Кафе Робина
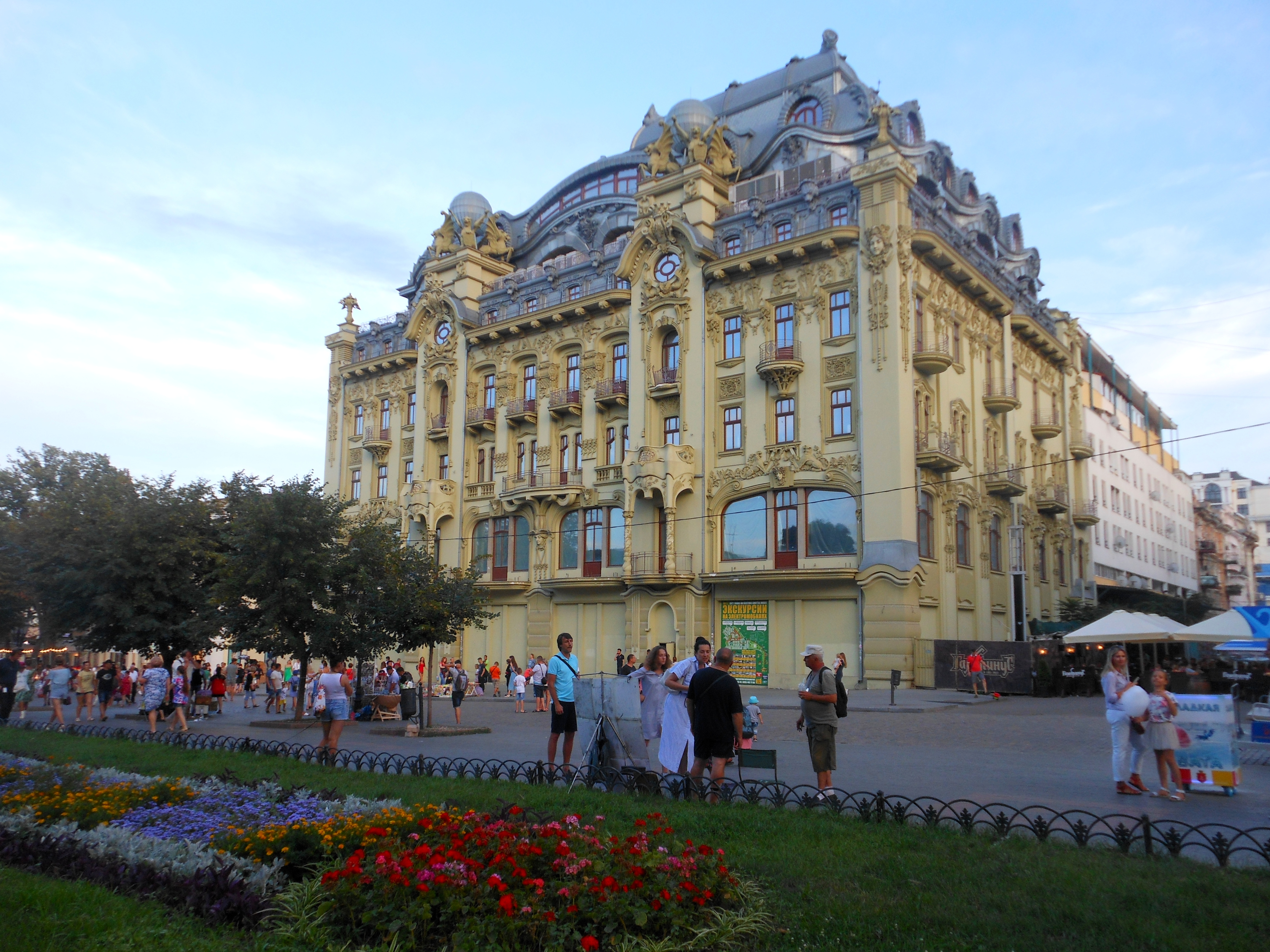
Гостиница «Большая Московская»
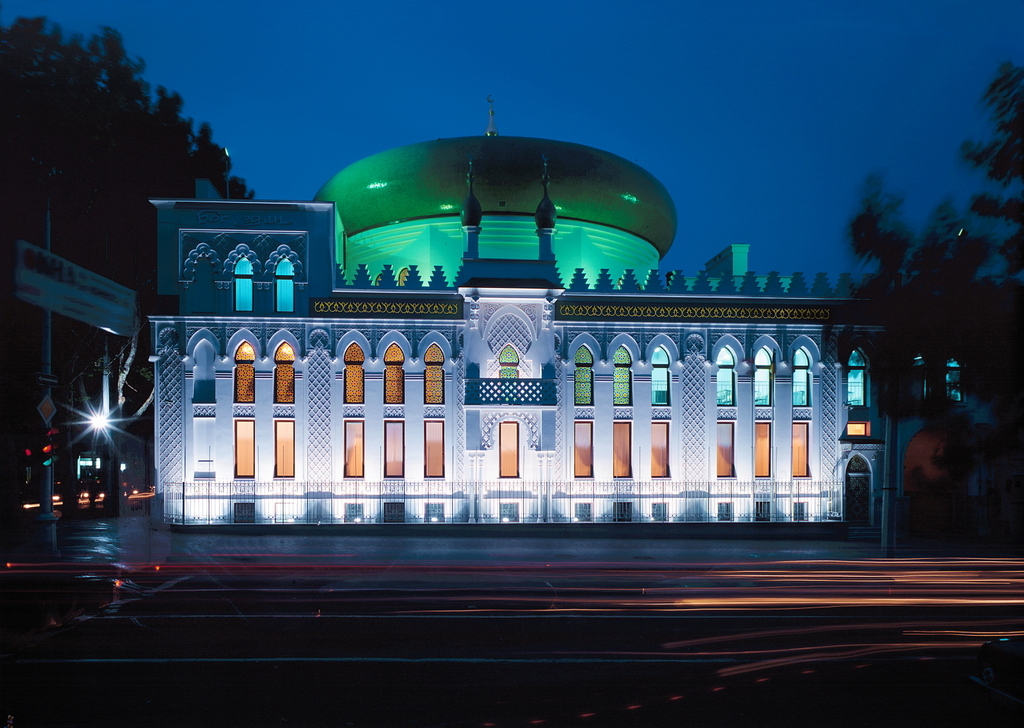
Арабский культурный центр

## Международные отношения

### Города-побратимы
- Ереван, Армения (1995 г.);
- Варна, Болгария (1958 г.);
- Ливерпуль, Великобритания (1957 г.);
- Сегед, Венгрия (1961 г.);
- Регенсбург, Германия (1990 г.);
- Пирей, Греция (1993 г.);
- Александрия, Египет (1968 г.)
- Хайфа, Израиль (1992 г.);
- Калькутта, Индия (1986 г.);
- Венеция, Италия, с 2022 года;
- Генуя, Италия
- Циндао, Китай
- Кишинёв, Молдова (1994 г.)
- Лодзь, Польша (1993 г.);
- Констанца, Румыния (1991 г.);
- Балтимор, США (1975 г.);
- Стамбул, Турция (1997 г.);
- Оулу, Финляндия (1983 г.);
- Марсель, Франция (1973 г.);
- Сплит, Хорватия (1964 г.);
- Ванкувер, Канада (1971 г.);
- Иокогама, Япония (1965 г.)[166].

Прекращены побратимские отношения с  Триполи,  Валенсией,  Волгоградом,  Москвой,  Ростовом-на-Дону,  Санкт-Петербургом и  Таганрогом.

### Города-партнёры
- Вена, Австрия (2006 г.)
- Брест, Беларусь (2004 г.)
- Минск, Беларусь (1996 г.)
- Тбилиси, Грузия (1996 г.)
- Нинбо, Китай (2008 г.)
- Ларнака, Кипр (2004 г.)
- Клайпеда, Литва (2004 г.)
- Марракеш (2019 г.)
- Варшава, Польша (2010 г.)
- Гданьск, Польша (1996 г.)
- Вальпараисо, Чили (2004 г.)
- Таллин, Эстония (1997 г.)[169]

Прекращены партнёрские отношения с  Любляной.

### Представительства иностранных государств
генеральные консульства
-  Армения
-  Болгария
-  Греция
-  Грузия
-  Китай
-  Польша
-  Румыния
-  Турция

почётные консульства
-  Австрия
-  Германия
-  Казахстан
-  Кипр
-  Республика Корея
-  Норвегия
-  Латвия

- Литва
- Сирия
- Словакия
- Словения
- Франция
- Черногория
- ЮАР

Консульство Республики Молдова.
Культурные центры  Болгарии,  Израиля и  Франции («Альянс Франсез»), а также  Греческий фонд культуры.

### Участие в международных организациях
Город является участником международных организаций: Eurocities, ICLEI, Лигой исторических городов и других.
Представительство МИД Украины в Одессе.
Миссия Европейского союза по приграничной помощи Молдове и Украине (EUBAM).